# Alemania nazi
La Alemania nazi o Alemania nacionalsocialista, conocida también como el Tercer Reich, es el término historiográfico común en español para referirse al Estado alemán entre 1933 y 1945, durante el gobierno del Partido Nacionalsocialista Obrero Alemán (NSDAP) y su máximo dirigente, Adolf Hitler, al frente del país.
El ejercicio del poder por el Partido Nacionalsocialista fue caracterizado por sus políticas totalitarias y dictatoriales y sus ideologías racistas y ultranacionalistas, y es conocido más que nada por su papel en la Segunda Guerra Mundial y eventos relacionados, entre ellos la perpetración del Holocausto. Oficialmente, el nombre del Estado continuó siendo Deutsches Reich (Reich alemán), como lo había sido a partir de 1871, modificando su nombre en 1943 a Großdeutsches Reich (Gran Reich alemán o Gran Imperio Alemán) por considerar la ideología nacionalsocialista a todos los pueblos germánicos europeos y sus territorios —muchos en efecto ocupados por la Alemania nazi en esa época—parte del Estado alemán (la Gran Alemania o Großdeutschland). Tanto el período de la Alemania nazi como el uso del término Reich tocaron su fin tras la derrota alemana en la Segunda Guerra Mundial.
El 30 de enero de 1933, Hitler fue nombrado canciller de Alemania, jefe de Gobierno, por el presidente de la República de Weimar, Paul von Hindenburg, jefe de Estado. El Partido Nacionalsocialista comenzó entonces a eliminar toda oposición política y a consolidar su poder. Hindenburg murió el 2 de agosto de 1934 y Hitler se convirtió en dictador de Alemania al fusionar las oficinas y los poderes de la Cancillería y la Presidencia. Un referéndum nacional celebrado el 19 de agosto de 1934 confirmó a Hitler como único führer («caudillo») de Alemania. Todo el poder estaba centralizado en la persona de Hitler y su palabra se convirtió en la ley suprema. El gobierno no era un organismo coordinado y cooperativo, sino una colección de facciones que luchaban por el poder y el favor de Hitler. En medio de la Gran Depresión, los nazis restauraron la estabilidad económica y acabaron con el desempleo masivo utilizando un fuerte gasto militar y una economía mixta. Utilizando el gasto deficitario, el régimen emprendió un programa de rearme secreto masivo y la construcción de amplios proyectos de obras públicas, incluida la construcción de autopistas. El regreso a la estabilidad económica impulsó la popularidad del régimen.
El racismo, la eugenesia nazi y, especialmente, el antisemitismo, fueron rasgos ideológicos centrales del régimen. Los nazis consideraban a los pueblos germánicos como la raza superior, la rama más pura de la raza aria. La discriminación y la persecución de judíos y gitanos comenzaron en serio después de la toma del poder. Los primeros campos de concentración se establecieron en marzo de 1933. Los judíos y otras personas consideradas indeseables fueron encarceladas, y liberales, socialistas y comunistas fueron asesinados, encarcelados o exiliados. Las iglesias cristianas y los ciudadanos que se oponían al gobierno de Hitler fueron oprimidos y muchos líderes encarcelados. La educación se centró en el racismo científico, la política de población y la aptitud para el servicio militar. Se redujeron las oportunidades profesionales y educativas de las mujeres. La recreación y el turismo se organizaron a través del programa Fuerza a través de la alegría, y los Juegos Olímpicos de Verano de 1936 mostraron a Alemania en el escenario internacional. El ministro de Propaganda, Joseph Goebbels, hizo un uso eficaz del cine, las manifestaciones masivas y la oratoria hipnótica de Hitler para influir en la opinión pública. El gobierno controlaba la expresión artística, promovía formas de arte específicas y prohibía o desalentaba otras.
Desde la segunda mitad de la década de 1930, la Alemania nazi hizo demandas territoriales cada vez más agresivas, amenazando con la guerra si no se cumplían. El Sarre votó por plebiscito para reunirse con Alemania en 1935, y en 1936 Hitler envió tropas a Renania, que había sido desmilitarizada después de la Primera Guerra Mundial. Alemania se apoderó de Austria en el Anschluss de 1938, y exigió y recibió la región de los Sudetes de Checoslovaquia en ese mismo año. En marzo de 1939, el estado eslovaco fue proclamado y se convirtió en un estado cliente de Alemania, y el protectorado alemán de Bohemia y Moravia se estableció en el resto de las tierras checas ocupadas. Poco después, Alemania presionó a Lituania para que cediera Memel al Tercer Reich. Alemania firmó un pacto de no agresión con la Unión Soviética e invadió Polonia el 1 de septiembre de 1939, iniciando la Segunda Guerra Mundial en Europa. A principios de 1941, Alemania y sus aliados europeos en las potencias del Eje controlaban gran parte de Europa. Los Reichskommissariats tomaron el control de las áreas conquistadas y se estableció una administración alemana en el resto de Polonia. Alemania explotó las materias primas y la mano de obra tanto de sus territorios ocupados como de sus aliados.
El genocidio y los asesinatos en masa se convirtieron en señas de identidad del régimen. A partir de 1939, cientos de miles de ciudadanos alemanes con discapacidades mentales o físicas fueron asesinados en hospitales y asilos. Los escuadrones de la muerte paramilitares de Einsatzgruppen acompañaron a las fuerzas armadas alemanas dentro de los territorios ocupados y llevaron a cabo matanzas en masa de millones de judíos y otras víctimas. Después de 1941, millones de personas más fueron encarceladas, exterminadas mediante trabajos forzados o asesinadas en campos de concentración y campos de exterminio nazis. El genocidio de seis millones de judíos se conoce como el Holocausto.
Si bien la invasión alemana de la Unión Soviética en 1941 fue inicialmente exitosa, el resurgimiento soviético y la entrada de los Estados Unidos en la guerra significaron que la Wehrmacht (fuerzas armadas alemanas) perdiera la superioridad en el Frente Oriental en 1943, y a fines de 1944 ya había sido empujado a la frontera anterior a 1939. Los bombardeos aéreos a gran escala de Alemania se intensificaron en 1944 y las potencias del Eje fueron rechazadas en Europa del Este y del Sur. Después de la invasión aliada de Francia, Alemania fue conquistada por la Unión Soviética desde el este y los otros aliados desde el oeste, y capituló en mayo de 1945. La negativa de Hitler a admitir la derrota provocó la destrucción masiva de la infraestructura alemana y muchas muertes adicionales relacionadas con la guerra en los últimos meses. Los aliados victoriosos iniciaron una política de desnazificación y llevaron a muchos líderes nazis sobrevivientes a juicio por crímenes de guerra en los juicios de Núremberg.

## Etimología
Los términos comunes en español para la Alemania de la era nazi son «la Alemania nazi» y «el Tercer Reich», este último siendo una traducción del alemán Drittes Reich, en principio apropiado por la propaganda nazi del título del libro de Arthur Moeller van den Bruck, Das Dritte Reich, publicado en 1923. Los nacionalsocialistas lo convirtieron en el término común para la entidad territorial alemana, que incluía tanto el Estado alemán como los territorios ocupados, además de sus significados históricos, políticos y sociales. Moeller van den Bruck intentó también conciliar los conceptos de nacionalismo y justicia social, lo cual podría verse como un exordio del nacionalsocialismo. Los nazis, sin embargo, se fueron alejando de las ideas originales de Moeller en la puesta en práctica de ambos términos.
La palabra Reich en sí significa un dominio o extensión gobernada a nivel supranacional, por lo que muchas veces se traduce en Imperio, aunque la denominación «Imperio alemán» suele ser reservada a los períodos que contaban con la figura del Káiser, o emperador (dicha distinción se hace en alemán por medio del término Kaiserreich). Originalmente, el empleo de los ordinales tuvo el fin de preparar el terreno para un tercer y definitivo Reich alemán, que contaría con la restauración de la dinastía imperial más que con la figura del Führer (de ahí que los nazis tras adoptarlo con entusiasmo se apresuraron a alejarse de su significado original). En cuanto al término Primer Reich, aunque en principio identificado con el Sacro Imperio Romano, durante cierto tiempo se dejó en la ambigüedad por motivos políticos relativos a cuestiones hereditarias en Austria.
Otro término usado con frecuencia por los nazis, el Reich de los Mil Años (Tausendjähriges Reich), tiene su origen precisamente en la identificación del Sacro Imperio Romano (800-1806) como la primera parte de un Reich que nunca dejó de existir, del que Carlomagno sería el primer caudillo, y obviando el hecho de que dicha entidad —por entonces un cúmulo de territorios unidos por motivos religiosos más que étnicos— fue establecida de hecho por la autoridad papal (tras haber defendido al papa León III frente a la rebelión de los habitantes de Roma).
El término Tercer Reich ha quedado por tanto como una expresión propia, en la que la palabra Reich no se traduce (a diferencia de las primeras dos "etapas imperiales"), identificándolo con la Alemania nazi.

## Antecedentes
Alemania fue conocida como la República de Weimar durante los años 1919 a 1933. Era una república con un sistema semipresidencialista. La República de Weimar enfrentó numerosos problemas, incluida la hiperinflación, el extremismo político (incluida la violencia de los paramilitares de izquierda y derecha), las relaciones contenciosas con los vencedores aliados de la Primera Guerra Mundial y una serie de intentos fallidos de gobierno de coalición por partidos políticos divididos. Tras el fin de la Primera Guerra Mundial comenzaron graves reveses a la economía alemana, en parte debido a los pagos de reparación exigidos por el Tratado de Versalles de 1919. El gobierno imprimió dinero para hacer los pagos y reembolsar la deuda de guerra del país, pero la hiperinflación resultante llevó a precios inflados para los bienes de consumo, caos económico y disturbios por alimentos. Cuando el gobierno no cumplió con sus pagos de reparaciones de daños en enero de 1923, las tropas francesas ocuparon áreas industriales alemanas a lo largo del Ruhr y siguieron disturbios civiles generalizados.
El Partido Nacionalsocialista Obrero Alemán (Nationalsozialistische Deutsche Arbeiterpartei), comúnmente conocido como el Partido Nazi, fue fundado en 1920. Fue el sucesor rebautizado del Partido de los Trabajadores Alemanes (DAP) formado un año antes, y uno de varios partidos políticos de derecha activos entonces en Alemania. La plataforma del Partido Nazi incluyó la destrucción de la República de Weimar, el rechazo de los términos del Tratado de Versalles, el antisemitismo radical y el antibolchevismo. Prometieron un gobierno central fuerte, aumento del Lebensraum ("espacio vital") para los pueblos germánicos, formación de una comunidad nacional basada en la raza y limpieza racial mediante la supresión activa de los judíos, que serían despojados de su ciudadanía y derechos civiles. Los nazis propusieron una renovación nacional y cultural basada en el movimiento Völkisch. El partido, especialmente su organización paramilitar Sturmabteilung (SA; Storm Detachment), o Brownshirts, utilizó la violencia física para promover su posición política, interrumpiendo las reuniones de organizaciones rivales y atacando a sus miembros y al pueblo judío en las calles. Estos grupos armados de extrema derecha eran comunes en Baviera y fueron tolerados por el gobierno estatal de extrema derecha de Gustav Ritter von Kahr.
Cuando el mercado de valores de los Estados Unidos colapsó el 24 de octubre de 1929, el efecto en Alemania fue terrible. Millones se quedaron sin trabajo y varios bancos importantes colapsaron. Hitler y los nazis se prepararon para aprovechar la emergencia para obtener apoyo para su partido. Prometieron fortalecer la economía y generar empleo. Muchos votantes decidieron que el Partido Nazi era capaz de restaurar el orden, sofocar los disturbios civiles y mejorar la reputación internacional de Alemania. Después de las elecciones federales de 1932, el partido era el más grande del Reichstag, con 230 escaños con el 37,4 por ciento del voto popular.

## Historia

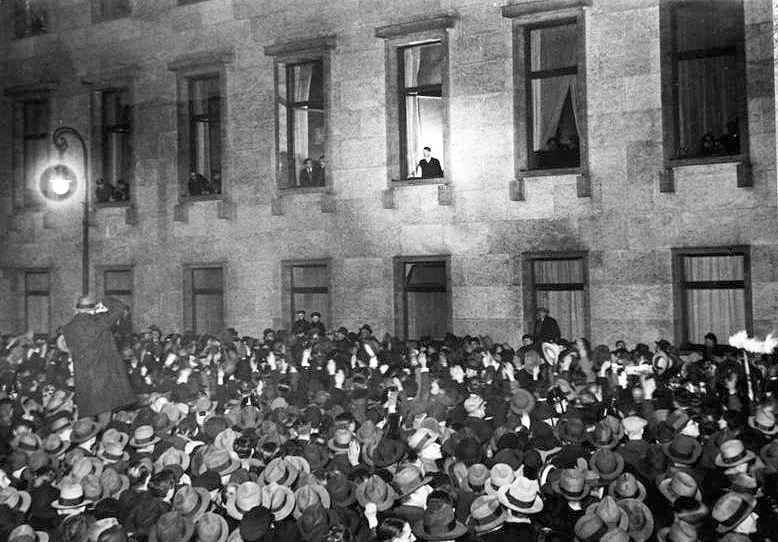
Hitler en la Cancillería del Reich, el 30 de enero de 1933.

### Llegada del nacionalsocialismo al poder
Aunque los nacionalsocialistas obtuvieron la mayor parte del voto popular en las dos elecciones generales del Reichstag de 1932, no obtuvieron mayoría. Por lo tanto, Hitler dirigió un gobierno de coalición de corta duración formado con el Partido Nacional del Pueblo Alemán. Bajo la presión de políticos, industriales y la comunidad empresarial, el presidente Paul von Hindenburg nombró a Hitler canciller de Alemania el 30 de enero de 1933. Este evento se conoce como Machtergreifung ("toma del poder").
En la noche del 27 de febrero de 1933, fue incendiado el edificio del Reichstag. Marinus van der Lubbe, un comunista neerlandés, fue declarado culpable de iniciar el incendio. Hitler proclamó que el incendio provocado marcó el inicio de un levantamiento comunista. El Decreto del Incendio del Reichstag, impuesto el 28 de febrero de 1933, anuló la mayoría de las libertades civiles, incluidos los derechos de reunión y la libertad de prensa. El decreto también permitió a la policía detener a personas indefinidamente sin cargos. La legislación fue acompañada de una campaña de propaganda que generó apoyo público a la medida. La represión violenta de los comunistas por parte de las SA se llevó a cabo en todo el país y se detuvo a 4000 miembros del Partido Comunista de Alemania.

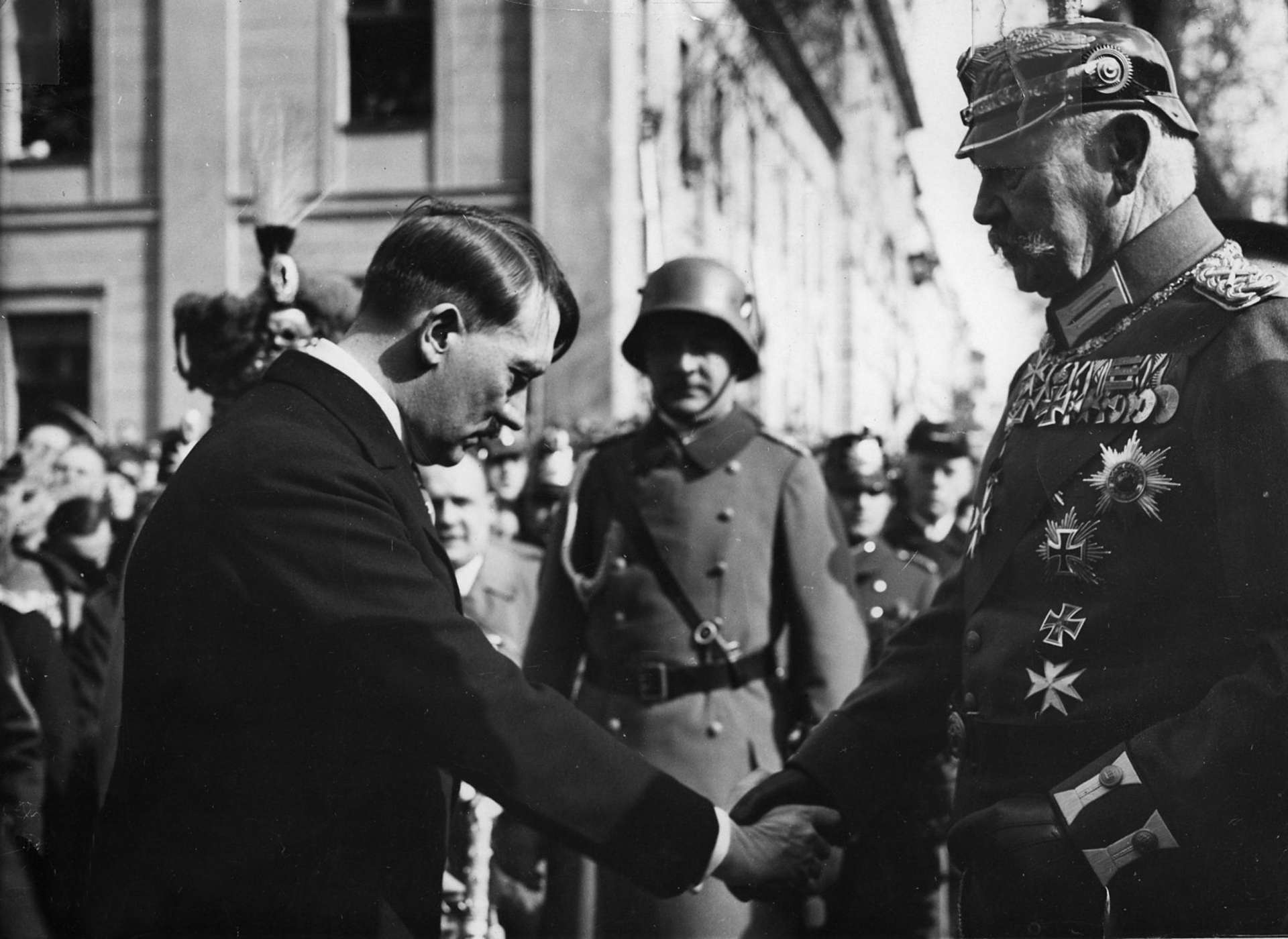
Hitler y Paul von Hindenburg en el Día de Potsdam, 21 de marzo de 1933.

En marzo de 1933, la Ley de habilitación, una enmienda a la Constitución de Weimar, fue aprobada en el Reichstag por 444 votos contra 94. Esta enmienda permitió a Hitler y su gabinete aprobar leyes, incluso leyes que violaban la constitución, sin el consentimiento del presidente o del Reichstag. Como el proyecto de ley requería una mayoría de dos tercios para aprobarse, los nazis utilizaron tácticas de intimidación, así como las disposiciones del Decreto de Incendio del Reichstag para impedir la asistencia de varios diputados socialdemócratas, y los comunistas que ya habían sido prohibidos. El 10 de mayo, el gobierno se apoderó de los activos de los socialdemócratas y fueron prohibidos el 22 de junio. El 21 de junio, las SA allanaron las oficinas del Partido Nacional del Pueblo Alemán, sus antiguos socios de coalición, que luego se disolvieron el 29 de junio. Los partidos políticos principales restantes siguieron su ejemplo. El 14 de julio de 1933, Alemania se convirtió en un estado de partido único con la aprobación de una ley que decretaba que el Partido Nazi era el único partido legal en Alemania. También se ilegalizó la fundación de nuevos partidos y se prohibieron todos los partidos políticos restantes que aún no se habían disuelto. Posteriormente, la Ley de Habilitación serviría como base legal para la dictadura que establecieron los nazis. Las elecciones posteriores en noviembre de 1933, 1936 y 1938 fueron controladas por los nazis, con solo miembros del Partido y un pequeño número de independientes elegidos.

### Nazificación de Alemania

Si bien los estados alemanes tradicionales no fueron abolidos formalmente (excluyendo Lübeck en 1937), sus derechos constitucionales y soberanía se erosionaron y finalmente terminaron. Prusia ya estaba bajo administración federal cuando Hitler llegó al poder, proporcionando un modelo para el proceso.

El gabinete de Hitler utilizó los términos del Decreto del Incendio del Reichstag y más tarde la Ley de Habilitación para iniciar el proceso de Gleichschaltung ("coordinación"), que puso todos los aspectos de la vida bajo el control del partido. Los estados individuales no controlados por gobiernos nazis electos o coaliciones dirigidas por los nazis se vieron obligados a aceptar el nombramiento de comisarios del Reich para alinear a los estados con las políticas del gobierno central. Estos comisarios tenían el poder de nombrar y remover gobiernos locales, parlamentos estatales, funcionarios y jueces. De esta manera, Alemania se convirtió en un estado unitario de facto, con todos los gobiernos estatales controlados por el gobierno central bajo los nazis. Los parlamentos estatales y el Reichsrat (cámara alta federal) fueron abolidos en enero de 1934, y todos los poderes estatales se transfirieron al gobierno central.
Todas las organizaciones civiles, incluidos los grupos agrícolas, las organizaciones de voluntarios y los clubes deportivos, tuvieron su liderazgo reemplazado por simpatizantes nazis o miembros del partido; estas organizaciones cívicas se fusionaron con el Partido Nacionalsocialista Obrero Alemán o se enfrentaron a la disolución. El gobierno nazi declaró un "Día del Trabajo Nacional" para el Primero de Mayo de 1933 e invitó a muchos delegados sindicales a Berlín para las celebraciones. Al día siguiente, los soldados de asalto de SA demolieron las oficinas sindicales en todo el país; todos los sindicatos se vieron obligados a disolverse y sus dirigentes fueron detenidos. La Ley de Restauración de la Función Pública, aprobada en abril, destituyó de sus puestos a todos los maestros, profesores, jueces, magistrados y funcionarios del gobierno que fueran judíos o cuyo compromiso con el partido estuviera bajo sospecha. Esto significaba que las únicas instituciones apolíticas que no estaban bajo el control de los nazis eran las iglesias.
El régimen nazi abolió los símbolos de la República de Weimar, incluida la bandera tricolor negra, roja y dorada, y adoptó un simbolismo reelaborado. El tricolor imperial negro, blanco y rojo anterior se restauró como una de las dos banderas oficiales de Alemania; el segundo fue la bandera con la esvástica del Partido Nazi, que se convirtió en la única bandera nacional en 1935. El himno del Partido "Horst-Wessel-Lied" ("Canción de Horst Wessel") se convirtió en un segundo himno nacional.
Alemania todavía se encontraba en una situación económica terrible, ya que seis millones de personas estaban desempleadas y el déficit de la balanza comercial era abrumador. Utilizando el gasto deficitario, se emprendieron proyectos de obras públicas a partir de 1934, creando 1,7 millones de nuevos puestos de trabajo solo a finales de ese año. Los salarios medios empezaron a subir.

### Consolidación del poder
La dirección de las SA siguió presionando para lograr un mayor poder político y militar. En respuesta, Hitler utilizó la Schutzstaffel (SS) y la Gestapo para purgar todo el liderazgo de las SA. Hitler apuntó al SA Stabschef (jefe de Estado Mayor) Ernst Röhm y otros líderes de las SA que, junto con varios adversarios políticos de Hitler (como Gregor Strasser y el excanciller Kurt von Schleicher), fueron arrestados y fusilados. Hasta 200 personas murieron entre el 30 de junio y el 2 de julio de 1934 en un evento que se conoció como la Noche de los Cuchillos Largos.
El 2 de agosto de 1934, Hindenburg murió. El día anterior, el gabinete había promulgado la "Ley relativa a la oficina estatal más alta del Reich", que establecía que tras la muerte de Hindenburg, el cargo de presidente sería abolido y sus poderes se fusionarían con los del canciller. Hitler se convirtió así en jefe de Estado y jefe de Gobierno y fue nombrado formalmente Führer und Reichskanzler ("Líder y Canciller"), aunque finalmente el Reichskanzler fue eliminado. Alemania era ahora un estado totalitario con Hitler a la cabeza. Como jefe de Estado, Hitler se convirtió en comandante supremo de las fuerzas armadas. La nueva ley proporcionó un juramento de lealtad modificado para los militares de modo que afirmaran la lealtad a Hitler personalmente en lugar de al cargo de comandante supremo o del estado. El 19 de agosto, la fusión de la presidencia con la cancillería fue aprobada por el 90 por ciento del electorado en un plebiscito.

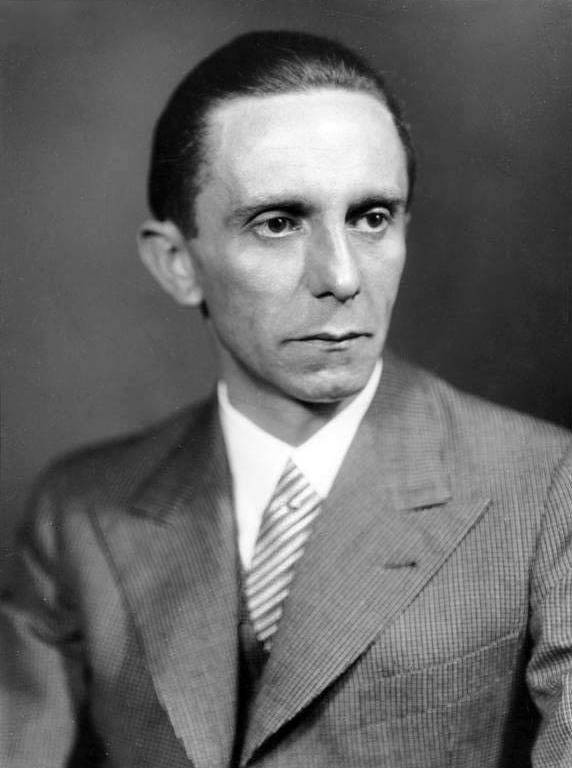
Joseph Goebbels, ministro de Ilustración y Propaganda Pública del Reich.

La mayoría de los alemanes se sintieron aliviados de que los conflictos y las luchas callejeras de la era de Weimar hubieran terminado. Fueron inundados de propaganda orquestada por el ministro de Ilustración Pública y Propaganda Joseph Goebbels, quien prometió paz y abundancia para todos en un país unido, libre de marxistas y sin las limitaciones del Tratado de Versalles. El Partido Nazi obtuvo y legitimó el poder a través de sus actividades revolucionarias iniciales, luego a través de la manipulación de los mecanismos legales, el uso de poderes policiales y tomando el control de las instituciones estatales y federales. El primer gran campo de concentración nazi, inicialmente para presos políticos, se abrió en Dachau en 1933. Para antes del final de la guerra se habían creado cientos de campos de diferentes tamaños y funciones.
A partir de abril de 1933, se instituyeron decenas de medidas que definían el estatus de los judíos y sus derechos. Estas medidas culminaron con el establecimiento de las Leyes de Núremberg de 1935, que les privaron de sus derechos básicos. Los nazis quitarían a los judíos su riqueza, su derecho a casarse con no judíos y su derecho a ocupar muchos campos laborales (como el derecho, la medicina o la educación). Finalmente, los nazis declararon que los judíos no merecían permanecer entre los ciudadanos y la sociedad alemanes.

### Acumulación militar
En los primeros años del régimen, Alemania no tenía aliados y su ejército se vio drásticamente debilitado por el Tratado de Versalles. Francia, Polonia, Italia y la Unión Soviética tenían razones para oponerse al ascenso al poder de Hitler. Polonia sugirió a Francia que las dos naciones participaran en una guerra preventiva contra Alemania en marzo de 1933. La Italia fascista se opuso a los reclamos alemanes en los Balcanes y en Austria, que Benito Mussolini consideraba que estaba en la esfera de influencia de Italia.
Ya en febrero de 1933, Hitler anunció que debía comenzar el rearme, aunque al principio de manera clandestina, ya que hacerlo violaba el Tratado de Versalles. El 17 de mayo de 1933, Hitler pronunció un discurso ante el Reichstag en el que destacó su deseo de paz mundial y aceptó una oferta del presidente estadounidense Franklin D. Roosevelt para el desarme militar, siempre que las otras naciones de Europa hicieran lo mismo. Cuando las otras potencias europeas no aceptaron esta oferta, Hitler sacó a Alemania de la Conferencia Mundial de Desarme y la Sociedad de Naciones en octubre, alegando que sus cláusulas de desarme eran injustas si se aplicaban solo a Alemania. En un referéndum celebrado en noviembre, el 95 por ciento de los votantes apoyó la retirada de Alemania.
En 1934, Hitler les dijo a sus líderes militares que una guerra en el este debería comenzar en 1942. El Sarre, que había estado bajo la supervisión de la Sociedad de Naciones durante 15 años al final de la Primera Guerra Mundial, votó en enero de 1935 para convertirse en parte de Alemania. En marzo de 1935, Hitler anunció la creación de una fuerza aérea y que la Reichswehr se incrementaría a 550 000 hombres. Gran Bretaña acordó que Alemania construyera una flota naval con la firma del Acuerdo Naval Anglo-Germano el 18 de junio de 1935.
Cuando la invasión italiana de Etiopía provocó solo protestas moderadas por parte de los gobiernos británico y francés, el 7 de marzo de 1936 Hitler utilizó el Tratado franco-soviético de asistencia mutua como pretexto para ordenar al ejército que marchara 3000 soldados hacia la zona desmilitarizada de Renania en violación del Tratado de Versalles. Como el territorio era parte de Alemania, los gobiernos británico y francés no sintieron que intentar hacer cumplir el tratado valiera el riesgo de guerra. En las elecciones unipartidistas celebradas el 29 de marzo, los nazis recibieron un apoyo del 98,9 por ciento. En 1936, Hitler firmó un Pacto Antikomintern con Japón y un acuerdo de no agresión con Mussolini, quien pronto se refería a un "Eje Roma-Berlín".
Hitler envió suministros militares y asistencia a las fuerzas nacionalistas del general Francisco Franco durante la guerra civil española, que comenzó en julio de 1936. La Legión Cóndor alemana incluía una gama de aviones y sus tripulaciones, así como un contingente de carros de combate. El avión de la Legión destruyó la ciudad de Guernica en 1937. Los nacionalistas obtuvieron la victoria en 1939 y se convirtieron en un aliado informal de la Alemania nazi.

#### Austria y Checoslovaquia
En febrero de 1938, Hitler enfatizó al canciller austríaco Kurt Schuschnigg la necesidad de que Alemania asegurara sus fronteras. Schuschnigg programó un plebiscito sobre la independencia de Austria para el 13 de marzo, pero Hitler envió un ultimátum a Schuschnigg el 11 de marzo exigiendo que entregara todo el poder al Partido Nazi de Austria o se enfrentaría a una invasión. Las tropas alemanas entraron en Austria al día siguiente, para ser recibidas con entusiasmo por la población.
La República de Checoslovaquia era el hogar de una minoría sustancial de alemanes, que vivían principalmente en los Sudetes. Bajo la presión de grupos separatistas dentro del Partido Alemán de los Sudetes, el gobierno checoslovaco ofreció concesiones económicas a la región. Hitler decidió no solo incorporar los Sudetes al Reich, sino destruir completamente el país de Checoslovaquia. Los nazis emprendieron una campaña de propaganda para tratar de generar apoyo para una invasión. Los principales jefes militares alemanes se opusieron al plan, ya que Alemania aún no estaba lista para la guerra.
La crisis llevó a los preparativos de guerra de Gran Bretaña, Checoslovaquia y Francia (aliado de Checoslovaquia). Intentando evitar la guerra, el primer ministro británico Neville Chamberlain organizó una serie de reuniones, cuyo resultado fue el Acuerdo de Múnich, firmado el 29 de septiembre de 1938. El gobierno checoslovaco se vio obligado a aceptar la anexión de los Sudetes a Alemania. Chamberlain fue recibido con vítores cuando aterrizó en Londres, diciendo que el acuerdo trajo "paz para nuestro tiempo". Además de la anexión alemana, Polonia se apoderó de una estrecha franja de tierra cerca de Cieszyn el 2 de octubre, mientras que, como consecuencia del Acuerdo de Múnich, Hungría exigió y recibió 12 000 kilómetros cuadrados (4 600 millas cuadradas) a lo largo de su frontera norte en el Primer arbitraje de Viena. El 2 de noviembre.12 000 kilómetros cuadrados (4633,2 mi²) Tras las negociaciones con el presidente Emil Hácha, Hitler se apoderó del resto de la mitad checa del país el 15 de marzo de 1939 y creó el Protectorado de Bohemia y Moravia, un día después de la proclamación de la República Eslovaca en la mitad eslovaca. También el 15 de marzo, Hungría ocupó y anexó la recientemente proclamada y no reconocida Cárpatos-Ucrania y una franja adicional de tierra disputada con Eslovaquia.
Los nazis se apoderaron de las reservas de divisas de Austria y la República Checa, al igual que las existencias de materias primas como metales y bienes terminados como armas y aviones, que se enviaron a Alemania. El conglomerado industrial Reichswerke Hermann Göring tomó el control de las instalaciones de producción de acero y carbón en ambos países.

#### Polonia
En enero de 1934, Alemania firmó un pacto de no agresión con Polonia. En marzo de 1939, Hitler exigió la devolución de la Ciudad Libre de Dánzig y el Corredor Polaco, una franja de tierra que separaba Prusia Oriental del resto de Alemania. Los británicos anunciaron que acudirían en ayuda de Polonia si era atacada. Hitler, creyendo que los británicos no actuarían realmente, ordenó que se preparara un plan de invasión para septiembre de 1939. El 23 de mayo, Hitler describió a sus generales su plan general de no solo apoderarse del Corredor polaco, sino también de expandir enormemente el territorio alemán hacia el este a expensas de Polonia. Esperaba que esta vez se enfrentaran a la fuerza.
Los alemanes reafirmaron su alianza con Italia y firmaron pactos de no agresión con Dinamarca, Estonia y Letonia, mientras que los vínculos comerciales se formalizaron con Rumania, Noruega y Suecia. El canciller Joachim von Ribbentrop concertó en negociaciones con la Unión Soviética un pacto de no agresión, el Pacto Ribbentrop-Molotov, firmado en agosto de 1939. El tratado también contenía protocolos secretos que dividían a Polonia y los estados bálticos en esferas de influencia alemanas y soviéticas.

### Segunda Guerra Mundial

#### Política exterior
La política exterior de Alemania en tiempos de guerra implicó la creación de gobiernos aliados controlados directa o indirectamente desde Berlín. Tenían la intención de obtener soldados de aliados como Italia y Hungría y trabajadores y suministros de alimentos de aliados como la Francia de Vichy. Hungría fue la cuarta nación en unirse al Eje, firmando el Pacto Tripartito el 27 de septiembre de 1940. Bulgaria firmó el pacto el 17 de noviembre. Los esfuerzos alemanes para asegurar el petróleo incluyeron la negociación de un suministro de su nuevo aliado, Rumania, que firmó el Pacto el 23 de noviembre, junto con la República Eslovaca. A finales de 1942, había 24 divisiones de Rumania en el Frente Oriental, 10 de Italia y 10 de Hungría. Alemania asumió el control total en Francia en 1942, Italia en 1943 y Hungría en 1944. Aunque Japón era un aliado poderoso, la relación era distante, con poca coordinación o cooperación. Por ejemplo, Alemania se negó a compartir su fórmula para el petróleo sintético a partir del carbón hasta finales de la guerra.

#### Comienzos de la guerra
Alemania invadió Polonia y capturó la Ciudad Libre de Dánzig el 1 de septiembre de 1939, comenzando la Segunda Guerra Mundial en Europa. En honor a sus obligaciones contractuales, Gran Bretaña y Francia declararon la guerra a Alemania dos días después. Polonia cayó rápidamente, ya que la Unión Soviética atacó desde el este el 17 de septiembre. Reinhard Heydrich, jefe de Sicherheitspolizei (SiPo; Policía de Seguridad) y Sicherheitsdienst (SD; Servicio de Seguridad), ordenó el 21 de septiembre que los judíos polacos fueran detenidos y concentrados en ciudades con buenas conexiones ferroviarias. Inicialmente, la intención era deportarlos más al este, o posiblemente a Madagascar. Utilizando listas preparadas de antemano, unos 65 000 intelectuales, nobles, clérigos y profesores polacos fueron asesinados a finales de 1939 en un intento de destruir la identidad de Polonia como nación. Las fuerzas soviéticas avanzaron hacia Finlandia en la Guerra de Invierno y las fuerzas alemanas entraron en acción en el mar. Pero poca otra actividad se produjo hasta mayo, por lo que el período se conoció como la "guerra de broma".
Desde el inicio de la guerra, un bloqueo británico a los envíos a Alemania afectó su economía. Alemania dependía especialmente de los suministros extranjeros de petróleo, carbón y cereales. Gracias a los embargos comerciales y el bloqueo, las importaciones en Alemania disminuyeron en un 80 por ciento. Para salvaguardar los envíos de mineral de hierro sueco a Alemania, Hitler ordenó la invasión de Dinamarca y Noruega, que comenzó el 9 de abril. Dinamarca cayó después de menos de un día, mientras que la mayor parte de Noruega le siguió a finales de mes. A principios de junio, Alemania ocupó toda Noruega.

#### Conquista de Europa
Contra el consejo de muchos de sus oficiales militares superiores, en mayo de 1940 Hitler ordenó un ataque contra Francia y la región de los Países Bajos. Rápidamente conquistaron Luxemburgo y los Países Bajos y superaron a los aliados en Bélgica, lo que obligó a evacuar a muchas tropas británicas y francesas en Dunkerque. Francia también cayó y se rindió a Alemania el 22 de junio. La victoria en Francia resultó en un aumento en la popularidad de Hitler y un aumento en la fiebre de la guerra en Alemania.
En violación de las disposiciones del Convenio de La Haya, se puso a trabajar a empresas industriales de los Países Bajos, Francia y Bélgica en la producción de material de guerra para Alemania.

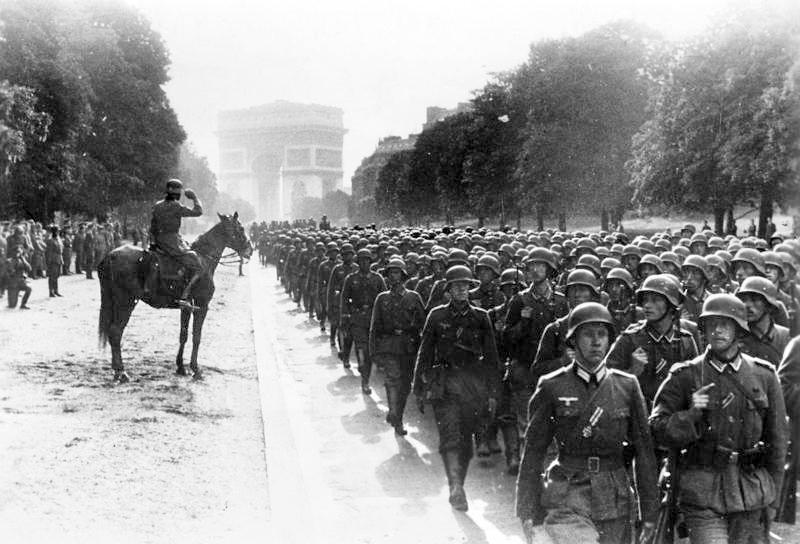
Los soldados alemanes marchan cerca del Arco del Triunfo en París, el 14 de junio de 1940.

Los nazis confiscaron a los franceses miles de locomotoras y material rodante, arsenales de armas y materias primas como cobre, estaño, petróleo y níquel. Francia, Bélgica y Noruega pagaron los gastos de ocupación. Las barreras al comercio provocaron acaparamiento, mercados negros e incertidumbre sobre el futuro. Los suministros de alimentos eran precarios; la producción descendió en la mayor parte de Europa. La hambruna se experimentó en muchos países ocupados.
Las propuestas de paz de Hitler al nuevo primer ministro británico Winston Churchill fueron rechazadas en julio de 1940. El gran almirante Erich Raeder había advertido a Hitler en junio que la superioridad aérea era una condición previa para una invasión exitosa de Gran Bretaña, por lo que Hitler ordenó una serie de ataques aéreos contra Bases aéreas y estaciones de radar de la Real Fuerza Aérea (RFA), así como ataques aéreos nocturnos en ciudades británicas, incluidas Londres, Plymouth y Coventry. La Luftwaffe alemana no pudo derrotar a la RFA en lo que se conoció como la Batalla de Inglaterra y, a fines de octubre, Hitler se dio cuenta de que no se lograría la superioridad aérea. Pospuso permanentemente la invasión, un plan que los comandantes del ejército alemán nunca tomarían del todo en serio. Varios historiadores, incluido Andrew Gordon, creen que la razón principal del fracaso del plan de invasión fue el superioridad de la Armada Real, no las acciones de la RAF.
En febrero de 1941, el Afrika Korps alemán llegó a Libia para ayudar a los italianos en la Campaña del Norte de África. El 6 de abril, Alemania lanzó una invasión de Yugoslavia y Grecia. Toda Yugoslavia y partes de Grecia se dividieron posteriormente entre Alemania, Hungría, Italia y Bulgaria.

#### Invasión a la Unión Soviética
El 22 de junio de 1941, contraviniendo el Pacto Ribbentrop-Molotov, alrededor de 3,8 millones de soldados del Eje atacaron la Unión Soviética. Además del propósito declarado de Hitler de adquirir Lebensraum, esta ofensiva a gran escala, denominada Operación Barbarroja, tenía la intención de destruir la Unión Soviética y apoderarse de sus recursos naturales para la posterior agresión contra las potencias occidentales. La reacción entre los alemanes fue de sorpresa y temor, ya que muchos estaban preocupados por cuánto más duraría la guerra o sospechaban que Alemania no podría ganar una guerra librada en dos frentes.

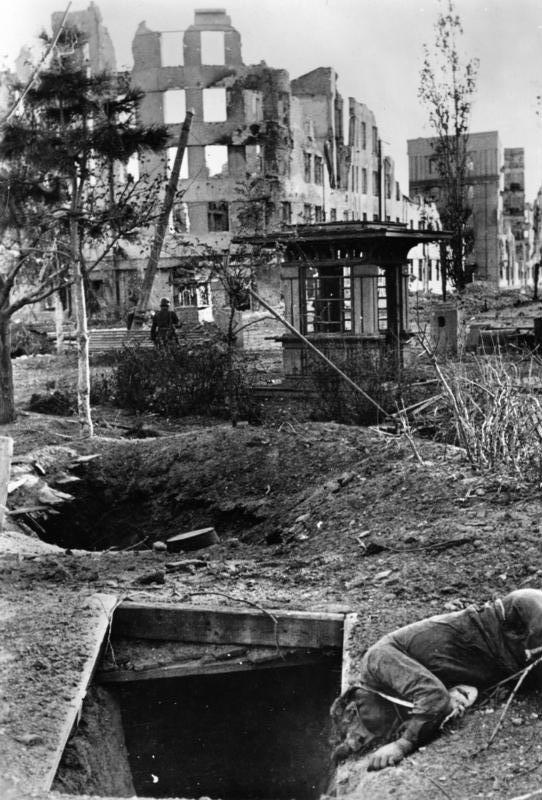
Muerte y destrucción durante la batalla de Stalingrado, octubre de 1942.

La invasión conquistó un área enorme, incluidos los estados bálticos, Bielorrusia y Ucrania occidental. Después de la exitosa Batalla de Smolensk en septiembre de 1941, Hitler ordenó al Grupo de Ejércitos Centro que detuviera su avance hacia Moscú y desviara temporalmente sus grupos Panzer para ayudar en el cerco de Leningrado y Kiev. Esta pausa brindó al Ejército Rojo la oportunidad de movilizar nuevas reservas. La ofensiva de Moscú, que se reanudó en octubre de 1941, terminó desastrosamente en diciembre. El 7 de diciembre de 1941, Japón atacó Pearl Harbor, Hawái. Cuatro días después, Alemania declaró la guerra a Estados Unidos.
La comida escaseaba en las áreas conquistadas de la Unión Soviética y Polonia, ya que los ejércitos en retirada habían quemado las cosechas en algunas áreas, y gran parte del resto fue enviado de regreso al Reich. En Alemania, las raciones se redujeron en 1942. En su papel de Plenipotenciario del Plan de Cuatro Años, Hermann Göring exigió un aumento de los envíos de cereales de Francia y pescado de Noruega. La cosecha de 1942 fue buena y los suministros de alimentos siguieron siendo adecuados en Europa occidental.
Alemania y Europa en su conjunto dependían casi totalmente de las importaciones extranjeras de petróleo. En un intento por resolver la escasez, en junio de 1942 Alemania lanzó Fall Blau ("Caso Azul"), una ofensiva contra los campos petrolíferos del Cáucaso. El Ejército Rojo lanzó una contraofensiva el 19 de noviembre y rodeó a las fuerzas del Eje, que quedaron atrapadas en Stalingrado el 23 de noviembre. Göring aseguró a Hitler que el 6.º Ejército podría recibir suministros por aire, pero esto resultó ser inviable. La negativa de Hitler a permitir una retirada provocó la muerte de 200 000 soldados alemanes y rumanos; de los 91 000 hombres que se rindieron en la ciudad el 31 de enero de 1943, sólo 6000 supervivientes regresaron a Alemania después de la guerra.

#### Punto de inflexión y colapso

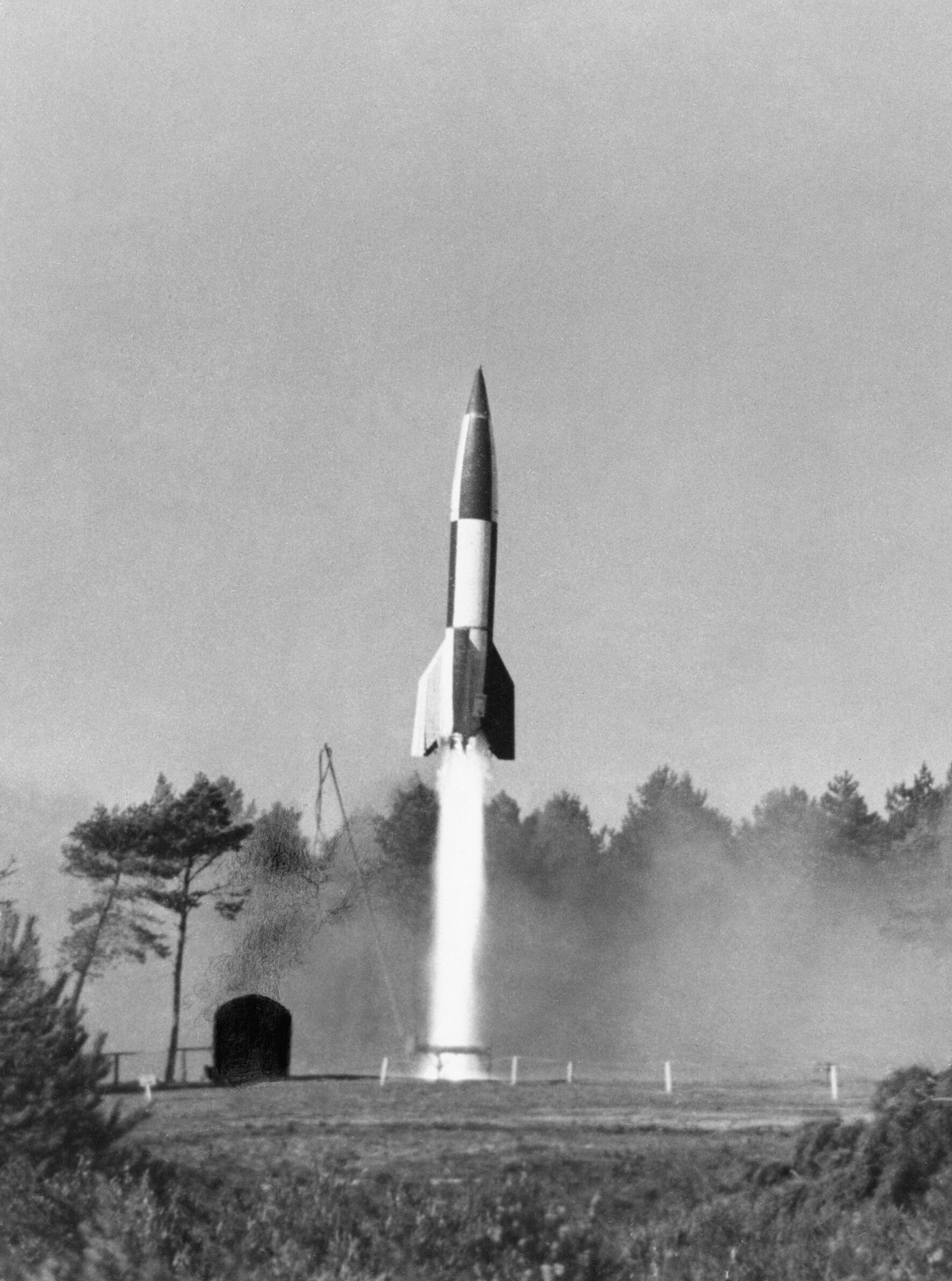
El misil alemán V-2 considerado el primer misil balístico de combate de largo alcance del mundo y el primer artefacto humano conocido que hizo un vuelo suborbital.

Las pérdidas siguieron aumentando después de Stalingrado, lo que provocó una fuerte reducción de la popularidad del Partido Nazi y un deterioro de la moral. Las fuerzas soviéticas continuaron avanzando hacia el oeste después de la fallida ofensiva alemana en la batalla de Kursk en el verano de 1943. A finales de 1943, los alemanes habían perdido la mayor parte de sus ganancias territoriales orientales. En Egipto, el Afrika Korps del mariscal de campo Erwin Rommel fue derrotado por las fuerzas británicas al mando del mariscal de campo Bernard Montgomery en octubre de 1942. Los aliados desembarcaron en Sicilia en julio de 1943 y en Italia en septiembre. Mientras tanto, las flotas de bombarderos estadounidenses y británicos con base en Gran Bretaña iniciaron operaciones contra Alemania. Muchos bombardeos se dieron intencionalmente contra objetivos civiles en un esfuerzo por destruir la moral alemana. También se consideró particularmente importante el bombardeo de fábricas de aviones y del Centro de Investigación del Ejército en Peenemünde, donde se estaban desarrollando y produciendo cohetes V-1 y V-2. La producción de aviones alemanes no pudo seguir el ritmo de las pérdidas, y sin cobertura aérea, la campaña de bombardeos aliados se volvió aún más devastadora. Al apuntar a las refinerías y fábricas de petróleo, paralizaron el esfuerzo bélico alemán a fines de 1944.
Los aliados establecieron un frente en Francia con los desembarcos del Día D en Normandía. El 20 de julio de 1944, Hitler sobrevivió a un intento de asesinato. Ordenó brutales represalias que resultaron en 7000 detenciones y la ejecución de más de 4900 personas. La fallida ofensiva de las Ardenas (16 de diciembre de 1944 - 25 de enero de 1945) fue la última gran ofensiva alemana en el frente occidental, y las fuerzas soviéticas entraron en Alemania el 27 de enero. La negativa de Hitler a admitir la derrota y su insistencia en que la guerra se librara hasta el último hombre condujo a muertes y destrucción innecesarias en los últimos meses de la guerra. A través de su ministro de Justicia, Otto Georg Thierack, Hitler ordenó que todo aquel que no estuviera preparado para luchar fuera sometido a un consejo de guerra, y miles de personas fueron ejecutadas. En muchas áreas, la gente se rindió a los Aliados que se acercaban a pesar de las exhortaciones de los líderes locales para que siguieran luchando. Hitler ordenó la destrucción del transporte, puentes, industrias y otra infraestructura — un decreto de tierra arrasada — pero el ministro de Armamento, Albert Speer, impidió que esta orden se cumpliera plenamente.
Durante la Batalla de Berlín (16 de abril de 1945 - 2 de mayo de 1945), Hitler y su estado mayor vivieron en el Führerbunker subterráneo mientras se acercaba el Ejército Rojo. El 30 de abril, cuando las tropas soviéticas estaban a dos cuadras de la Cancillería del Reich, Hitler, junto con su novia y su entonces esposa Eva Braun se suicidaron. El 2 de mayo, el general Helmuth Weidling entregó incondicionalmente Berlín al general soviético Vasily Chuikov. Hitler fue sucedido por el Gran Almirante Karl Dönitz como Presidente del Reich y Goebbels como Canciller del Reich. Goebbels y su esposa Magda se suicidaron al día siguiente después de asesinar a sus seis hijos. Entre el 4 y el 8 de mayo de 1945, la mayoría de las fuerzas armadas alemanas restantes se rindieron incondicionalmente. El Instrumento de Rendición Alemán se firmó el 8 de mayo, marcando el fin del régimen nazi y el final de la Segunda Guerra Mundial en Europa.
El apoyo popular a Hitler desapareció casi por completo cuando la guerra llegó a su fin. Las tasas de suicidio en Alemania aumentaron, particularmente en áreas donde avanzaba el Ejército Rojo. Entre los soldados y el personal del partido, el suicidio a menudo se consideraba una alternativa honorable y heroica a la rendición. Los relatos de primera mano y la propaganda sobre el comportamiento incivilizado de las tropas soviéticas que avanzaban causaron pánico entre la población civil del frente oriental, especialmente las mujeres, que temían ser violadas. Más de mil personas (de una población de alrededor de 16 000) se suicidaron en Demmin alrededor del 1 de mayo de 1945 cuando el 65.º Ejército del 2.º Frente Bielorruso irrumpió por primera vez en una destilería y luego arrasó la ciudad, cometiendo violaciones masivas, ejecutando arbitrariamente civiles y prendiendo fuego a edificios. Hubo un gran número de suicidios en muchos otros lugares, incluidos Neubrandenburg (600 muertos), Stolp en Pommern (1000 muertos), y Berlín, donde al menos 7057 personas se suicidaron en 1945.

#### Bajas alemanas

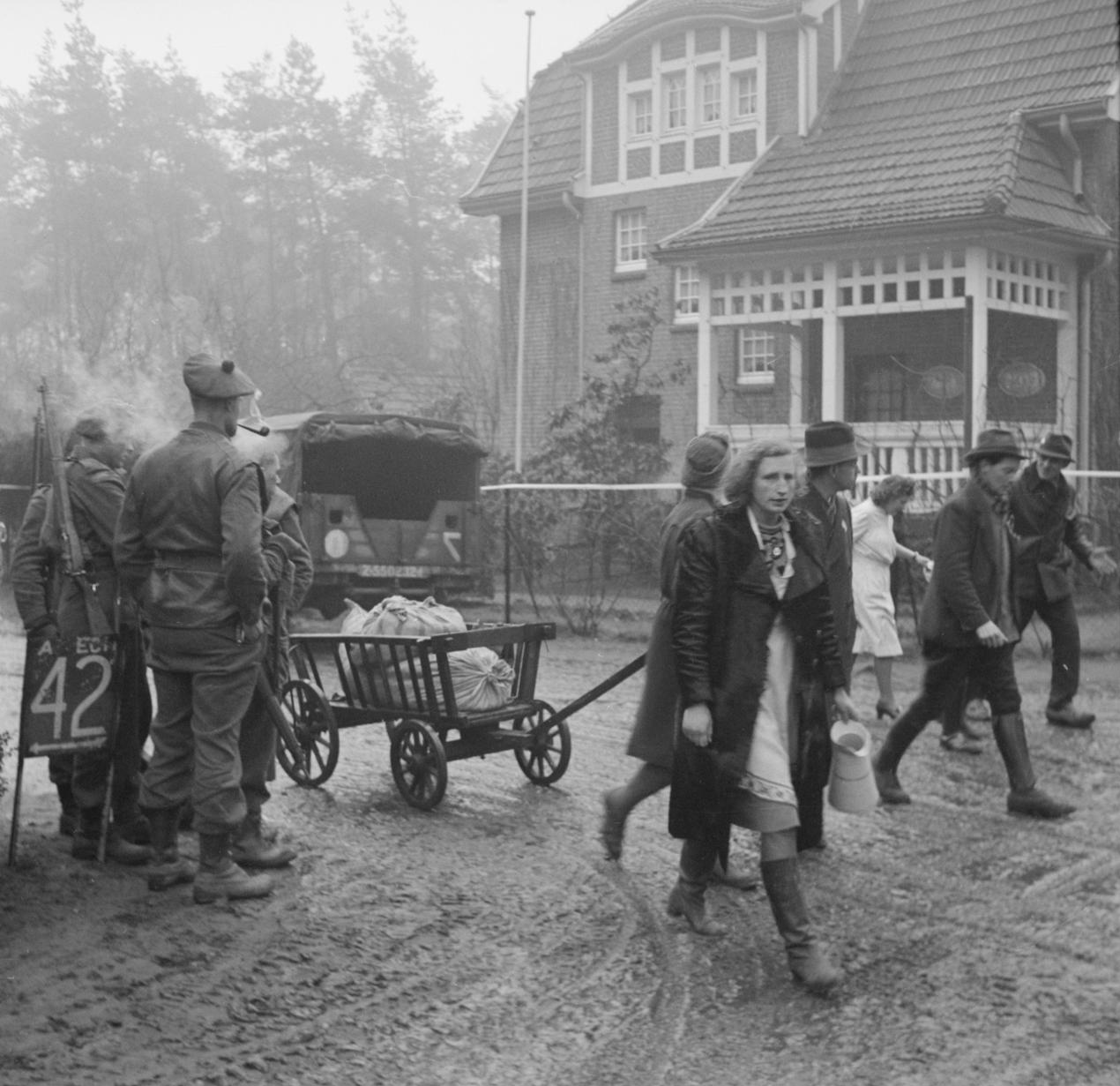
Refugiados alemanes en Bedburg, cerca de Kleve, 19 de febrero de 1945.

Las estimaciones del total de muertos en guerra de los alemanes oscilan entre 5,5 y 6,9 millones de personas. Un estudio del historiador alemán Rüdiger Overmans calcula el número de militares alemanes muertos y desaparecidos en 5,3 millones, incluidos 900 000 hombres reclutados fuera de las fronteras de Alemania de 1937. Richard Overy estimó en 2014 que unos 353 000 civiles murieron en ataques aéreos aliados. Otras muertes de civiles incluyen 300 000 alemanes (incluidos judíos) que fueron víctimas de la persecución política, racial y religiosa nazi y 200 000 que fueron asesinados en el programa de eutanasia nazi. Los tribunales políticos llamados Sondergerichte condenaron a muerte a unos 12 000 miembros de la resistencia alemana y los tribunales civiles condenaron a otros 40 000 alemanes. También se produjeron violaciones masivas de mujeres alemanas.

## Geografía

### Organización territorial
La organización territorial de la Alemania nazi consistía en los länder (estados individuales que existían desde 1934 en la República de Weimar), dirigidos por un reichsstatthalter,que eran 16 en total. Además, existía otro tipo de demarcaciones territoriales, las gaue (singular: gau); subdivisiones administrativas pertenecientes al Partido Nazi, Las gaue nazis se formaron en 1926 como distritos del Partido Nazi de los respectivos estados alemanes y provincias prusianas tal como se habían formado tras la Primera Guerra Mundial.Cada gau tenía un responsable administrativo, el gauleiter (jefe del gau). En total, Alemania consistía en 32 gaue en 1934, que eran 42 gaue cuando desapareció en 1945.
Los länder y las provincias prusianas continuaron existiendo tras la Ley Habilitante de 1933, y sus organismos de administración fueron modificados en el proceso de la Gleichschaltung. Este sistema dio lugar a dos sistemas de subdivisiones paralelas en el Reich; los länder y los gaue.
Las regiones ocupadas en 1938 (Anschluss [anexión] de Austria y región de los Sudetes de Checoslovaquia por el Acuerdo de Múnich) y en 1939 (región de Klaipėda o Memelland de Lituania), así como las áreas conquistadas durante la Segunda Guerra Mundial, fueron incorporadas a las gaue existentes o fueron organizadas en reichsgaue, similares en todo a las gaue excepto en el nombre. En los reichsgaue, el gauleiter también ostentaba la posición de reichsstatthalter, lo que formalmente combinaba las esferas del partido y del gobierno estatal.

### Cambios territoriales

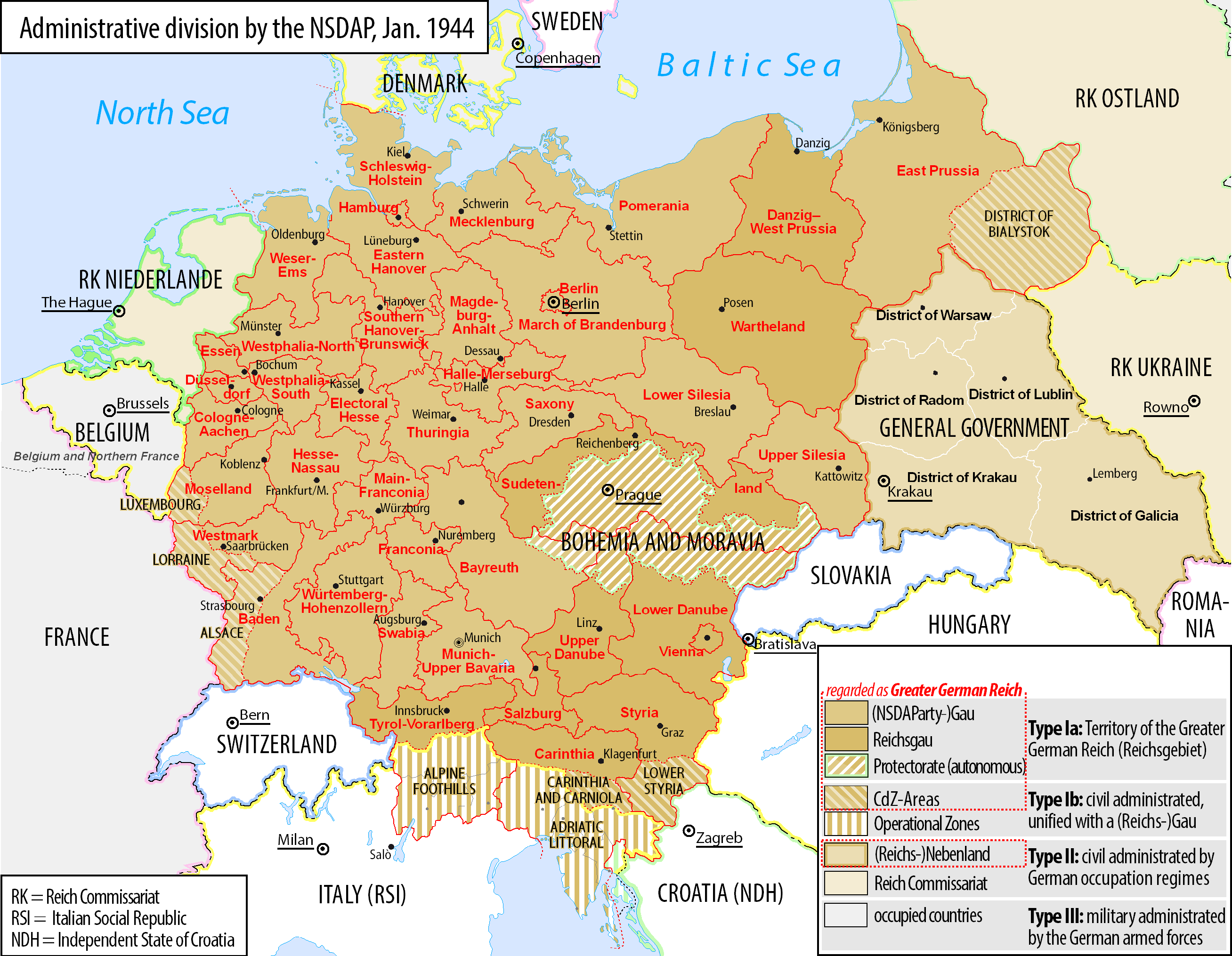
Mapa (en inglés) del Gran Reich Alemán con divisiones administrativas establecidas por el Partido Nazi, 1944.

Como resultado de su derrota en la Primera Guerra Mundial y el resultante Tratado de Versalles, Alemania perdió Alsacia-Lorena, Schleswig del Norte y Memel. El Sarre se convirtió en un protectorado de Francia con la condición de que sus residentes decidieran más tarde mediante referéndum a qué país unirse, y Polonia se convirtió en una nación independiente y se le dio acceso al mar mediante la creación del Corredor Polaco, que separaba a Prusia del resto de Alemania, mientras que Dánzig se convirtió en una ciudad libre.
Alemania recuperó el control del Sarre a través de un referéndum celebrado en 1935 y anexó Austria en el Anschluss de 1938. El Acuerdo de Múnich de 1938 le dio a Alemania el control de los Sudetes y se apoderaron del resto de Checoslovaquia seis meses después. Bajo amenaza de invasión por mar, Lituania entregó el distrito de Memel en marzo de 1939.
Entre 1939 y 1941, las fuerzas alemanas invadieron Polonia, Dinamarca, Noruega, Francia, Luxemburgo, los Países Bajos, Bélgica, Yugoslavia, Grecia y la Unión Soviética. Alemania anexó partes del norte de Yugoslavia en abril de 1941, mientras que Mussolini cedió Trieste, Tirol del Sur e Istria a Alemania en 1943.

### Territorios ocupados

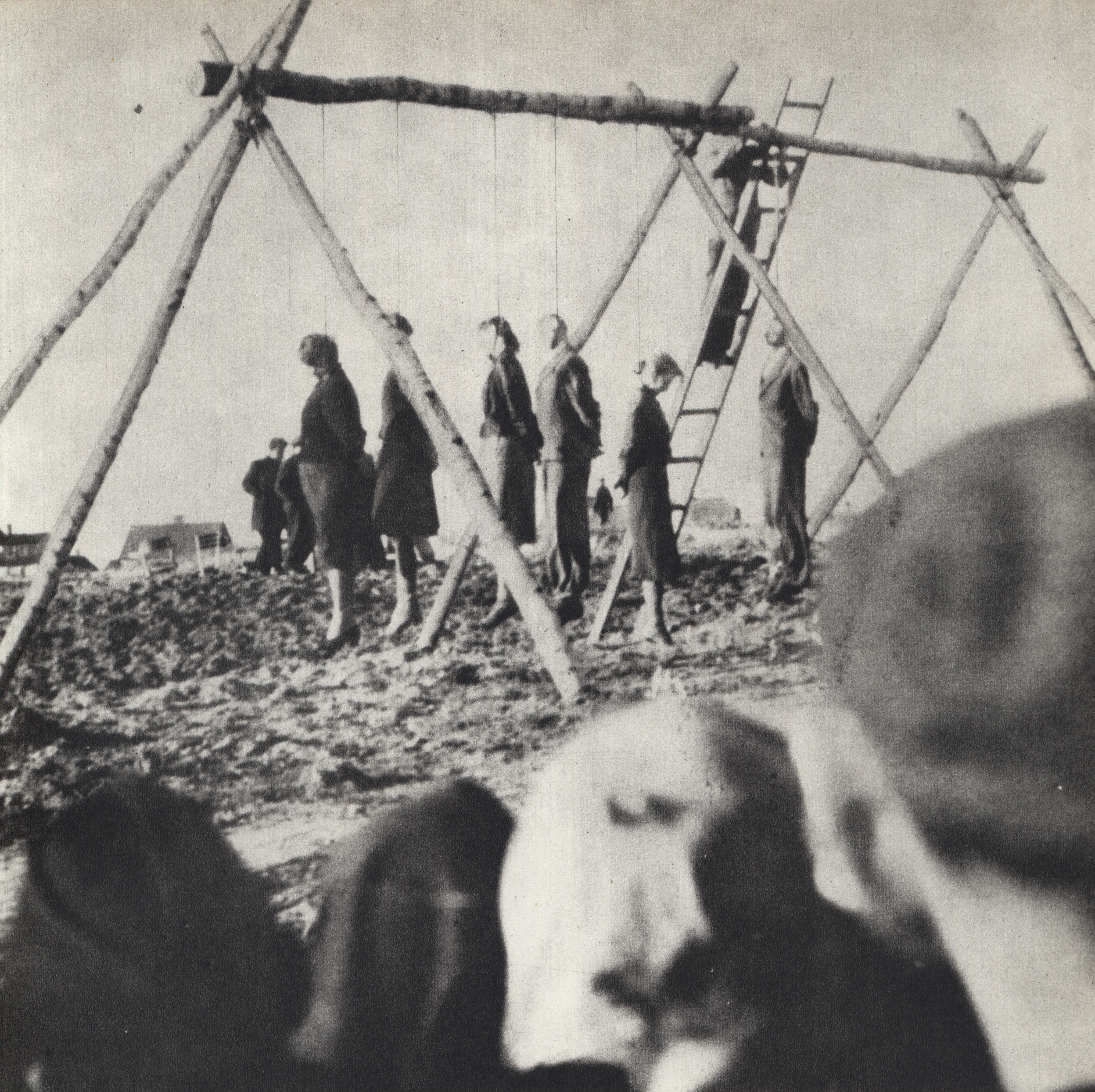
Ejecución pública de 54 polacos en Rożki, Voivodato de Mazovia (cerca de Radom), Polonia ocupada por los alemanes, 1942.

Algunos de los territorios conquistados se incorporaron a Alemania como parte del objetivo a largo plazo de Hitler de crear un Gran Reich Germánico. Varias áreas, como Alsacia-Lorena, se colocaron bajo la autoridad de un Gau (distrito regional) adyacente. El Reichskommissariate (Comisariados del Reich), regímenes cuasi-coloniales, se establecieron en algunos países ocupados. Las áreas sometidas a la administración alemana incluyen el Protectorado de Bohemia y Moravia, Reichskommissariat Ostland (que abarca los estados bálticos y Bielorrusia) y Reichskommissariat Ucrania. Las áreas conquistadas de Bélgica y Francia quedaron bajo el control de la Administración Militar en Bélgica y el norte de Francia. La belga Eupen-Malmedy, que había sido parte de Alemania hasta 1919, fue anexada. Parte de Polonia se incorporó al Reich y el Gobierno General se estableció en la Polonia central ocupada. Los gobiernos de Dinamarca, Noruega (Reichskommissariat Norwegen) y los Países Bajos (Reichskommissariat Niederlande) fueron puestos bajo administraciones civiles formadas principalmente por nativos. Hitler pretendía incorporar finalmente muchas de estas áreas al Reich. Alemania ocupó el protectorado italiano de Albania y la gobernación italiana de Montenegro en 1943 e instaló un gobierno títere en la Serbia ocupada en 1941.

## Política

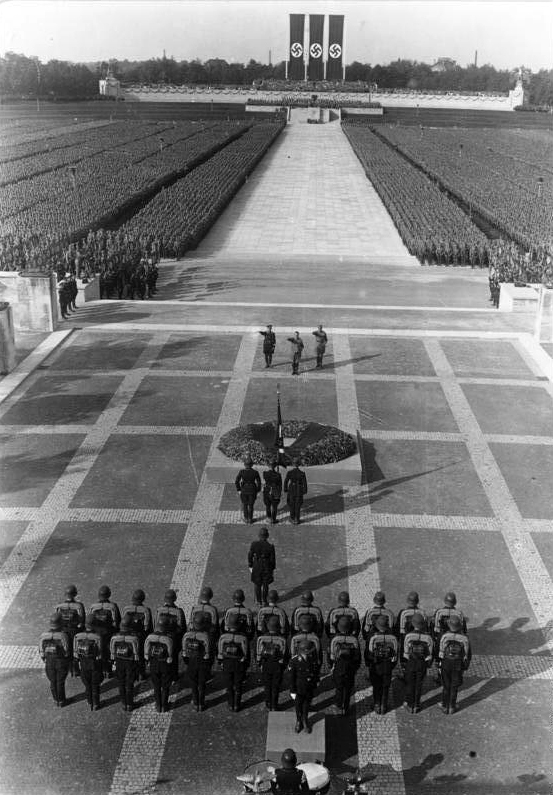
Heinrich Himmler, Hitler y Viktor Lutze realizan el saludo nazi en el Congreso de Nuremberg, septiembre de 1934.

### Ideología
Los nazis eran un partido político fascista de extrema derecha que surgió durante las convulsiones sociales y financieras que se produjeron tras el final de la Primera Guerra Mundial. El Partido siguió siendo pequeño y marginado, recibiendo el 2,6 % del voto federal en 1928, antes del inicio de la Gran Depresión en 1929. En 1930, el Partido obtuvo el 18,3 % de los votos federales, lo que lo convirtió en el segundo partido político más grande del Reichstag. Mientras estaba en prisión después del fallido Beer Hall Putsch de 1923, Hitler escribió Mi lucha, que presentaba su plan para transformar la sociedad alemana en una basada en la raza. La ideología nazi reunió elementos de antisemitismo, higiene racial y eugenesia, y los combinó con pangermanismo y expansionismo territorial con el objetivo de obtener más Lebensraum para el pueblo germánico. El régimen intentó obtener este nuevo territorio atacando a Polonia y la Unión Soviética, con la intención de deportar o matar a los judíos y eslavos que vivían allí, que eran vistos como inferiores a la raza superior aria y parte de una conspiración judeo-bolchevique. El régimen nazi creía que solo Alemania podía derrotar a las fuerzas del bolchevismo y salvar a la humanidad de la dominación mundial de los judíos internacionales. Otras personas que los nazis consideraron que la vida no era digna de vivir eran los discapacitados mentales y físicos, los gitanos, los homosexuales, los testigos de Jehová y los inadaptados sociales.
Influenciado por el movimiento Völkisch, el régimen estaba en contra del modernismo cultural y apoyó el desarrollo de un ejército extenso a expensas del intelectualismo. La creatividad y el arte fueron reprimidos, excepto donde podían servir como medios de propaganda. El partido utilizó símbolos como la Bandera de Sangre y rituales como las manifestaciones del Partido Nazi para fomentar la unidad y reforzar la popularidad del régimen.

### Gobierno

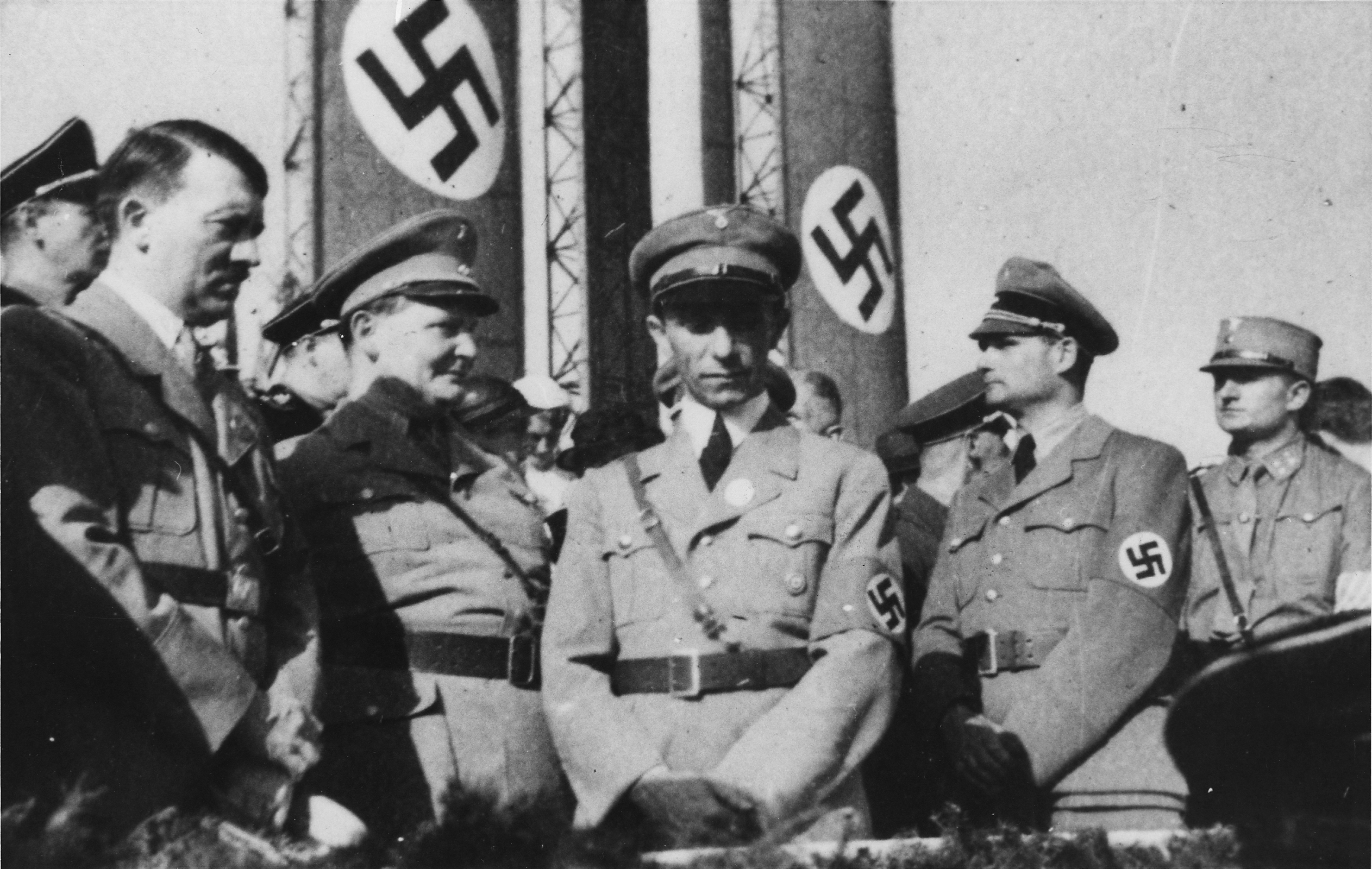
Hitler, Göring, Goebbels y Rudolf Hess durante un desfile militar en 1933.

Hitler gobernó Alemania de forma autocrática al afirmar el Führerprinzip ("principio de líder"), que exigía la obediencia absoluta de todos los subordinados. Consideraba la estructura del gobierno como una pirámide, con él mismo, el líder infalible, en la cúspide. El rango del partido no se determinaba mediante elecciones y los puestos se ocupaban mediante nombramiento por parte de los de rango superior. El partido utilizó la propaganda para desarrollar un culto a la personalidad en torno a Hitler. Historiadores como Kershaw enfatizan el impacto psicológico de la habilidad de Hitler como orador. Roger Gill afirma: "Sus conmovedores discursos capturaron las mentes y los corazones de un gran número de personas alemanas: prácticamente hipnotizó a su público".
Si bien los altos funcionarios informaban a Hitler y seguían sus políticas, tenían una autonomía considerable. Esperaba que los funcionarios "trabajaran para el Führer", que tomaran la iniciativa de promover políticas y acciones en consonancia con los objetivos del partido y los deseos de Hitler, sin su participación en la toma de decisiones del día a día. El gobierno era una colección desorganizada de facciones lideradas por la élite del partido, que luchaban por acumular poder y ganarse el favor del Führer. El estilo de liderazgo de Hitler consistía en dar órdenes contradictorias a sus subordinados y colocarlos en posiciones en las que sus deberes y responsabilidades se superponían. De esta manera fomentó la desconfianza, la competencia y las luchas internas entre sus subordinados para consolidar y maximizar su propio poder.

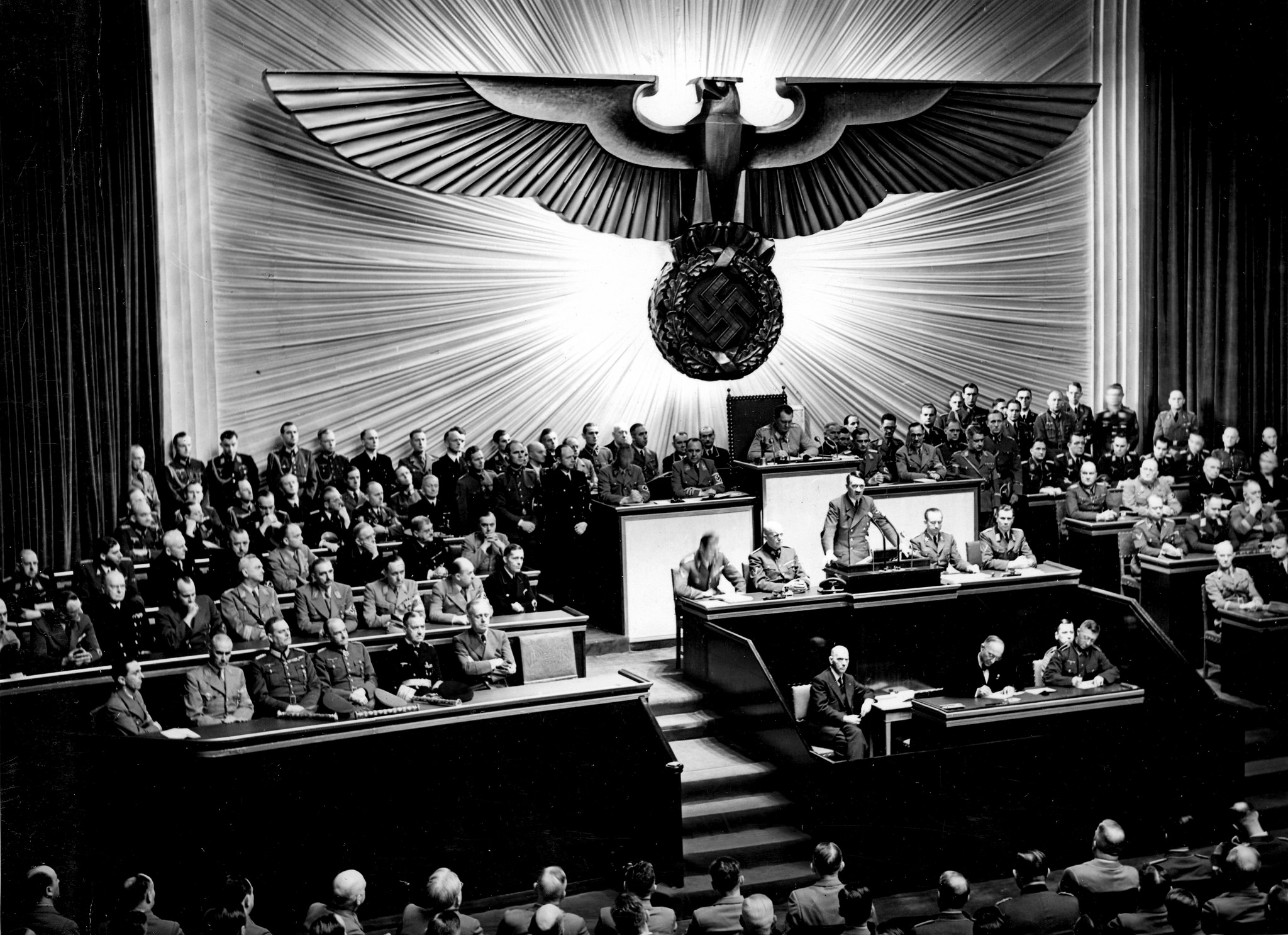
Hitler declarando la guerra a los Estados Unidos en el Reichstag, 11 de diciembre de 1941.

Los sucesivos decretos del Reichsstatthalter entre 1933 y 1935 abolieron los Länder (estados constituyentes) existentes de Alemania y los reemplazaron con nuevas divisiones administrativas, el Gaue, gobernado por líderes nazis (Gauleiters). El cambio nunca se implementó por completo, ya que los Länder todavía se utilizaban como divisiones administrativas para algunos departamentos gubernamentales, como el de educación. Esto condujo a una maraña burocrática de jurisdicciones y responsabilidades superpuestas típicas del estilo administrativo del régimen nazi.
Los funcionarios judíos perdieron sus trabajos en 1933, excepto aquellos que habían prestado servicio militar en la Primera Guerra Mundial. Se designó en su lugar a miembros del Partido o simpatizantes del partido. Como parte del proceso de Gleichschaltung, la Ley de gobierno local del Reich de 1935 abolió las elecciones locales y los alcaldes fueron nombrados por el Ministerio del Interior.

### Ley

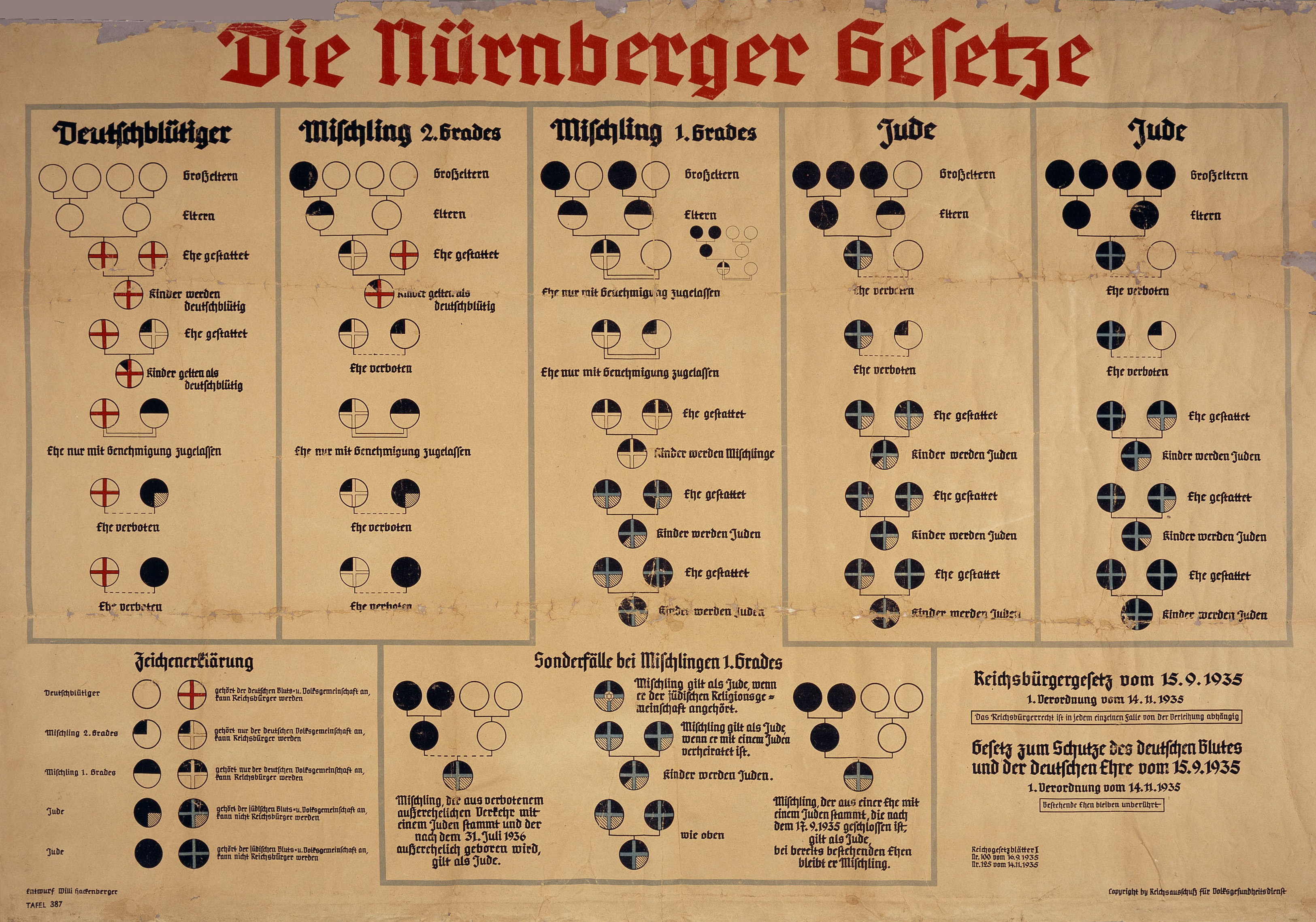
Gráfico que muestra las divisiones raciales pseudocientíficas utilizadas en las políticas raciales de la Alemania nazi.

En agosto de 1934, se exigió a los funcionarios públicos y miembros del ejército que hicieran un juramento de obediencia incondicional a Hitler. Estas leyes se convirtieron en la base del Führerprinzip, el concepto de que la palabra de Hitler anulaba todas las leyes existentes. Todos los actos que fueron sancionados por Hitler, incluso el asesinato, se convirtieron en legales. Toda la legislación propuesta por los ministros del gabinete tenía que ser aprobada por la oficina del Führer Adjunto Rudolf Hess, quien también podía vetar los nombramientos de altos cargos en la administración pública.
La mayor parte del sistema judicial y los códigos legales de la República de Weimar se mantuvieron vigentes para hacer frente a los delitos comunes. Los tribunales dictaron y ejecutaron muchas más condenas a muerte que antes de que los nazis tomaran el poder. Las personas que fueron condenadas por tres o más delitos, incluso menores, podrían ser considerados delincuentes habituales y encarcelados indefinidamente. Se consideró que personas como las prostitutas y los carteristas eran intrínsecamente criminales y una amenaza para la comunidad. Miles fueron arrestados y confinados indefinidamente sin juicio.

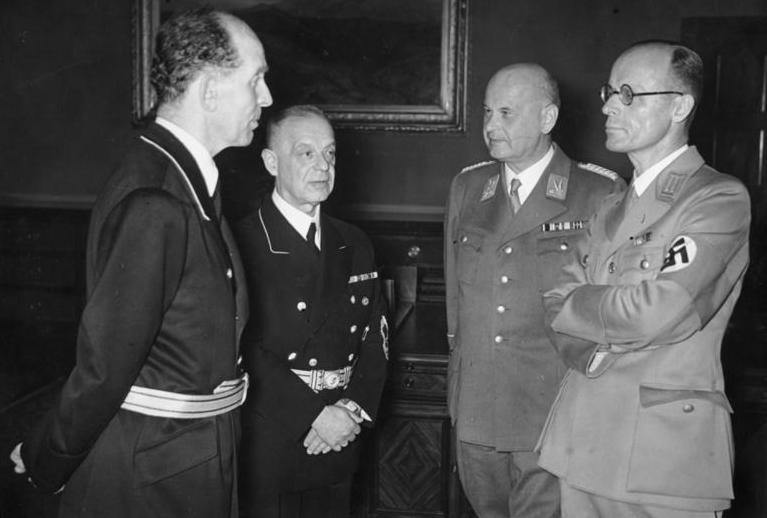
Un encuentro de los cuatro juristas que impusieron la ideología nazi en el sistema legal de Alemania (de izquierda a derecha: Roland Freisler, Franz Schlegelberger, Otto Georg Thierack y Curt Rothenberger).

En 1934 se estableció un nuevo tipo de tribunal, el Volksgerichtshof ("Tribunal del Pueblo") para ocuparse de casos políticos. Este tribunal dictó más de 5000 condenas a muerte hasta su disolución en 1945. La pena de muerte podría imponerse por delitos como ser comunista, imprimir panfletos sediciosos o incluso hacer bromas sobre Hitler u otros funcionarios. La Gestapo estaba a cargo de la investigación policial para hacer cumplir la ideología nazi, ya que localizaba y confinaba a delincuentes políticos, judíos y otras personas consideradas indeseables. Los delincuentes políticos que fueron liberados de la prisión a menudo eran arrestados de nuevo inmediatamente por la Gestapo y confinados en un campo de concentración.
Los nazis utilizaron la propaganda para promulgar el concepto de Rassenschande ("contaminación racial") para justificar la necesidad de leyes raciales. En septiembre de 1935 se promulgaron las Leyes de Núremberg. Estas leyes inicialmente prohibieron las relaciones sexuales y los matrimonios entre arios y judíos y luego se ampliaron para incluir a los "gitanos, negros o sus descendientes bastardos". La ley también prohibía el empleo de mujeres alemanas menores de 45 años como empleadas domésticas en hogares judíos. La Ley de ciudadanía del Reich establecía que solo los de "sangre alemana o afines" podían ser ciudadanos. Así, los judíos y otros no arios fueron despojados de su ciudadanía alemana. La ley también permitió a los nazis negar la ciudadanía a cualquiera que no apoyara lo suficiente al régimen. Un decreto complementario emitido en noviembre definió como judío a cualquier persona con tres abuelos judíos, o dos abuelos que siguieran la fe judía.

## Militares y paramilitares

### Wehrmacht

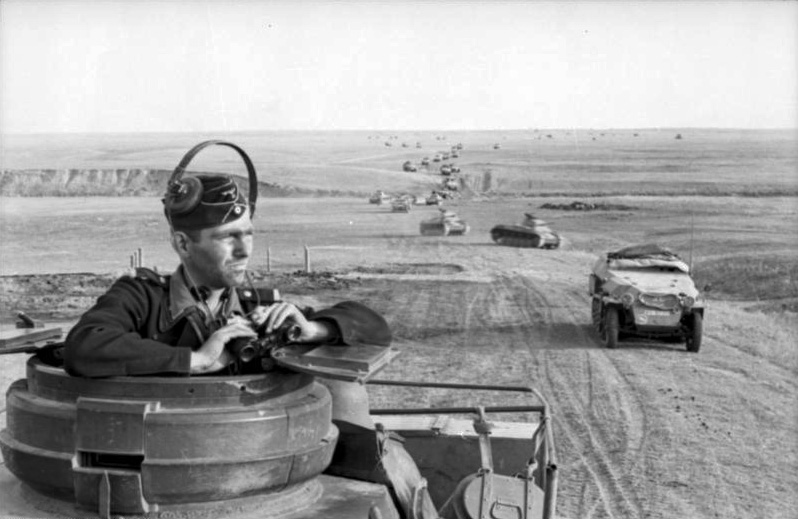
Una columna de tanques y otros vehículos blindados del Panzerwaffe cerca de Stalingrado, 1942.

Las fuerzas armadas unificadas de Alemania de 1935 a 1945 se llamaron Wehrmacht (fuerza de defensa). Esto incluía al Heer (ejército), Kriegsmarine (marina) y Luftwaffe (fuerza aérea). A partir del 2 de agosto de 1934, se exigió a los miembros de las fuerzas armadas que hicieran un juramento de obediencia incondicional a Hitler personalmente. A diferencia del juramento anterior, que requería la fidelidad a la constitución del país y sus establecimientos legales, este nuevo juramento requería que los miembros del ejército obedecieran a Hitler incluso si se les ordenaba hacer algo ilegal. Hitler decretó que el ejército tendría que tolerar e incluso ofrecer apoyo logístico a los Einsatzgruppen —los escuadrones de la muerte móviles responsables de millones de muertes en Europa del Este— cuando fuera tácticamente posible hacerlo. Las tropas de la Wehrmacht también participaron directamente en el Holocausto disparando contra civiles o cometiendo genocidio bajo el disfraz de operaciones antipartisanas. La línea del partido era que los judíos eran los instigadores de la lucha partidista y, por lo tanto, debían ser eliminados. El 8 de julio de 1941, Heydrich anunció que todos los judíos de los territorios orientales conquistados debían ser considerados partisanos y dio la orden de fusilar a todos los judíos varones entre las edades de 15 y 45 años. En agosto, esto se amplió para incluir a toda la población judía.
A pesar de los esfuerzos por preparar militarmente al país, la economía no podía sostener una larga guerra de desgaste. Se desarrolló una estrategia basada en la táctica de Blitzkrieg ("guerra relámpago"), que implicaba el uso de ataques coordinados rápidos que evitaban los puntos fuertes del enemigo. Los ataques comenzaron con bombardeos de artillería, seguidos de bombardeos y ametrallamientos. A continuación, los tanques atacarían y finalmente la infantería entraría para asegurar el área capturada. Las victorias continuaron hasta mediados de 1940, pero el fracaso en derrotar a Gran Bretaña fue el primer punto de inflexión importante en la guerra. La decisión de atacar la Unión Soviética y la derrota decisiva en Stalingrado llevaron a la retirada de los ejércitos alemanes y la eventual pérdida de la guerra. El número total de soldados que sirvieron en la Wehrmacht desde 1935 hasta 1945 fue de alrededor de 18,2 millones, de los cuales 5,3 millones murieron.

### Las SA y SS
El Sturmabteilung (SA; destacamento de tormenta), o camisas pardas, fundado en 1921, fue el primer ala paramilitar del Partido Nazi; su tarea inicial era proteger a los líderes nazis en mítines y asambleas. También participaron en batallas callejeras contra las fuerzas de partidos políticos rivales y acciones violentas contra judíos y otras personas. Bajo el liderazgo de Ernst Röhm, las SA crecieron en 1934 a más de medio millón de miembros (4,5 millones incluidas las reservas) en un momento en que el Tratado de Versalles todavía limitaba a 100 000 hombres al ejército regular.
Röhm esperaba asumir el mando del ejército y absorberlo en las filas de las SA. Hindenburg y el ministro de Defensa, Werner von Blomberg, amenazaron con imponer la ley marcial si no se reducían las actividades de las SA. Por lo tanto, menos de un año y medio después de tomar el poder, Hitler ordenó la muerte de los líderes de las SA, incluido Rohm. Después de la purga de 1934, las SA ya no eran una fuerza importante.
Inicialmente una pequeña unidad de guardaespaldas bajo los auspicios de las SA, el Schutzstaffel (SS; Escuadrón de Protección) creció hasta convertirse en uno de los grupos más grandes y poderosos de la Alemania nazi. Dirigidas por el Reichsführer-SS Heinrich Himmler desde 1929, las SS tenían más de un cuarto de millón de miembros en 1938. Himmler inicialmente imaginó a las SS como un grupo de guardias de élite, la última línea de defensa de Hitler. Las Waffen-SS, la rama militar de las SS, se convirtieron en un segundo ejército. Dependía del ejército regular para el armamento y el equipo pesados, y la mayoría de las unidades estaban bajo el control táctico del Alto Mando de las Fuerzas Armadas (OKW). A fines de 1942, ya no se siguieron los estrictos requisitos raciales y de selección que habían estado inicialmente en vigor. Con el reclutamiento y la conscripción basados únicamente en la expansión, en 1943 las Waffen-SS ya no podían pretender ser una fuerza de combate de élite.
Las formaciones de las SS cometieron muchos crímenes de guerra contra civiles y militares aliados. A partir de 1935, las SS encabezaron la persecución de los judíos, que fueron acorralados en guetos y campos de concentración. Con el estallido de la Segunda Guerra Mundial, las unidades SS Einsatzgruppen siguieron al ejército hasta Polonia y la Unión Soviética, donde de 1941 a 1945 mataron a más de dos millones de personas, incluidos 1,3 millones de judíos. Un tercio de los miembros de los Einsatzgruppen fueron reclutados entre el personal de las Waffen-SS. Las SS-Totenkopfverbände (unidades de la cabeza de la muerte) dirigían los campos de concentración y los campos de exterminio, donde murieron millones más. Hasta 60 000 hombres de las Waffen-SS sirvieron en los campos.
En 1931, Himmler organizó un servicio de inteligencia de las SS que se conoció como Sicherheitsdienst (SD; Servicio de Seguridad) bajo su adjunto, Heydrich. Esta organización tenía la tarea de localizar y arrestar a comunistas y otros opositores políticos. Himmler estableció los inicios de una economía paralela bajo los auspicios de la Oficina Central de Economía y Administración de las SS. Esta sociedad de cartera era propietaria de sociedades inmobiliarias, fábricas y editoriales.

## Economía

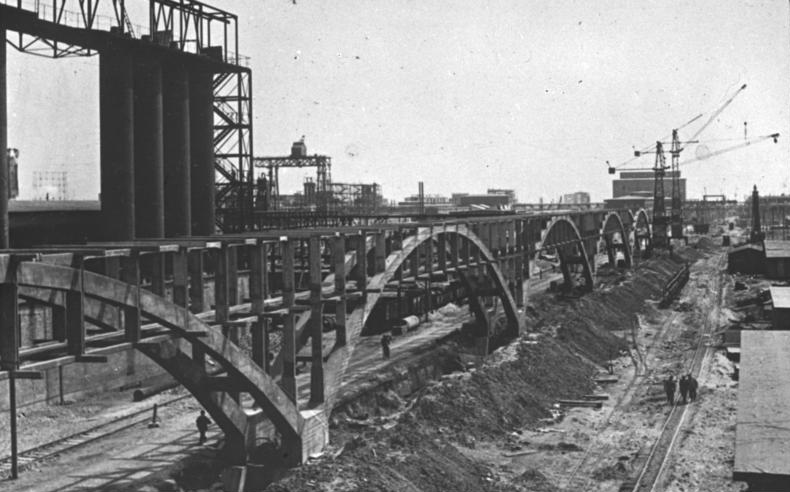
Planta de aceite sintético IG Farben en construcción en Buna Werke (1941). Esta planta formaba parte del complejo del campo de concentración de Auschwitz.

El asunto económico más urgente que enfrentaron inicialmente los nazis fue la tasa de desempleo nacional del 30 %. El economista Dr. Hjalmar Schacht, presidente del Reichsbank y ministro de Economía, creó un esquema para el financiamiento del déficit en mayo de 1933. Los proyectos de capital se pagaban con la emisión de pagarés denominados bonos Mefo. Cuando se presentaron los billetes para el pago, el Reichsbank imprimió dinero. Hitler y su equipo económico esperaban que la próxima expansión territorial proporcionaría los medios para pagar la creciente deuda nacional. La administración de Schacht logró una rápida disminución de la tasa de desempleo, la mayor de todos los países durante la Gran Depresión. La recuperación económica fue desigual, con reducción de horas de trabajo y disponibilidad errática de artículos de primera necesidad, lo que provocó el desencanto con el régimen desde 1934.
Después de que los nazis tomaron el poder fueron privatizados la cual la empresa privada que operara una planta tenía derecho a comprarla”. Las empresas privatizadas por los nazis incluían los cuatro principales bancos comerciales de Alemania, que habían sido propiedad pública durante los años anteriores: Commerz– und Privatbank, Deutsche Bank und Disconto-Gesellschaft, Golddiskontbank y Dresdner Bank. También se privatizaron los Deutsche Reichsbahn (Ferrocarriles alemanes), en ese momento la empresa pública más grande del mundo, varias empresas de construcción naval y mejoró los servicios público-privados a expensas de las empresas de servicios públicos de propiedad municipal debía ser evitada a menos que fuera absolutamente necesario para el rearme o el esfuerzo de guerra.
En octubre de 1933, debido a que Hugo Junkers, propietario y fundador de la Junkers Aircraft Works, era considerado pacifista y políticamente poco fiable, fue obligado a transferir sus patentes privadas a la empresa y entregar el 51% de sus acciones al Ministerio del Aire del Reich sin compensación y fue puesto bajo arresto domiciliario hasta su fallecimiento, el 3 de febrero de 1935. En conjunto con otros fabricantes de aviones y bajo la dirección del Ministro de Aviación Göring, la producción de aeronaves de guerra se incrementó. De una fuerza laboral de 3200 personas que producían 100 unidades por año en 1932, la industria creció hasta emplear un cuarto de millón de trabajadores que fabricaron más de 10 000 aviones técnicamente avanzados anualmente en menos de diez años después.
Se creó una elaborada burocracia para regular las importaciones de materias primas y productos terminados con la intención de eliminar la competencia extranjera en el mercado alemán y mejorar la balanza de pagos de la nación. Los nazis alentaron el desarrollo de sustitutos sintéticos de materiales como el aceite y los textiles. Como el mercado experimentaba un exceso y los precios del petróleo eran bajos, en 1933 el gobierno nazi firmó un acuerdo de participación en las ganancias con IG Farben, garantizándoles un rendimiento del 5 por ciento sobre el capital invertido en su planta de aceite sintético en Leuna. Cualquier beneficio que supere esa cantidad se entregaría al Reich. En 1936, Farben lamentó haber hecho el trato, ya que para entonces se estaban generando beneficios en exceso. En otro intento de asegurar un suministro adecuado de petróleo durante la guerra, Alemania intimidó a Rumania para que firmara un acuerdo comercial en marzo de 1939.
Los principales proyectos de obras públicas financiados con gastos deficitarios incluyeron la construcción de una red de autopistas y la financiación de programas iniciados por el gobierno anterior para mejorar la vivienda y la agricultura. Para estimular la industria de la construcción, se ofreció crédito a empresas privadas y se otorgaron subsidios para la compra y reparación de viviendas. Con la condición de que la esposa dejara la fuerza laboral, las parejas jóvenes de ascendencia aria que tuvieran la intención de casarse podían acceder a un préstamo de hasta 1000 Reichsmarks, y la cantidad que debían reembolsar se reducía en un 25 por ciento por cada hijo nacido. La advertencia de que la mujer tenía que permanecer desempleada fuera del hogar se eliminó en 1937 debido a la escasez de trabajadores calificados.
Imaginando la propiedad generalizada de automóviles como parte de la nueva Alemania, Hitler dispuso que el diseñador Ferdinand Porsche elaborara planes para el KdF-wagen (automóvil Fuerza a través de la alegría), destinado a ser un automóvil que todos pudieran pagar. Un prototipo se exhibió en el Salón Internacional del Automóvil de Berlín el 17 de febrero de 1939. Con el estallido de la Segunda Guerra Mundial, la fábrica se reconvirtió para producir vehículos militares. Ninguno se vendió hasta después de la guerra, cuando el vehículo pasó a llamarse Volkswagen (automóvil del pueblo).

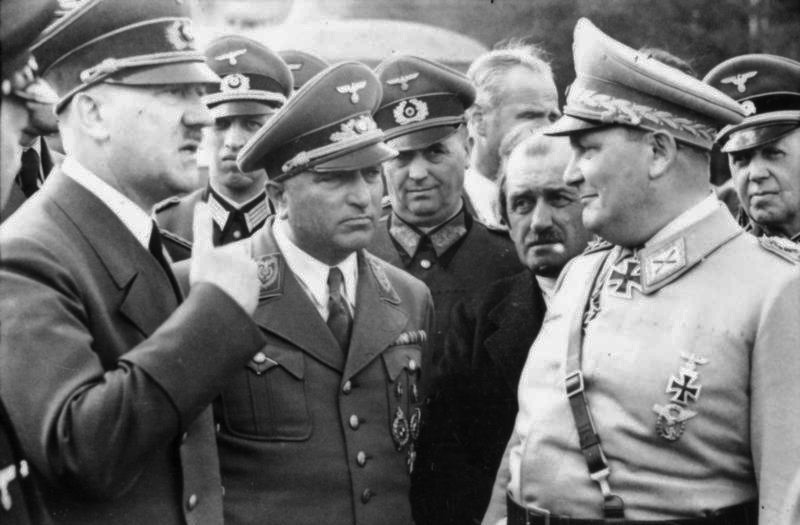
(de izquierda a derecha) Hitler; Robert Ley, jefe del Frente Laboral Alemán; Ferdinand Porsche, fabricante de armamento; y Hermann Göring, director del Plan de cuatro años (1942).

Seis millones de personas estaban desempleadas cuando los nazis tomaron el poder en 1933 y en 1937 había menos de un millón. Esto se debió en parte a la eliminación de mujeres de la fuerza laboral. Los salarios reales cayeron un 25 por ciento entre 1933 y 1938. Tras la disolución de los sindicatos en mayo de 1933, se incautaron sus fondos y se detuvo a sus dirigentes, incluidos los que intentaron cooperar con los nazis. Se creó una nueva organización, el Frente Alemán del Trabajo, que se colocó bajo el mando del funcionario del Partido Nazi, Robert Ley. La semana laboral promedio era de 43 horas en 1933; en 1939 esto aumentó a 47 horas.
A principios de 1934, la atención se centró en el rearme. En 1935, los gastos militares representaron el 73 por ciento de las compras gubernamentales de bienes y servicios. El 18 de octubre de 1936, Hitler nombró a Göring Plenipotenciario del Plan Cuatrienal, destinado a acelerar el rearme. Además de pedir la construcción rápida de acerías, plantas de caucho sintético y otras fábricas, Göring instituyó controles de precios y salarios y restringió la emisión de dividendos en acciones. Se realizaron grandes gastos en rearme a pesar de los crecientes déficits. Los planes dados a conocer a finales de 1938 para aumentos masivos de la armada y la fuerza aérea eran imposibles de cumplir, ya que Alemania carecía de las finanzas y los recursos materiales para construir las unidades planificadas, así como del combustible necesario para mantenerlas en funcionamiento. Con la introducción del servicio militar obligatorio en 1935, la Reichswehr, que se había limitado a 100 000 según los términos del Tratado de Versalles, se expandió a 750 000 en servicio activo al comienzo de la Segunda Guerra Mundial, con un millón más en la reserva. En enero de 1939, el desempleo se redujo a 301 800 y se redujo a sólo 77 500 en septiembre.

### Economía de guerra y trabajo forzado

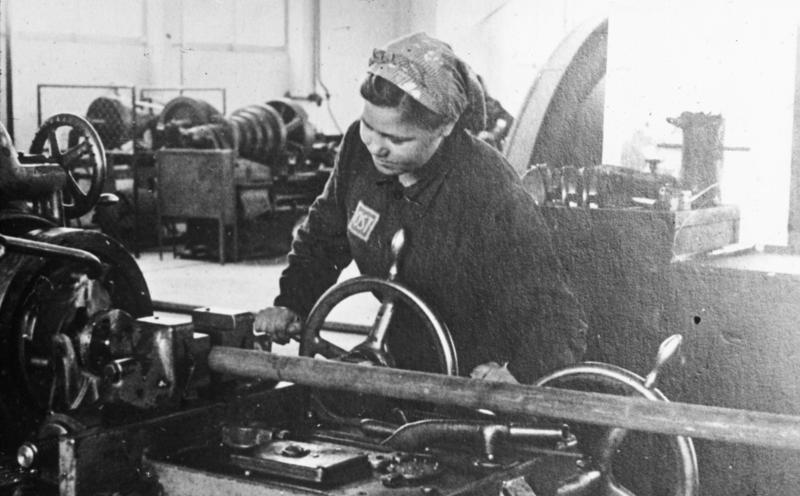
Mujer con insignia de Ostarbeiter en la planta de IG Farben en Auschwitz.

La economía de guerra alemana era una economía mixta que combinaba un mercado libre con una planificación centralizada. El historiador Richard Overy lo describe como algo intermedio entre la economía dirigida de la Unión Soviética y el sistema capitalista de los Estados Unidos.
En 1942, tras la muerte del ministro de Armamento Fritz Todt, Hitler nombró a Albert Speer como su reemplazo. El racionamiento de los bienes de consumo durante la guerra dio lugar a un aumento de los ahorros personales, fondos que a su vez se prestaron al gobierno para apoyar el esfuerzo bélico. En 1944, la guerra consumía el 75 por ciento del producto interno bruto de Alemania, en comparación con el 60 por ciento en la Unión Soviética y el 55 por ciento en Gran Bretaña. Speer mejoró la producción centralizando la planificación y el control, reduciendo la producción de bienes de consumo y utilizando el trabajo forzoso y la esclavitud. La economía de tiempos de guerra finalmente se basó en gran medida en el empleo a gran escala de mano de obra esclava. Alemania importó y esclavizó a unas 12 millones de personas de 20 países europeos para trabajar en fábricas y granjas. Aproximadamente el 75 por ciento eran de Europa del Este. Muchas fueron víctimas de los bombardeos aliados, ya que recibieron poca protección contraataques aéreos. Las malas condiciones de vida provocaron altas tasas de enfermedad, lesiones y muerte, así como sabotajes y actividades delictivas. La economía en tiempos de guerra también se basó en el robo a gran escala, inicialmente a través del estado que se apoderó de la propiedad de los ciudadanos judíos y luego del saqueo de los recursos de los territorios ocupados.
Los trabajadores extranjeros traídos a Alemania se clasificaron en cuatro clasificaciones: trabajadores invitados, internados militares, trabajadores civiles y trabajadores orientales. Cada grupo estaba sujeto a diferentes regulaciones. Los nazis prohibieron las relaciones sexuales entre alemanes y trabajadores extranjeros.
En 1944, más de medio millón de mujeres sirvieron como auxiliares en las fuerzas armadas alemanas. El número de mujeres con empleo remunerado solo aumentó en 271 000 (1,8 por ciento) entre 1939 y 1944. Como se redujo la producción de bienes de consumo, las mujeres abandonaron esas industrias para trabajar en la economía de guerra. También aceptaron trabajos anteriormente ocupados por hombres, especialmente en granjas y en tiendas familiares.
Los bombardeos estratégicos muy intensos de los aliados tuvieron como objetivo las refinerías que producían petróleo sintético y gasolina, así como el sistema de transporte alemán, especialmente ferrocarriles y canales. La industria de armamentos comenzó a colapsar en septiembre de 1944. En noviembre, el carbón combustible ya no llegaba a sus destinos y la producción de nuevos armamentos ya no era posible. Overy sostiene que el bombardeo tensó la economía de guerra alemana y la obligó a desviar hasta una cuarta parte de su mano de obra e industria hacia recursos antiaéreos, lo que muy probablemente acortó la guerra.

### Explotación financiera de territorios conquistados

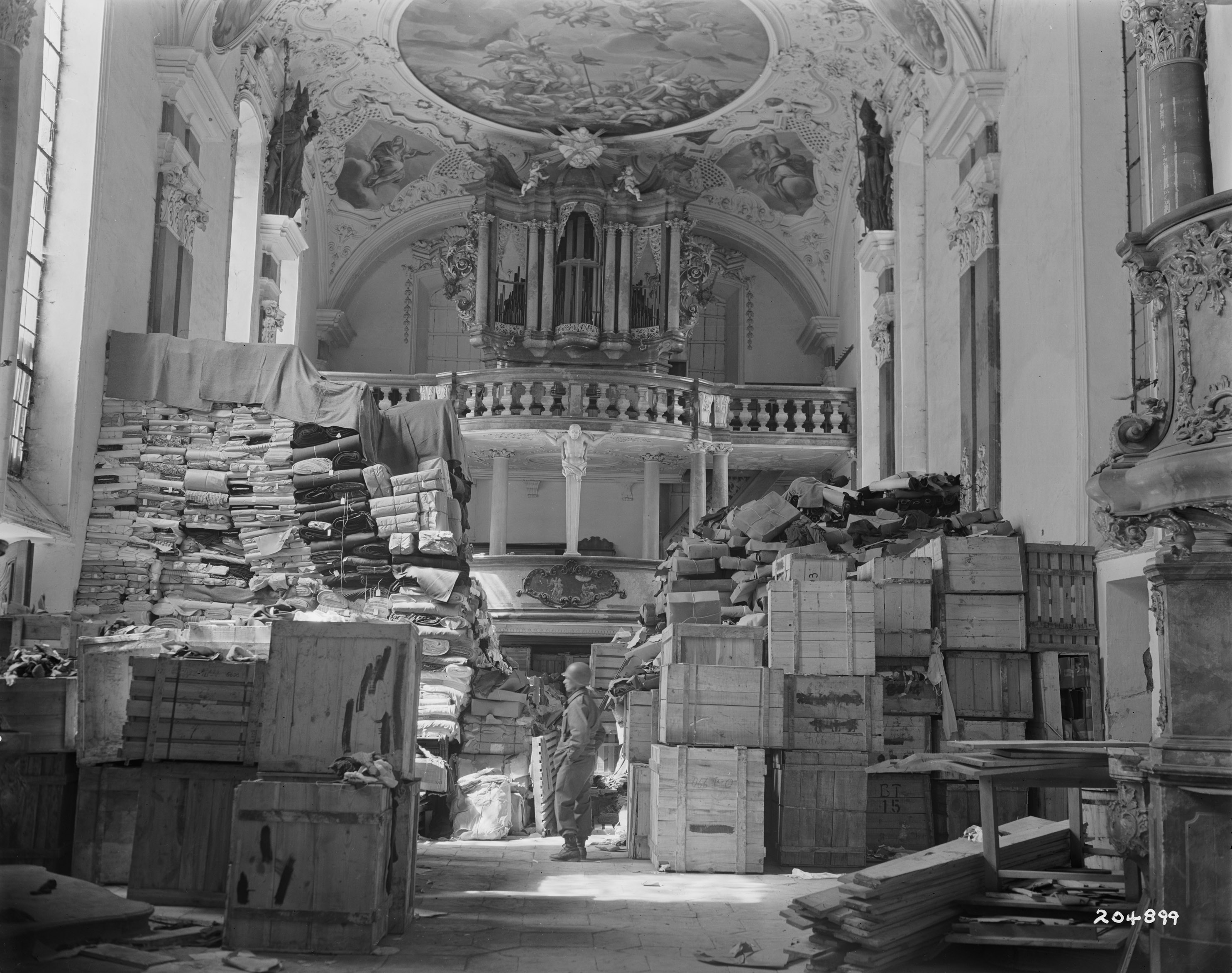
Botín alemán almacenado en Ellingen, Baviera (abril de 1945).

Durante el curso de la guerra, los nazis extrajeron un botín considerable de la Europa ocupada. El historiador y corresponsal de guerra William L. Shirer escribe: "La cantidad total del botín [nazi] nunca se sabrá; ha resultado más allá de la capacidad del hombre para calcular con precisión". Las reservas de oro y otras tenencias extranjeras fueron confiscadas de los bancos nacionales de las naciones ocupadas, mientras que generalmente se imponían grandes "costos de ocupación". Al final de la guerra, los nazis calcularon los costos de ocupación en 60 000 millones de Reichsmarks, y solo Francia pagó 31 500 mil millones. El Banco de Francia se vio obligado a proporcionar 4500 millones de Reichsmarks en "créditos" a Alemania, mientras que los nazis evaluaron otros 500 000 Reichsmarks contra la Francia de Vichy en forma de "tarifas" y otros cargos diversos. Los nazis explotaron a otras naciones conquistadas de manera similar. Después de la guerra, el Estudio de Bombardeo Estratégico de los Estados Unidos concluyó que Alemania había obtenido 104 000 millones de Reichsmarks en forma de costos de ocupación y otras transferencias de riqueza desde la Europa ocupada, incluyendo dos tercios del producto interno bruto de Bélgica y los Países Bajos.
El saqueo nazi incluyó colecciones de arte públicas y privadas, artefactos, metales preciosos, libros y posesiones personales. Hitler y Göring, en particular, estaban interesados en adquirir tesoros artísticos saqueados de la Europa ocupada, el primero planeaba utilizar el arte robado para llenar las galerías del Führermuseum (Museo del Führer), y el segundo para su colección personal. Göring, después de haber despojado a casi toda la Polonia ocupada de sus obras de arte en los seis meses posteriores a la invasión de Alemania, finalmente desarrolló una colección valorada en más de 50 millones de Reichsmarks. En 1940, se estableció el Grupo de trabajo Reichsleiter Rosenberg para saquear obras de arte y material cultural de colecciones, bibliotecas y museos públicos y privados de toda Europa. Francia vio la mayor extensión del saqueo nazi. Unos 26 000 vagones de ferrocarril con tesoros artísticos, muebles y otros artículos saqueados fueron enviados a Alemania desde Francia. En enero de 1941, Rosenberg estimó que los tesoros saqueados de Francia estaban valorados en más de mil millones de Reichsmarks. Además, los soldados saquearon o compraron bienes como productos y ropa, artículos que eran cada vez más difíciles de obtener en Alemania, para enviarlos a casa.
También se llevaron bienes y materias primas. En Francia, durante el curso de la guerra se incautaron unas 9 millones toneladas (8 900 000 toneladas largas; 9 900 000 toneladas cortas) de cereales, incluido el 75 por ciento de su avena. Además, se extrajo el 80 por ciento del petróleo del país y el 74 por ciento de su producción de acero. La valoración de este botín se estima en 184 500 millones de francos. En Polonia, el saqueo de materias primas por parte de los nazis comenzó incluso antes de que concluyera la invasión alemana.
Tras los inicios de la Operación Barbarroja, la Unión Soviética también fue saqueada. Solo en 1943, 9 millones de toneladas de cereales, 2 millones de toneladas (2 000 000 de toneladas largas; 2 200 000 de toneladas cortas) de forraje, 3 millones de toneladas (3 000 000 de toneladas largas; 3 300 000 toneladas cortas) de patatas y 662 000 toneladas (652 000 toneladas largas; 730 000 toneladas cortas) de carnes se enviaron de regreso a Alemania. Durante el curso de la ocupación alemana, se capturaron unos 12 millones de cerdos y 13 millones de ovejas. El valor de este saqueo se estima en 4000 millones de marcos. Este número relativamente bajo en comparación con las naciones ocupadas de Europa occidental puede atribuirse a los devastadores combates en el frente oriental.

## Política racial y eugenesia

### Racismo y antisemitismo

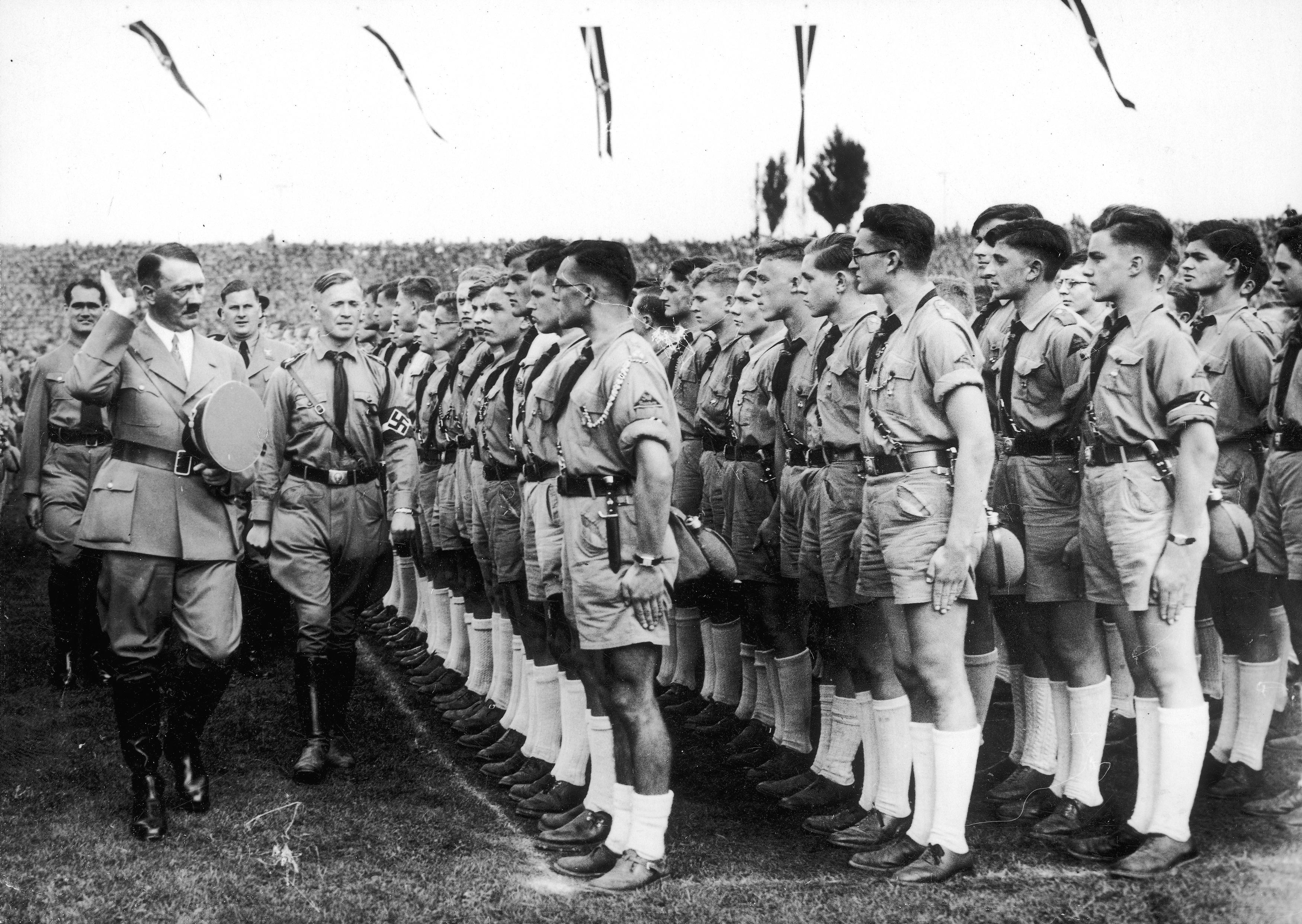
Adolf Hitler pasando revista a una unidad de las Juventudes Hitlerianas durante el Congreso del Partido Nazi en Núremberg de 1935. Sus miembros representaban el ideal racial nazi.

El racismo y el antisemitismo eran principios básicos del partido y del régimen nacionalsocialistas. La política racial de la Alemania nazi se basó en su creencia en la existencia de una raza superior. Los nazis postularon la existencia de un conflicto racial entre la raza superior aria y las razas inferiores, en particular los judíos, que eran vistos como una raza mixta que se había infiltrado en la sociedad y eran responsables de la explotación y represión de la raza aria.

### Persecución de judíos

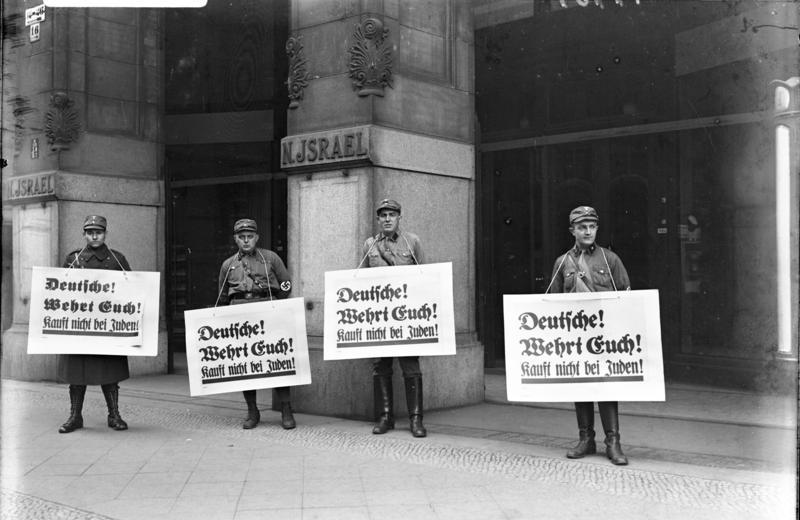
Boicot nazi a las empresas judías, abril de 1933. Los carteles dicen "¡Alemanes! ¡Defiéndanse! ¡No compren a los judíos!".

La discriminación contra los judíos comenzó inmediatamente después de la toma del poder. Tras una serie de ataques durante un mes por parte de miembros de las SA contra empresas y sinagogas judías, el 1 de abril de 1933 Hitler declaró un boicot nacional a las empresas judías. La Ley de restablecimiento de la función pública, aprobada el 7 de abril, obligó a todos los funcionarios públicos no arios a retirarse de la abogacía y de la función pública. Una legislación similar pronto privó a otros profesionales judíos de su derecho a ejercer, y el 11 de abril se promulgó un decreto que declaraba que cualquier persona que tuviera incluso un padre o abuelo judío se consideraba no ario. Como parte de la campaña para eliminar la influencia judía de la vida cultural, los miembros de la Liga Nacional Socialista de Estudiantes Alemanes retiraron de las bibliotecas todos los libros considerados no alemanes, y el 10 de mayo se llevó a cabo una quema de libros a nivel nacional.
El régimen utilizó la violencia y la presión económica para alentar a los judíos a abandonar voluntariamente el país. A las empresas judías se les negó el acceso a los mercados, se les prohibió hacer publicidad y se les privó del acceso a los contratos gubernamentales. Los ciudadanos fueron acosados y sometidos a ataques violentos. Muchas ciudades colocaron carteles que prohibían la entrada a judíos.
En noviembre de 1938, un joven judío solicitó una entrevista con el embajador alemán en París y se reunió con un secretario de la legación, a quien disparó y mató para protestar por el trato que recibió su familia en Alemania. Este incidente sirvió de pretexto para un pogromo que los nazis incitaron contra los judíos el 9 de noviembre de 1938. Los miembros de las SA dañaron o destruyeron sinagogas y propiedades judías en toda Alemania. Al menos 91 judíos alemanes fueron asesinados durante este pogromo, más tarde llamado Kristallnacht, la Noche de los Cristales Rotos. Se impusieron más restricciones a los judíos en los meses siguientes: se les prohibió tener negocios o trabajar en tiendas minoristas, conducir automóviles, ir al cine, visitar la biblioteca o poseer armas, y los alumnos judíos fueron retirados de las escuelas. La comunidad judía fue multada con mil millones de marcos para pagar los daños causados por la Kristallnacht y se le dijo que se confiscarían los asentamientos de seguros. En 1939, alrededor de 250 000 de los 437 000 judíos de Alemania habían emigrado a Estados Unidos, Argentina, Gran Bretaña, Palestina y otros países. Muchos optaron por quedarse en Europa continental. A los emigrantes a Palestina se les permitió transferir propiedades allí bajo los términos del Acuerdo Haavara, pero aquellos que se mudaban a otros países tuvieron que dejar virtualmente todas sus propiedades y el gobierno se apoderó de ellas.

### Persecución de gitanos
Como los judíos, el pueblo gitano fue objeto de persecución desde los primeros días del régimen. A los gitanos se les prohibió casarse con personas de ascendencia alemana. Fueron enviados a campos de concentración a partir de 1935 y muchos murieron. Tras la invasión de Polonia, 2500 gitanos y sinti fueron deportados de Alemania al Gobierno General, donde fueron encarcelados en campos de trabajo. Los supervivientes probablemente fueron exterminados en Bełżec, Sobibor o Treblinka. Otros 5000 sinti y austriacos laleri fueron deportados al gueto de Łódź a finales de 1941, donde se estima que la mitad murió. Los sobrevivientes gitanos del gueto fueron trasladados posteriormente al campo de exterminio de Chełmno a principios de 1942.
Los nazis tenían la intención de deportar a todos los gitanos de Alemania y los confinaron a Zigeunerlager (campos de gitanos) con este fin. Himmler ordenó su deportación de Alemania en diciembre de 1942, con pocas excepciones. Un total de 23 000 gitanos fueron deportados al campo de concentración de Auschwitz, de los cuales 19 000 murieron. Fuera de Alemania, el pueblo gitano fue utilizado regularmente para trabajos forzados, aunque muchos murieron. En los estados bálticos y la Unión Soviética, 30 000 gitanos fueron asesinados por las SS, el ejército alemán y Einsatzgruppen. En la Serbia ocupada, murieron entre 1000 y 12 000 gitanos, mientras que casi todos los 25 000 gitanos que vivían en el Estado Independiente de Croacia murieron. Las estimaciones al final de la guerra sitúan el número total de muertos en alrededor de 220 000, lo que equivale aproximadamente al 25 por ciento de la población gitana en Europa.

### Otros grupos perseguidos

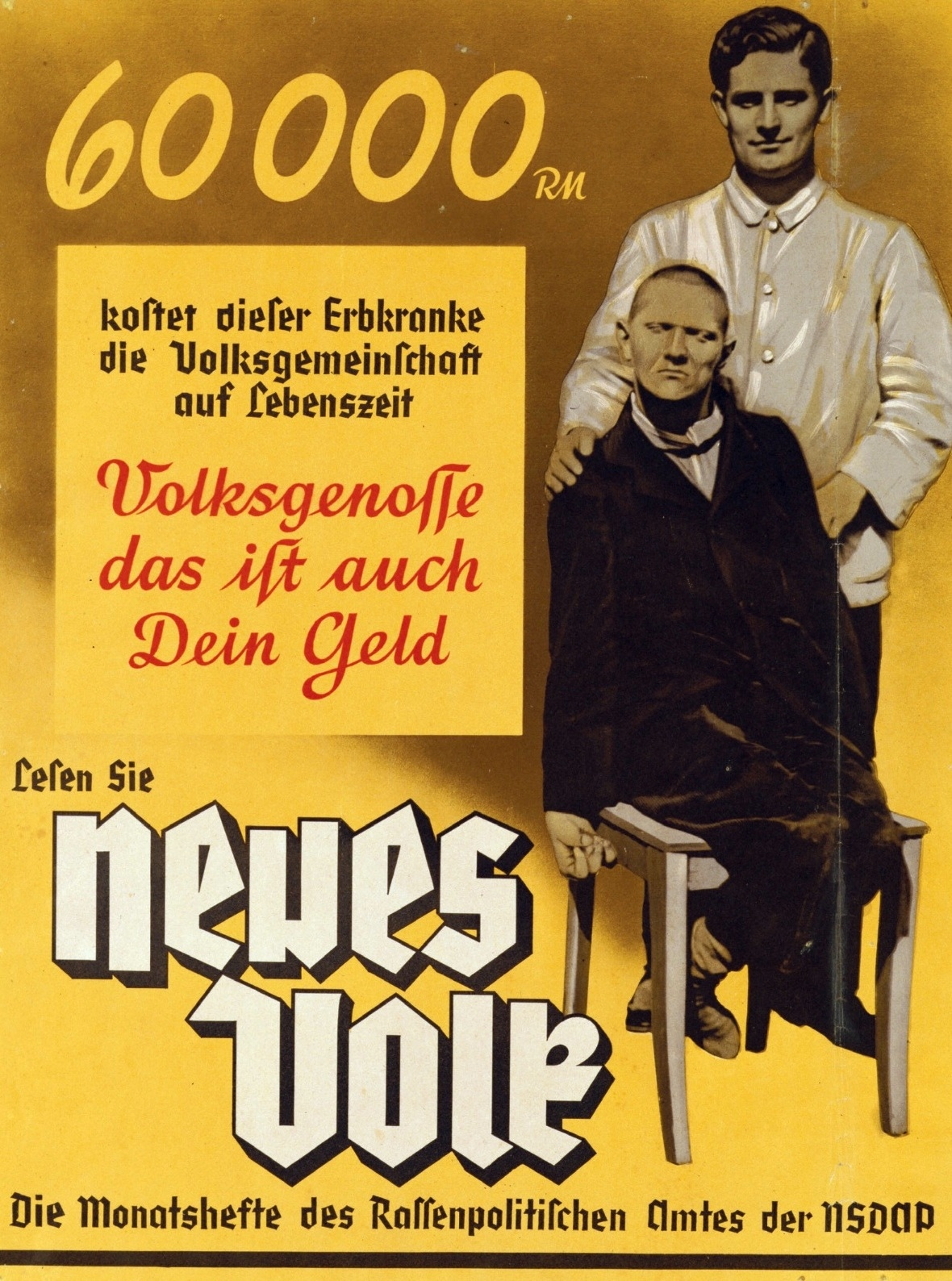
Cartel de la Oficina de Política Racial del Partido Nazi: " RM es lo que esta persona con una enfermedad hereditaria le cuesta a la comunidad popular. Camarada, ese también es tu dinero".

La Aktion T4 fue un programa de asesinato sistemático de discapacitados físicos y mentales y de pacientes en hospitales psiquiátricos que tuvo lugar principalmente de 1939 a 1941 y continuó hasta el final de la guerra. Inicialmente, las víctimas fueron fusiladas por los Einsatzgruppen y otros; A principios de 1940 se utilizaron cámaras de gas y camionetas de gas que usaban monóxido de carbono. En virtud de la Ley para la prevención de la descendencia con enfermedades hereditarias, promulgada el 14 de julio de 1933, más de 400 000 personas fueron sometidas a esterilización obligatoria. Más de la mitad eran personas consideradas con deficiencias mentales, que incluían no solo a las personas que obtuvieron calificaciones bajas en las pruebas de inteligencia, sino también a las que se desviaron de los patrones de comportamiento esperados con respecto al ahorro, el comportamiento sexual y la limpieza. La mayoría de las víctimas provenían de grupos desfavorecidos como las prostitutas, los pobres, las personas sin hogar y los delincuentes. Otros grupos perseguidos y asesinados incluyeron testigos de Jehová, homosexuales, inadaptados sociales y miembros de la oposición política y religiosa.

### Plan general del este
La guerra de Alemania en el Este se basó en la visión de larga data de Hitler de que los judíos eran el gran enemigo del pueblo alemán y que el Lebensraum era necesario para la expansión de Alemania. Hitler centró su atención en Europa del Este, con el objetivo de conquistar Polonia y la Unión Soviética. Después de la ocupación de Polonia en 1939, todos los judíos que vivían en el Gobierno General fueron confinados en guetos, y los que estaban en buena forma física debían realizar trabajos obligatorios. En 1941 Hitler decidió destruir completamente la nación polaca; en un plazo de 15 a 20 años, el Gobierno General sería purgado de los polacos étnicos y reasentado por colonos alemanes. Aproximadamente 3,8 a 4 millones de polacos permanecerían como esclavos, parte de una mano de obra esclava de 14 millones que los nazis pretendían crear utilizando ciudadanos de las naciones conquistadas.
El Plan General Ost ("Plan General para el Este") pedía deportar a la población de la Europa Oriental ocupada y la Unión Soviética a Siberia, para utilizarla como mano de obra esclava o para ser asesinada. Para determinar quién debía ser asesinado, Himmler creó el Volksliste, un sistema de clasificación de personas consideradas de sangre alemana. Ordenó que los de ascendencia germánica que se negaran a ser clasificados como de etnia alemana fueran deportados a campos de concentración, se les quitaran a sus hijos o fueran asignados a trabajos forzados. El plan también incluía el secuestro de niños que se consideraba tenían rasgos ario-nórdicos, que se presumía que eran de ascendencia alemana. El objetivo era implementar el Generalplan Ost después de la conquista de la Unión Soviética, pero cuando la invasión fracasó, Hitler tuvo que considerar otras opciones. Una sugerencia fue una deportación forzada masiva de judíos a Polonia, Palestina o Madagascar.
Además de eliminar a los judíos, los nazis planearon reducir la población de los territorios conquistados en 30 millones de personas a través del hambre en una acción llamada Plan Hambre. Los suministros de alimentos se desviarían al ejército alemán y a los civiles alemanes. Las ciudades serían arrasadas y en la tierra se permitiría el reforestación o ser reasentada por colonos alemanes. Juntos, el Plan del Hambre y el Plan General Ost habrían provocado la hambruna de 80 millones de personas en la Unión Soviética. Estos planes parcialmente cumplidos resultaron en la muerte por democidio de aproximadamente 19,3 millones de civiles y prisioneros de guerra (PDG) en toda la URSS y en otras partes de Europa. Durante el curso de la guerra, la Unión Soviética perdió un total de 27 millones de personas; menos de nueve millones de ellos fueron muertes en combate. Uno de cada cuatro de la población soviética murió o resultó herido.

### Holocausto y solución final

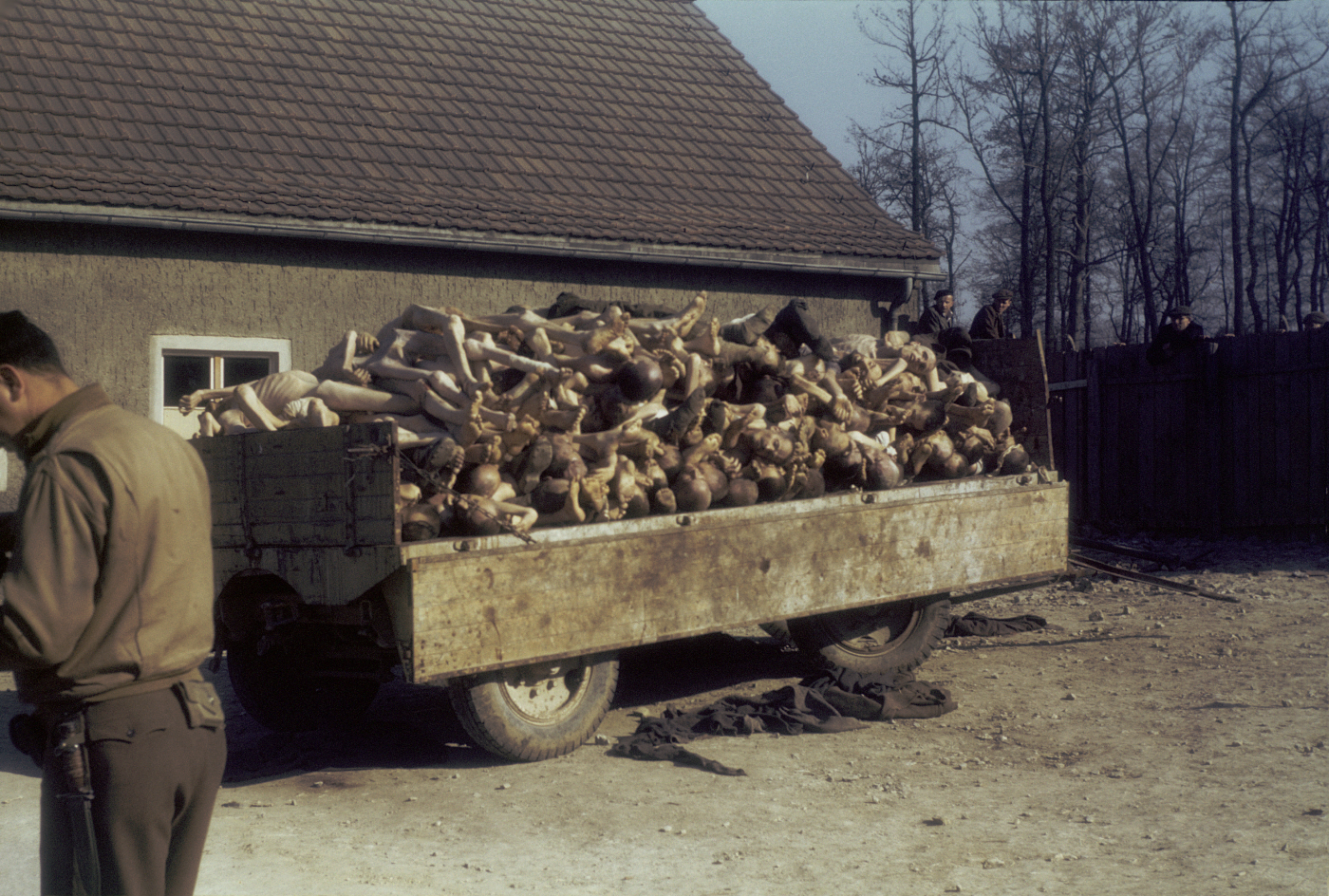
Un carro lleno de cadáveres fuera del crematorio en el campo de concentración de Buchenwald liberado por el ejército de los Estados Unidos, 1945.

Alrededor de la época de la fallida ofensiva contra Moscú en diciembre de 1941, Hitler resolvió que los judíos de Europa serían exterminados de inmediato. Si bien el asesinato de civiles judíos se había producido en los territorios ocupados de Polonia y la Unión Soviética, los planes para la erradicación total de la población judía de Europa (once millones de personas) se formalizaron en la Conferencia de Wannsee el 20 de enero de 1942. Algunos serían obligados a trabajar hasta la muerte y el resto moriría en la implementación de la Solución Final a la Cuestión Judía. Inicialmente, las víctimas fueron asesinadas por pelotones de fusilamiento de Einsatzgruppen, luego por cámaras de gas estacionarias o camionetas de gas, pero estos métodos resultaron poco prácticos para una operación de esta escala. En 1942 se establecieron campos de exterminio equipados con cámaras de gas en Auschwitz, Chełmno, Sobibor, Treblinka y otros lugares. El número total de judíos asesinados se estima en 5,5 a 6 millones, incluidos más de un millón de niños.
Los aliados recibieron información sobre los asesinatos del gobierno polaco en el exilio y el liderazgo polaco en Varsovia, basada principalmente en inteligencia de la clandestinidad polaca. Los ciudadanos alemanes tuvieron acceso a información sobre lo que estaba sucediendo, ya que los soldados que regresaban de los territorios ocupados informaron sobre lo que habían visto y hecho. El historiador Richard J. Evans afirma que la mayoría de los ciudadanos alemanes desaprobaron el genocidio.

### Opresión de los polacos étnicos
Los nazis consideraban a los polacos como no arios infrahumanos, y durante la ocupación alemana de Polonia murieron 2,7 millones de polacos étnicos. Los civiles polacos fueron sometidos a trabajos forzados en la industria alemana, internamiento, expulsiones al por mayor para dar paso a los colonos alemanes y ejecuciones en masa. Las autoridades alemanas emprendieron un esfuerzo sistemático para destruir la cultura y la identidad nacional polacas. Durante la operación AB-Aktion, muchos profesores universitarios y miembros de la intelectualidad polaca fueron arrestados, transportados a campos de concentración o ejecutados. Durante la guerra, Polonia perdió aproximadamente del 39 al 45 por ciento de sus médicos y dentistas, del 26 al 57 por ciento de sus abogados, del 15 al 30 por ciento de sus profesores, del 30 al 40 por ciento de sus científicos y profesores universitarios, y del 18 al 28 por ciento. de su clero.

### Maltrato de prisioneros de guerra soviéticos

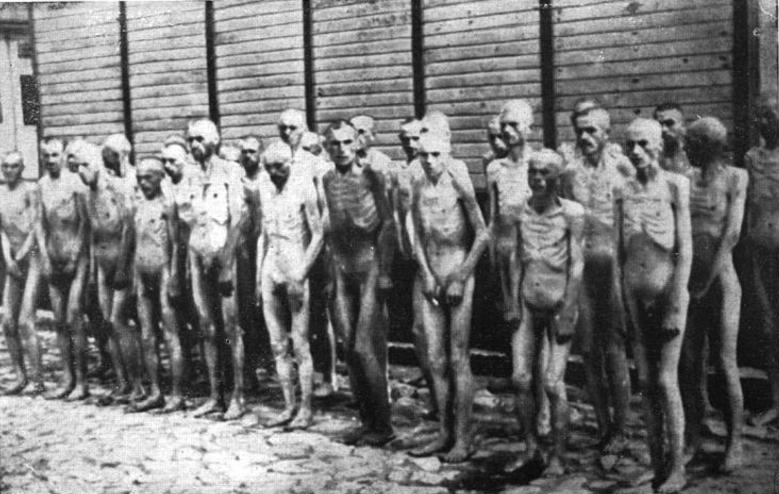
Prisioneros de guerra soviéticos en Mauthausen.

Los nazis capturaron 5,75 millones de prisioneros de guerra soviéticos, más de lo que se llevaron de todas las demás potencias aliadas juntas. De estos, mataron a unos 3,3 millones, y 2,8 millones de ellos murieron entre junio de 1941 y enero de 1942. Muchos prisioneros de guerra murieron de hambre o recurrieron al canibalismo mientras estaban recluidos en corrales al aire libre en Auschwitz y otros lugares.
Desde 1942 en adelante, los prisioneros de guerra soviéticos fueron vistos como una fuente de trabajo forzoso y recibieron un mejor trato para que pudieran trabajar. En diciembre de 1944, 750 000 prisioneros de guerra soviéticos estaban trabajando, incluso en fábricas de armamento alemanas (en violación de las convenciones de La Haya y Ginebra), minas y granjas.

## Sociedad

### Educación

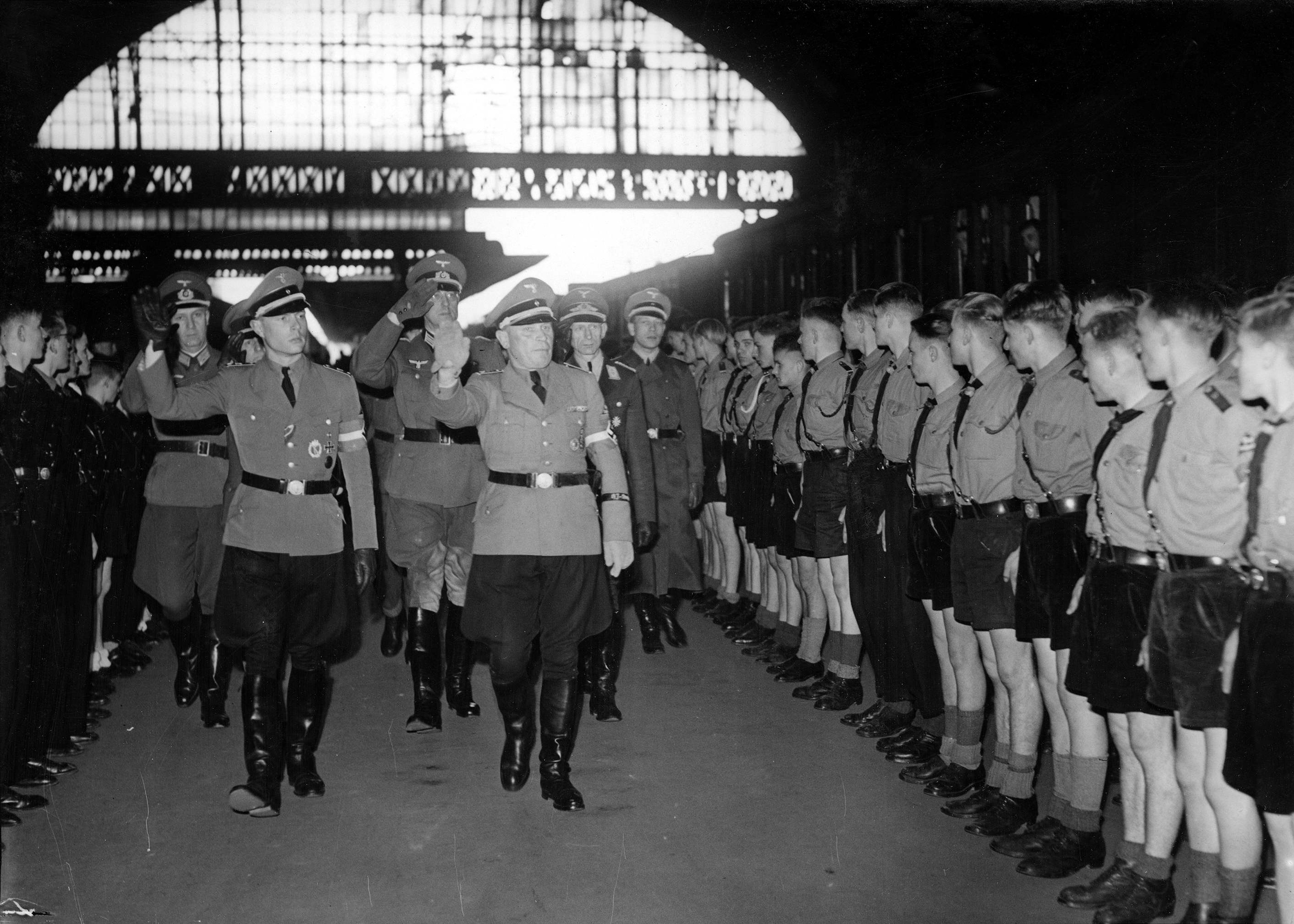
Niños de las Juventudes Hitlerianas reciben a comitiva nazi en Bruselas para celebrar el primero de mayo.

La legislación antisemita aprobada en 1933 llevó a la remoción de todos los maestros, profesores y funcionarios judíos del sistema educativo. La mayoría de los profesores debían pertenecer al Nationalsozialistischer Lehrerbund (NSLB; Liga Nacionalsocialista de Maestros) y los profesores universitarios debían unirse a la Liga Nacionalsocialista de Profesores Alemanes. Los maestros tenían que hacer un juramento de lealtad y obediencia a Hitler, y aquellos que no mostraban suficiente conformidad con los ideales del partido a menudo eran denunciados por estudiantes o compañeros de enseñanza y despedidos. La falta de financiación para los salarios llevó a muchos profesores a dejar la profesión. El tamaño promedio de las clases aumentó de 37 en 1927 a 43 en 1938 debido a la escasez de maestros resultante.
El ministro del Interior Wilhelm Frick, Bernhard Rust del Ministerio de Ciencia, Educación y Cultura del Reich y otras agencias emitieron directivas frecuentes y a menudo contradictorias sobre el contenido de las lecciones y los libros de texto aceptables para su uso en las escuelas primarias y secundarias. Los libros considerados inaceptables para el régimen fueron retirados de las bibliotecas escolares. El adoctrinamiento en la ideología nazi se hizo obligatorio en enero de 1934. Los estudiantes seleccionados como futuros miembros de la élite del partido fueron adoctrinados desde los 12 años en las escuelas Adolf Hitler para educación primaria y los Institutos Políticos Nacionales de Educación para la educación secundaria. En los Castillos de la Orden se llevó a cabo un adoctrinamiento detallado de los futuros poseedores del rango militar de élite.

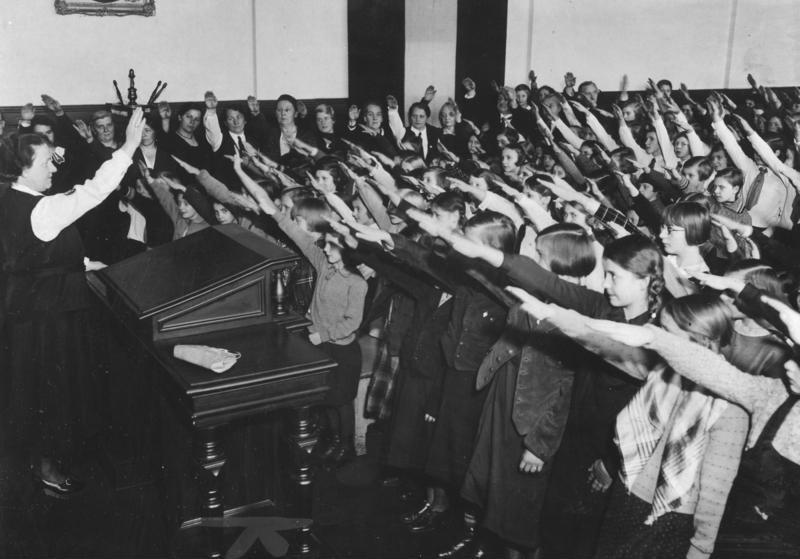
El saludo nazi en la escuela (1934): los niños fueron adoctrinados a una edad temprana.

La educación primaria y secundaria se centró en la biología racial, la política de población, la cultura, la geografía y la aptitud física. El plan de estudios en la mayoría de las materias, incluidas biología, geografía e incluso aritmética, se modificó para cambiar el enfoque a la raza. La educación militar se convirtió en el componente central de la educación física, y la educación en física se orientó hacia materias con aplicaciones militares, como balística y aerodinámica. Los estudiantes debían ver todas las películas preparadas por la división escolar del Ministerio de Ilustración Pública y Propaganda del Reich.

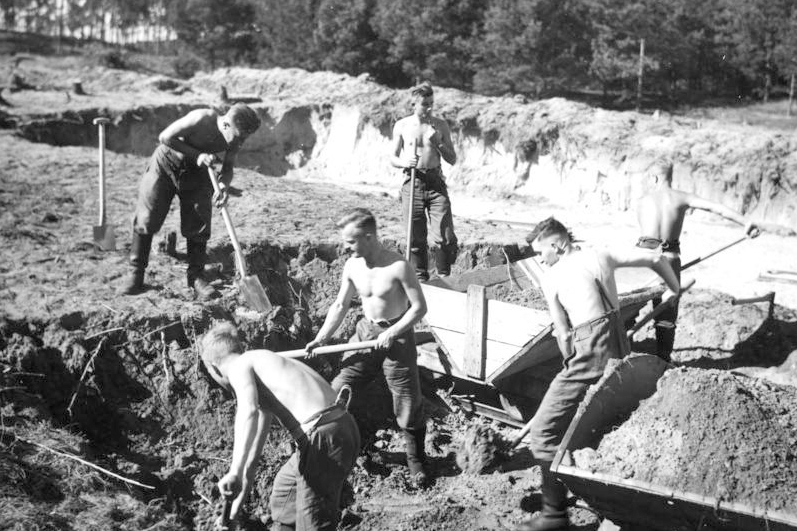
Hombres empleados por el Servicio de Trabajo del Reich.

En las universidades, los nombramientos para los puestos más altos fueron objeto de luchas de poder entre el Ministerio de Educación, los consejos universitarios y la Liga Nacionalsocialista de Estudiantes Alemanes. A pesar de la presión de la Liga y de varios ministerios gubernamentales, la mayoría de los profesores universitarios no realizaron cambios en sus conferencias o programas de estudios durante el período nazi. Esto fue especialmente cierto en las universidades ubicadas en regiones predominantemente católicas. La matrícula en las universidades alemanas disminuyó de 104 000 estudiantes en 1931 a 41 000 en 1939, pero la matrícula en las facultades de medicina aumentó considerablemente debido a que los médicos judíos se vieron obligados a dejar la profesión, por lo que los graduados de medicina tenían buenas perspectivas laborales. A partir de 1934, se exigió a los estudiantes universitarios que asistieran a sesiones de entrenamiento militar frecuentes y laboriosas dirigidas por las SA. Los estudiantes de primer año también tuvieron que servir seis meses en un campo de trabajo para el Servicio de Trabajo del Reich; se requirió un servicio adicional de diez semanas para los estudiantes de segundo año.

### Papel de la mujer y la familia

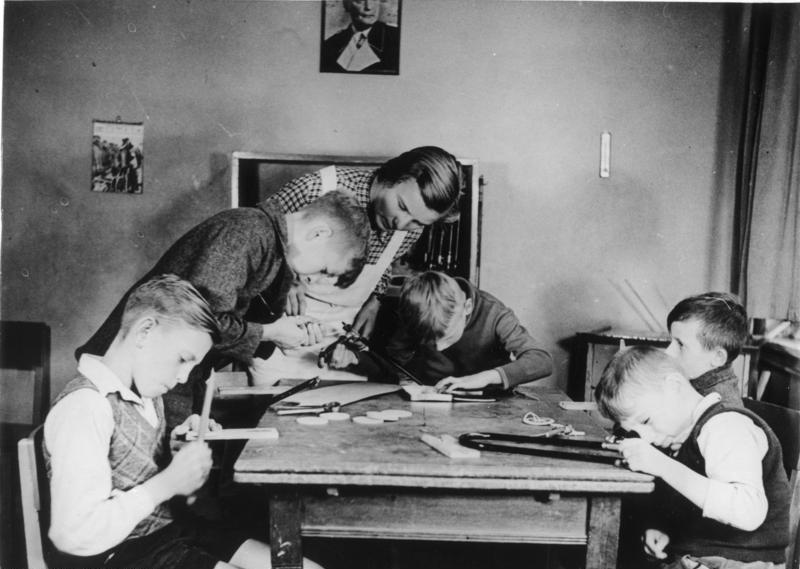
Madre alemana ayuda a sus hijos.

Las mujeres fueron una piedra angular de la política social nazi. Los nazis se opusieron al movimiento feminista, alegando que fue creación de intelectuales judíos; en su lugar, defendieron una sociedad patriarcal en la que la mujer alemana reconocería que su "mundo es su marido, su familia, sus hijos y su hogar". Los grupos feministas fueron cerrados o incorporados a la Liga de Mujeres Nacionalsocialistas, que coordinaba grupos en todo el país para promover la maternidad y las actividades del hogar. Se ofrecieron cursos sobre crianza de los hijos, costura y cocina. Feministas destacadas, como Anita Augspurg, Lida Gustava Heymann y Helene Stöcker, se sintieron obligadas a vivir en el exilio. La Liga publicó la NS-Frauen-Warte, la única revista femenina aprobada por los nazis en la Alemania nazi; a pesar de algunos aspectos de propaganda, era predominantemente una revista femenina común.

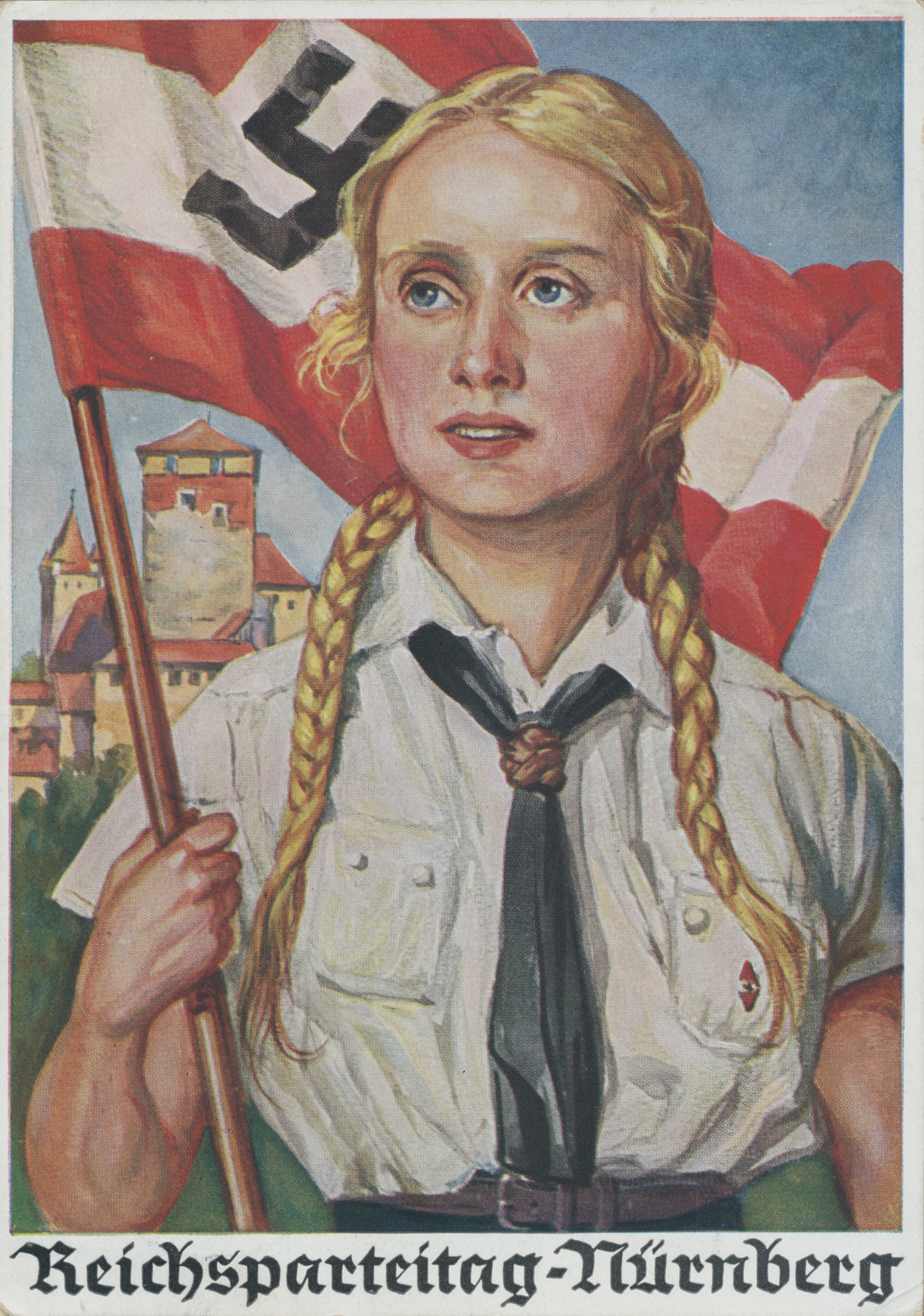
Postal alemana con retrato pintado de una miembro uniformada de la Liga de Chicas Alemanas abanderada con la esvástica y atrás el castillo de Núremberg.

Se alentó a las mujeres a dejar la fuerza laboral —en 1937 se les vetaba el acceso a la función pública— y se promovió la creación de familias numerosas por mujeres racialmente aptas mediante una campaña de propaganda. Las mujeres recibieron un premio de bronce, conocido como Ehrenkreuz der Deutschen Mutter (Cruz de honor de la madre alemana), por dar a luz a cuatro hijos, plata por seis y oro por ocho o más. Las familias numerosas recibieron subsidios para ayudar con los gastos. Aunque las medidas llevaron a aumentos en la tasa de natalidad, el número de familias que tenían cuatro o más hijos disminuyó en un cinco por ciento entre 1935 y 1940. Retirar a las mujeres de la fuerza laboral no tuvo el efecto deseado de liberar puestos de trabajo para los hombres, ya que las mujeres eran en su mayor parte empleadas como empleadas domésticas, tejedoras o en las industrias de alimentos y bebidas, trabajos que no eran de interés para los hombres. La filosofía nazi impidió que se contratara a un gran número de mujeres para trabajar en fábricas de municiones en el período previo a la guerra, por lo que se trajeron trabajadores extranjeros. Después de que comenzó la guerra, se utilizaron ampliamente trabajadores esclavos. En enero de 1943, Hitler firmó un decreto que requería que todas las mujeres menores de cincuenta años se presentaran a las asignaciones de trabajo para ayudar en el esfuerzo de guerra. A partir de entonces, las mujeres fueron canalizadas hacia trabajos agrícolas e industriales y, en septiembre de 1944, 14,9 millones de mujeres trabajaban en la producción de municiones.
Los líderes nazis respaldaron la idea de que el trabajo racional y teórico era ajeno a la naturaleza de la mujer y, como tal, desanimaron a las mujeres a buscar una educación superior. Una ley aprobada en abril de 1933 limitó el número de mujeres admitidas a la universidad al diez por ciento del número de asistentes masculinos. Esto dio lugar a que la matriculación femenina en las escuelas secundarias descendiera de 437 000 en 1926 a 205 000 en 1937. El número de mujeres matriculadas en escuelas postsecundarias descendió de 128 000 en 1933 a 51 000 en 1938. Sin embargo, con el requisito de que los hombres se alistaran en las fuerzas armadas durante la guerra, las mujeres constituyeron la mitad de la matrícula en el sistema postsecundario en 1944.

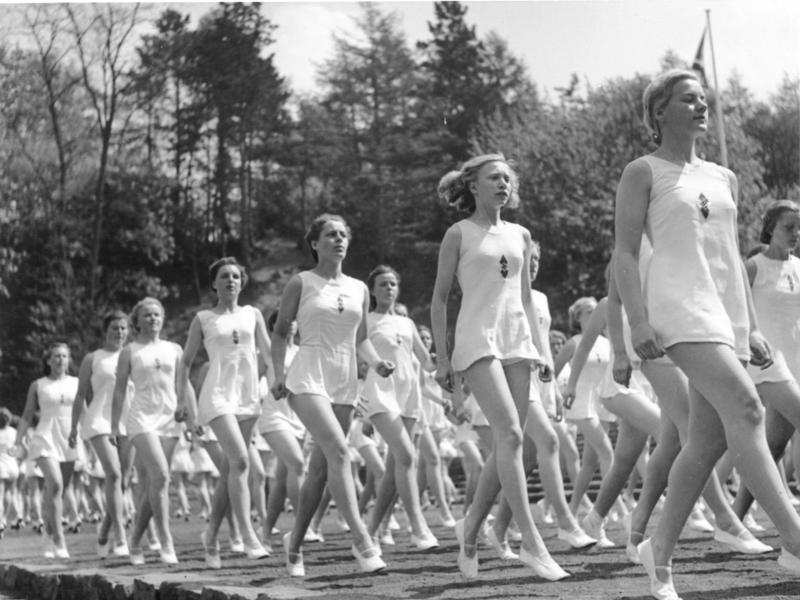
Mujeres jóvenes del Bund Deutscher Mädel (Liga de Chicas Alemanas) practicando gimnasia en 1941.

Se esperaba que las mujeres fueran fuertes, saludables y vitales. La robusta mujer campesina que trabajaba la tierra y tenía hijos fuertes era considerada ideal, y las mujeres eran elogiadas por ser atléticas y bronceadas por trabajar al aire libre. Se crearon organizaciones para el adoctrinamiento de los valores nazis. Desde el 25 de marzo de 1939, la afiliación a las Juventudes Hitlerianas se hizo obligatoria para todos los niños mayores de diez años. La sección Jungmädelbund (Liga de Chicas Jóvenes) de las Juventudes Hitlerianas era para niñas de 10 a 14 años y el Bund Deutscher Mädel (LMA; Liga de Muchachas Alemanas) era para mujeres jóvenes de 14 a 18 años. Las actividades de la LMA se centraban en la educación física, con actividades como correr, saltar de largo, dar volteretas, caminar en la cuerda floja, marchar y nadar.
El régimen nazi promovió un código de conducta liberal con respecto a asuntos sexuales y simpatizó con las mujeres que tenían hijos fuera del matrimonio. La promiscuidad aumentó a medida que avanzaba la guerra, y los soldados solteros a menudo estaban íntimamente relacionados con varias mujeres simultáneamente. Las esposas de los soldados participaban con frecuencia en relaciones extramaritales. En ocasiones, el sexo se utilizaba como una mercancía para obtener un mejor trabajo que un trabajador extranjero. Los folletos exhortaban a las mujeres alemanas a evitar las relaciones sexuales con trabajadores extranjeros como un peligro para su sangre.
Con la aprobación de Hitler, Himmler pretendía que la nueva sociedad del régimen nazi desestigmatizara los nacimientos ilegítimos, particularmente de niños engendrados por miembros de las SS, quienes fueron examinados por pureza racial. Su esperanza era que cada familia de las SS tuviera entre cuatro y seis hijos. La asociación Lebensborn (Fuente de la vida), fundada por Himmler en 1935, creó una serie de hogares de maternidad para alojar a madres solteras durante sus embarazos. Ambos padres fueron examinados para determinar su idoneidad racial antes de la aceptación. Los niños resultantes a menudo fueron adoptados en familias de las SS. Las casas también se pusieron a disposición de las esposas de los miembros de las SS y del Partido Nazi, que rápidamente llenaron más de la mitad de los lugares disponibles.
El régimen nazi hizo cumplir estrictamente las leyes vigentes que prohibían el aborto excepto por razones médicas. El número de abortos se redujo de 35 000 por año a principios de la década de 1930 a menos de 2000 por año a finales de la década, aunque en 1935 se aprobó una ley que permitía los abortos por motivos eugenésicos.

### Salud

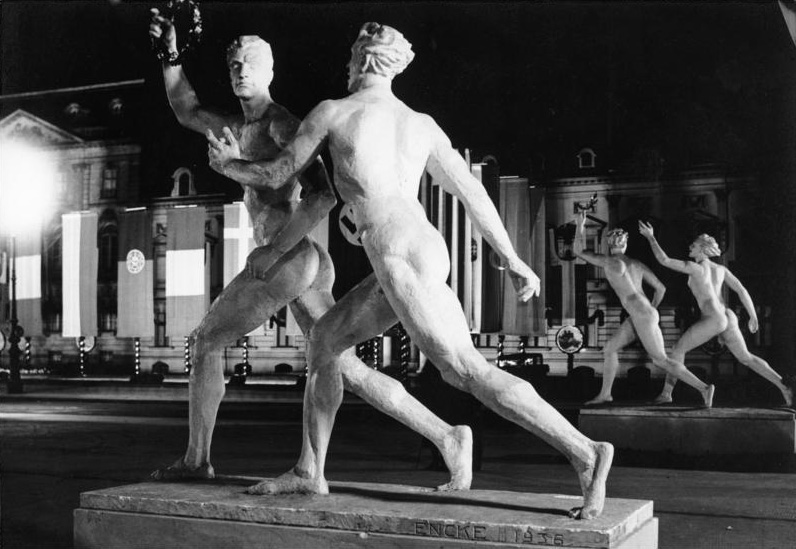
Las estatuas que representan el cuerpo ideal se erigieron en las calles de Berlín para los Juegos Olímpicos de Verano de 1936.

La Alemania nazi tenía un fuerte movimiento contra el tabaco, ya que la investigación pionera de Franz H. Müller en 1939 demostró un vínculo causal entre el tabaquismo y el cáncer de pulmón. La Oficina de Salud del Reich tomó medidas para tratar de limitar el tabaquismo, incluida la producción de conferencias y folletos. Fumar estaba prohibido en muchos lugares de trabajo, en trenes y entre los miembros del ejército en servicio. Los organismos gubernamentales también trabajaron para controlar otras sustancias cancerígenas como el amianto y los plaguicidas. Como parte de una campaña de salud pública en general, se limpiaron los suministros de agua, se eliminó el plomo y el mercurio de los productos de consumo y se instó a las mujeres a someterse a exámenes periódicos de detección del cáncer de mama.
Los planes de seguro médico administrados por el gobierno estaban disponibles, pero a los judíos se les negó la cobertura a partir de 1933. Ese mismo año, a los médicos judíos se les prohibió tratar a pacientes asegurados por el gobierno. En 1937, a los médicos judíos se les prohibió tratar a pacientes no judíos, y en 1938 se les eliminó por completo el derecho a practicar la medicina.
A partir de 1941 se llevaron a cabo experimentos médicos, muchos de ellos pseudocientíficos, en internos de campos de concentración. El médico más notorio en realizar experimentos médicos fue el Dr. Josef Mengele, médico del campo de Auschwitz, SS-Hauptsturmführer. Muchas de sus víctimas murieron o fueron asesinadas intencionalmente. Las compañías farmacéuticas podían utilizar a reclusos de los campos de concentración para realizar pruebas con drogas y otros experimentos.

### Ambientalismo
La sociedad nazi tenía elementos que apoyaban los derechos de los animales y muchas personas eran aficionadas a los zoológicos y la vida silvestre. El gobierno tomó varias medidas para garantizar la protección de los animales y el medio ambiente. En 1933, los nazis promulgaron una estricta ley de protección animal que afectó lo que estaba permitido para la investigación médica. La ley sólo se aplicó de manera flexible y, a pesar de la prohibición de la vivisección, el Ministerio del Interior concedió fácilmente permisos para experimentos con animales.
La Oficina Forestal del Reich hizo cumplir las regulaciones que requerían que los silvicultores plantaran una variedad de árboles para asegurar un hábitat adecuado para la vida silvestre, y una nueva Ley de Protección Animal del Reich se convirtió en ley en 1933. El régimen promulgó la Ley de Protección de la Naturaleza del Reich en 1935 para proteger el paisaje natural del desarrollo económico excesivo. Permitió la expropiación de tierras de propiedad privada para crear reservas naturales y ayudó en la planificación a largo plazo. Se hicieron esfuerzos superficiales para frenar la contaminación del aire, pero una vez que comenzó la guerra se hizo poco cumplimiento de la legislación existente.

### Opresión de Iglesias
Cuando los nazis tomaron el poder en 1933, aproximadamente el 67 por ciento de la población de Alemania era protestante, el 33 por ciento era católico, mientras que los judíos constituían menos del 1 por ciento. Según el censo de 1939, el 54 por ciento se consideraba protestante, el 40 por ciento católico, el 3,5 por ciento Gottgläubig (creyente en Dios; un movimiento religioso nazi) y el 1,5 por ciento no religioso.

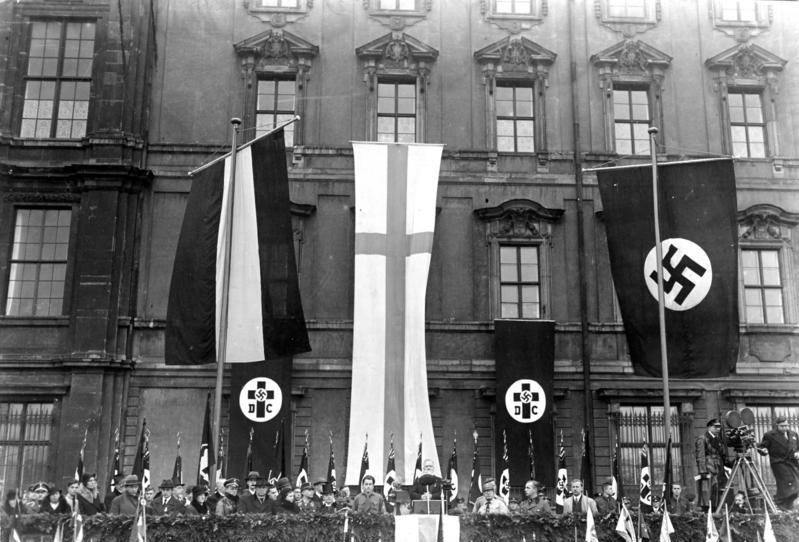
Cristianos alemanes celebrando el Día de Lutero en Berlín en 1933, discurso del obispo Hossenfelder.

Bajo el proceso Gleichschaltung, Hitler intentó crear una Iglesia protestante unificada del Reich a partir de las 28 iglesias estatales protestantes existentes en Alemania, con el objetivo final de erradicar las iglesias en Alemania. El pronazi Ludwig Müller fue instalado como obispo del Reich y el grupo de presión pronazi, cristianos alemanes, tomó el control de la nueva iglesia. Se opusieron al Antiguo Testamento debido a su origen judío y exigieron que los judíos convertidos fueran excluidos de su iglesia. El pastor Martin Niemöller respondió con la formación de la Iglesia Confesante, de la cual algunos clérigos se opusieron al régimen nazi. Cuando en 1935 el sínodo de la Iglesia Confesora protestó por la política nazi sobre religión, 700 de sus pastores fueron arrestados. Müller dimitió y Hitler nombró a Hanns Kerrl como Ministro de Asuntos de la Iglesia para continuar los esfuerzos por controlar el protestantismo. En 1936, un enviado de la Iglesia Confesante protestó ante Hitler contra las persecuciones religiosas y los abusos contra los derechos humanos. Cientos de pastores más fueron arrestados. La iglesia continuó resistiendo y a principios de 1937 Hitler abandonó su esperanza de unir a las iglesias protestantes. Niemöller fue arrestado el 1 de julio de 1937 y pasó la mayor parte de los siguientes siete años en el campo de concentración de Sachsenhausen y Dachau. Las universidades teológicas fueron cerradas y también fueron arrestados pastores y teólogos de otras denominaciones protestantes.

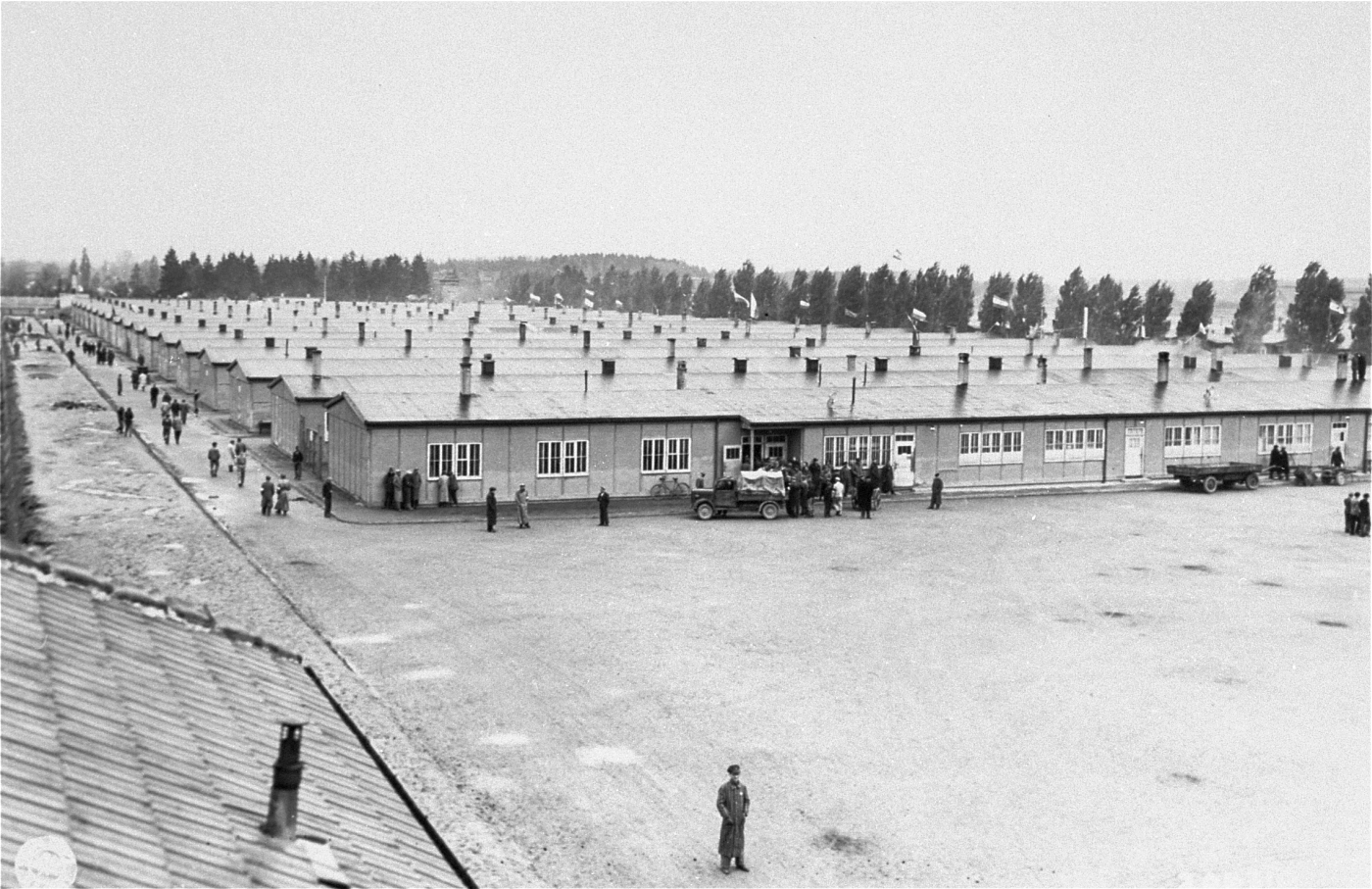
Cuartel de prisioneros en el campo de concentración de Dachau, donde los nazis establecieron un cuartel dedicado al clero para los clérigos opositores al régimen en 1940.

La persecución de la Iglesia católica en Alemania siguió a la toma del poder por los nazis. Hitler actuó rápidamente para eliminar el catolicismo político, encarcelando a funcionarios del Partido Popular Bávaro y del Partido de Centro, alineados con los católicos, que junto con todos los demás partidos políticos no nazis dejaron de existir en julio. El tratado Reichskonkordat (Reich Concordat) con la Santa Sede se firmó en 1933, en medio del continuo acoso de la iglesia en Alemania. El tratado requería que el régimen honrara la independencia de las instituciones católicas y prohibía al clero participar en política. Hitler ignoraba rutinariamente el Concordato, cerrando todas las instituciones católicas cuyas funciones no eran estrictamente religiosas. El clero, las monjas y los líderes laicos fueron el objetivo, con miles de arrestos en los años siguientes, a menudo por cargos falsos de contrabando de divisas o inmoralidad. Varios líderes católicos fueron el objetivo de los asesinatos de la Noche de los Cuchillos Largos de 1934. La mayoría de los grupos de jóvenes católicos se negaron a disolverse y el líder de las Juventudes Hitlerianas Baldur von Schirach alentó a sus miembros a atacar a los niños católicos en las calles. Las campañas de propaganda afirmaron que la iglesia era corrupta, se impusieron restricciones a las reuniones públicas y las publicaciones católicas enfrentaron censura. Se exigió a las escuelas católicas que redujeran la instrucción religiosa y se retiraron los crucifijos de los edificios estatales.

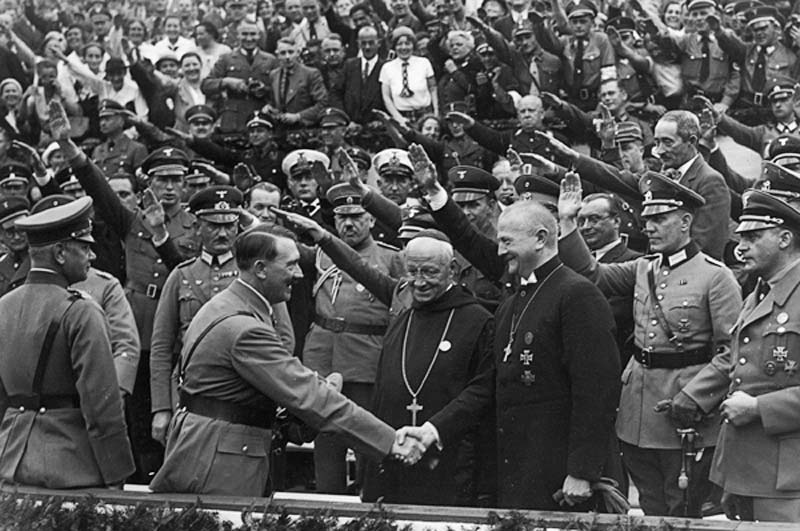
Hitler estrechando la mano de dignatarios católicos en Alemania en la década de 1930.

El Papa Pío XI hizo pasar de contrabando a Alemania la encíclica "Mit brennender Sorge" ("Con preocupación ardiente") para el Domingo de Pasión de 1937 y fue leída desde todos los púlpitos para denunciar la hostilidad sistemática del régimen hacia la iglesia. En respuesta, Goebbels renovó la represión y la propaganda del régimen contra los católicos. La matriculación en las escuelas confesionales se redujo drásticamente y en 1939 todas esas escuelas se disolvieron o se convirtieron en instalaciones públicas. Las protestas católicas posteriores incluyeron la carta pastoral del 22 de marzo de 1942 de los obispos alemanes sobre "La lucha contra el cristianismo y la Iglesia". Aproximadamente el 30 por ciento de los sacerdotes católicos fueron disciplinados por la policía durante la era nazi. Una vasta red de seguridad espiaba las actividades del clero y los sacerdotes eran frecuentemente denunciados, arrestados o enviados a campos de concentración, muchos de ellos a los cuarteles dedicados al clero en Dachau. En las zonas de Polonia anexionadas en 1939, los nazis instigaron una brutal represión y un desmantelamiento sistemático de la Iglesia católica.
Alfred Rosenberg, jefe de la Oficina de Relaciones Exteriores del Partido Nazi y líder cultural y educativo designado por Hitler para la Alemania nazi, consideraba que el catolicismo estaba entre los principales enemigos de los nazis. Planeó el «exterminio de las religiones cristianas extranjeras importadas a Alemania», y que la Biblia y la cruz cristiana fueran reemplazadas en todas las iglesias, catedrales y capillas con copias de Mi Lucha y la esvástica. Otras sectas del cristianismo también fueron blanco de ataques, y el jefe de la Cancillería del Partido Nazi, Martin Bormann, proclamó públicamente en 1941: "El nacionalsocialismo y el cristianismo son irreconciliables". Shirer escribe que la oposición al cristianismo dentro del liderazgo del Partido era tan pronunciada que "el régimen nazi tenía la intención de eventualmente destruir el cristianismo en Alemania, si podía, y sustituirlo con el antiguo paganismo de los primeros dioses tribales germánicos y el nuevo paganismo de los extremistas nazis".

### Resistencia al régimen

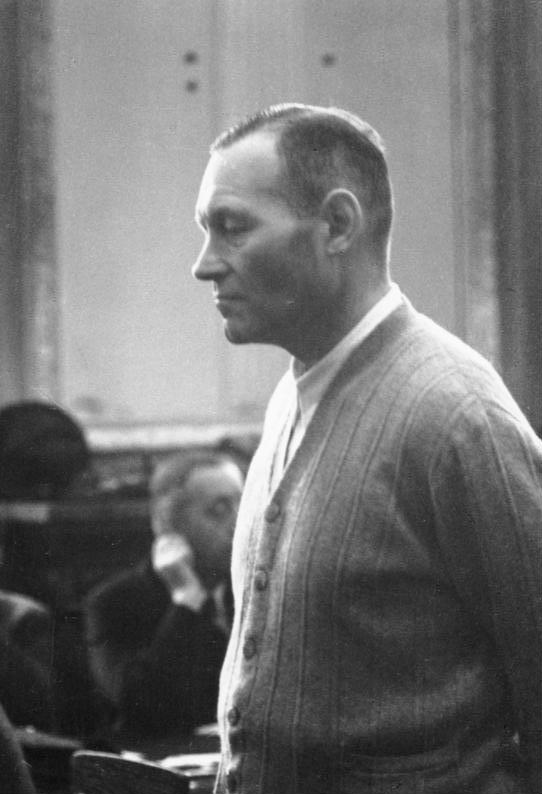
General Erich Hoepner en el Volksgerichtshof en 1944.

Si bien no existió ningún movimiento de resistencia unificado que se opusiera al régimen nazi, se produjeron actos de desafío como el sabotaje y la desaceleración laboral, así como intentos de derrocar al régimen o asesinar a Hitler. Los proscritos partidos comunistas y socialdemócratas establecieron redes de resistencia a mediados de la década de 1930. Estas redes lograron poco más que fomentar disturbios e iniciar huelgas de corta duración. Carl Friedrich Goerdeler, que inicialmente apoyó a Hitler, cambió de opinión en 1936 y más tarde participó en el complot del 20 de julio. La red de espías de la Orquesta Roja proporcionó información a los aliados sobre los crímenes de guerra nazis, ayudó a orquestar las fugas de Alemania y distribuyó folletos. El grupo fue detectado por la Gestapo y más de 50 miembros fueron juzgados y ejecutados en 1942. Los grupos de resistencia comunistas y socialdemócratas reanudaron su actividad a fines de 1942, pero no pudieron lograr mucho más que distribuir folletos. Los dos grupos se vieron a sí mismos como potenciales partidos rivales en la Alemania de la posguerra y, en su mayor parte, no coordinaron sus actividades. El grupo de resistencia de la Rosa Blanca estuvo activo principalmente en 1942-1943, y muchos de sus miembros fueron arrestados o ejecutados, y los arrestos finales tuvieron lugar en 1944. Otro grupo de resistencia civil, el Círculo de Kreisau, tenía algunas conexiones con conspiradores militares, y muchos de sus miembros fueron arrestados tras el fallido complot del 20 de julio.

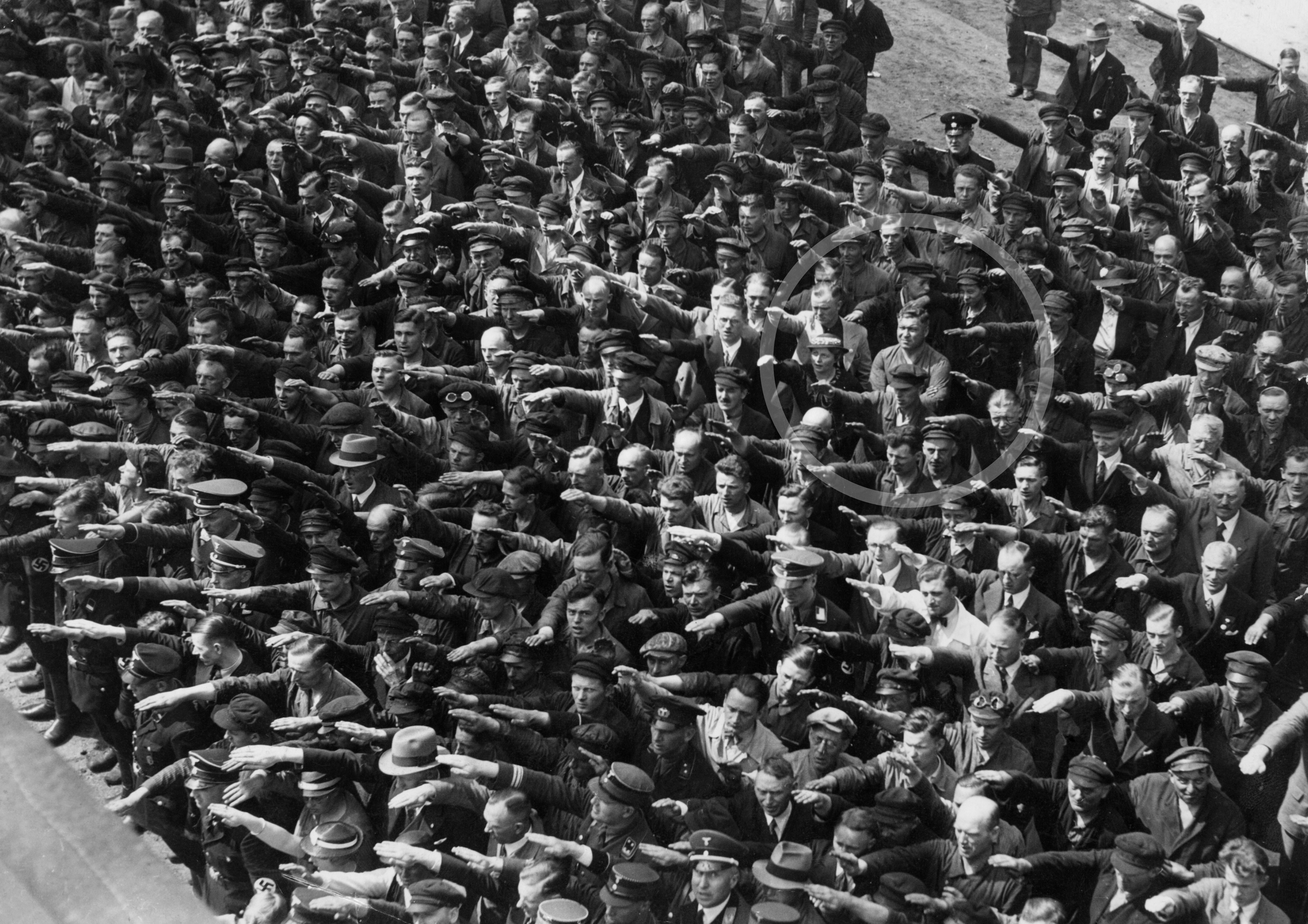
Imagen de personas haciendo el saludo nazi, con una persona no identificada (posiblemente August Landmesser) negándose a hacerlo.

Si bien el esfuerzo civil tuvo un impacto en la opinión pública, el ejército fue la única organización con capacidad para derrocar al gobierno. Un complot importante de hombres en las altas esferas del ejército se originó en 1938. Creían que Gran Bretaña iría a la guerra por la invasión planeada por Hitler de Checoslovaquia, y Alemania perdería. El plan era derrocar a Hitler o posiblemente asesinarlo. Los participantes incluyeron al Generaloberst Ludwig Beck, al Generaloberst Walther von Brauchitsch, al Generaloberst Franz Halder, al Almirante Wilhelm Canaris y al Generalleutnant Erwin von Witzleben, quienes se unieron a una conspiración encabezada por el Oberstleutnant Hans Oster y el Mayor Helmuth Groscurth de la Abwehr. El golpe planeado fue cancelado después de la firma del Acuerdo de Múnich en septiembre de 1938. Muchas de las mismas personas estuvieron involucradas en un golpe planeado para 1940, pero nuevamente los participantes cambiaron de opinión y retrocedieron, en parte debido a la popularidad del régimen después de las primeras victorias en la guerra. Los intentos de asesinar a Hitler se reanudaron en serio en 1943, cuando Henning von Tresckow se unió al grupo de Oster e intentó volar el avión de Hitler en 1943. Siguieron varios intentos más antes del fallido complot del 20 de julio de 1944, que fue motivado al menos en parte por la creciente perspectiva de una derrota alemana en la guerra. El complot, parte de la Operación Valquiria, involucró a Claus von Stauffenberg colocando una bomba en la sala de conferencias en la Guarida del Lobo en Rastenburg. Hitler, que sobrevivió por poco, ordenó más tarde represalias salvajes que resultaron en la ejecución de más de 4900 personas.
Alrededor de 1940 se formó un grupo de resistencia en torno al sacerdote Heinrich Maier. El grupo pasó las ubicaciones de las instalaciones de producción de cohetes V-2, tanques Tiger y aviones a los Aliados desde finales de 1943 en adelante. Los bombarderos aliados utilizaron esta información para llevar a cabo ataques aéreos. El grupo de Maier proporcionó información sobre el asesinato en masa de judíos desde el principio; Estos informes inicialmente no fueron creídos por los Aliados. El grupo de resistencia fue descubierto y la mayoría de sus miembros fueron encarcelados, torturados o asesinados.

## Cultura
El régimen promovió el concepto de Volksgemeinschaft, una comunidad étnica nacional alemana. El objetivo era construir una sociedad sin clases basada en la pureza racial y la necesidad percibida de prepararse para la guerra, la conquista y una lucha contra el marxismo. El Frente Laboral Alemán fundó la organización Kraft durch Freude (KdF; Fuerza a través de la alegría) en 1933. Además de tomar el control de decenas de miles de clubes recreativos de gestión privada, ofrecía vacaciones y entretenimiento muy reglamentados, como cruceros, destinos vacacionales y conciertos.
La Reichskulturkammer (Cámara de Cultura del Reich) se organizó bajo el control del Ministerio de Propaganda en septiembre de 1933. Se crearon subcámaras para controlar aspectos de la vida cultural como el cine, la radio, los periódicos, las bellas artes, la música, el teatro y la literatura. Los miembros de estas profesiones debían unirse a sus respectivas organizaciones. A los judíos y a las personas consideradas políticamente poco fiables se les impidió trabajar en las artes y muchos emigraron. Los libros y guiones tenían que ser aprobados por el Ministerio de Propaganda antes de su publicación. Los estándares se deterioraron a medida que el régimen trató de utilizar los medios culturales exclusivamente como medios de propaganda.
La radio se hizo popular en Alemania durante la década de 1930; más del 70 por ciento de los hogares poseían un receptor en 1939, más que cualquier otro país. En julio de 1933, el personal de las estaciones de radio fue depurado de izquierdistas y otros considerados indeseables. La propaganda y los discursos eran típicos de la radio inmediatamente después de la toma del poder, pero a medida que pasaba el tiempo, Goebbels insistió en que se escuchara más música para que los oyentes no recurrieran a las emisoras extranjeras para entretenerse.

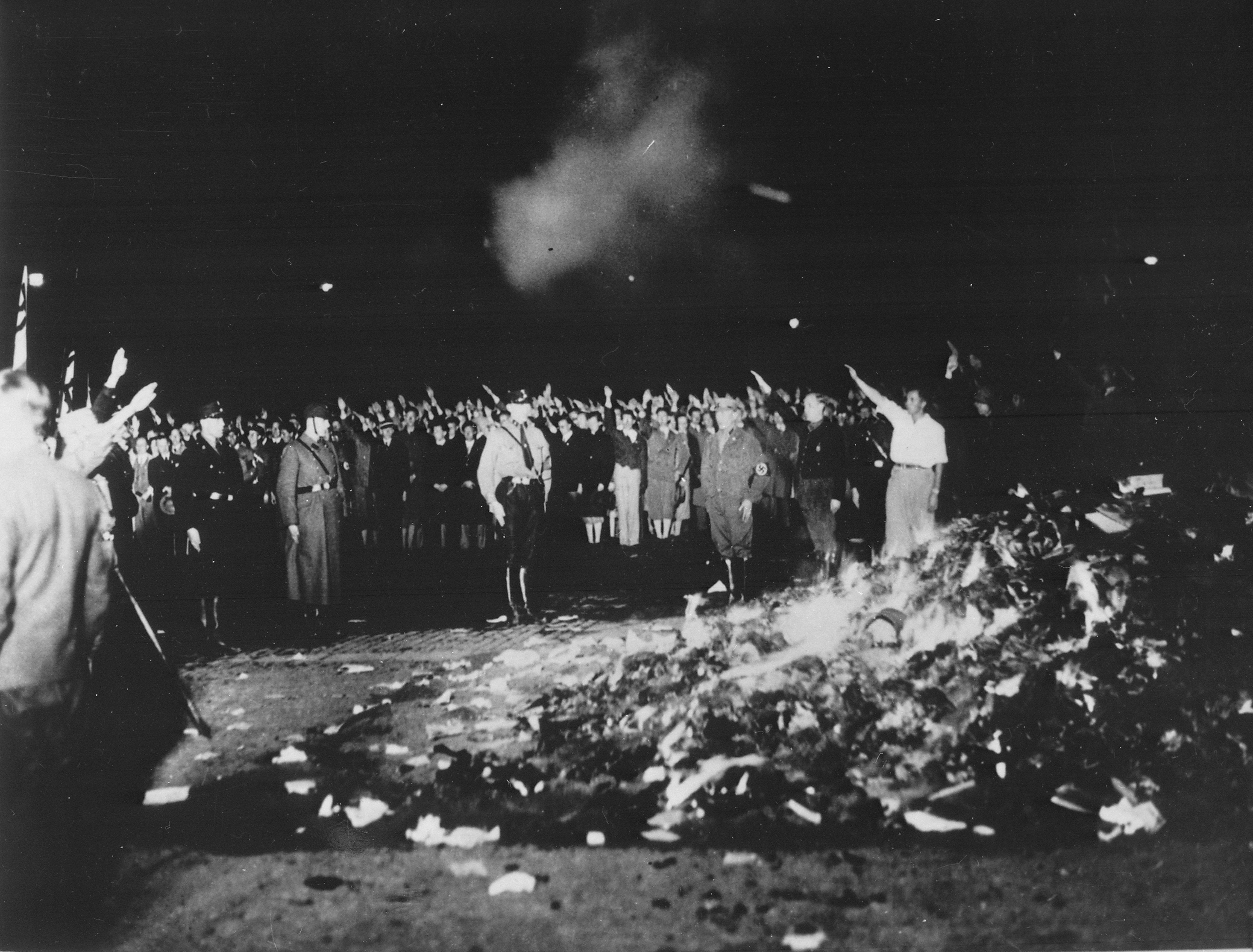
Un evento nazi de quema de libros (10 de mayo de 1933, Berlín), en que son quemados libros de autores judíos y de izquierdas.

### Censura
Los periódicos, como otros medios, estaban controlados por el estado; la Cámara de Prensa del Reich cerró o compró periódicos y editoriales. En 1939, más de dos tercios de los periódicos y revistas eran propiedad directa del Ministerio de Propaganda. El diario del Partido Nazi, el Völkischer Beobachter ("Observador étnico"), fue editado por Rosenberg, quien también escribió El mito del siglo XX, un libro de teorías raciales que defienden la superioridad nórdica. Goebbels controlaba los servicios de cable e insistía en que todos los periódicos de Alemania solo publicaran contenido favorable al régimen. Bajo Goebbels, el Ministerio de Propaganda emitía dos docenas de directivas cada semana sobre exactamente qué noticias deberían publicarse y qué ángulos utilizar; el periódico típico siguió de cerca las directivas, especialmente en lo que respecta a qué omitir. El número de lectores de periódicos se desplomó, en parte debido a la disminución de la calidad del contenido y en parte debido al aumento de la popularidad de la radio. La propaganda se volvió menos efectiva hacia el final de la guerra, ya que la gente pudo obtener información fuera de los canales oficiales.
Los autores de libros abandonaron el país en masa y algunos escribieron material crítico del régimen durante el exilio. Goebbels recomendó que los autores restantes se concentraran en libros con temas de mitos germánicos y el concepto de sangre y suelo. A fines de 1933, el régimen nazi había prohibido más de mil libros, la mayoría de autores judíos o con personajes judíos. Se produjeron quemas de libros nazis; Diecinueve de estos eventos se llevaron a cabo la noche del 10 de mayo de 1933. Se quemaron públicamente decenas de miles de libros de decenas de figuras, incluidos Albert Einstein, Sigmund Freud, Helen Keller, Alfred Kerr, Marcel Proust, Erich Maria Remarque, Upton Sinclair, Jakob Wassermann, H. G. Wells y Émile Zola. Las obras pacifistas y la literatura que defendía los valores democráticos liberales fueron objeto de destrucción, así como cualquier escrito que apoyará a la República de Weimar o aquellos escritos por autores judíos.

### Arquitectura y arte

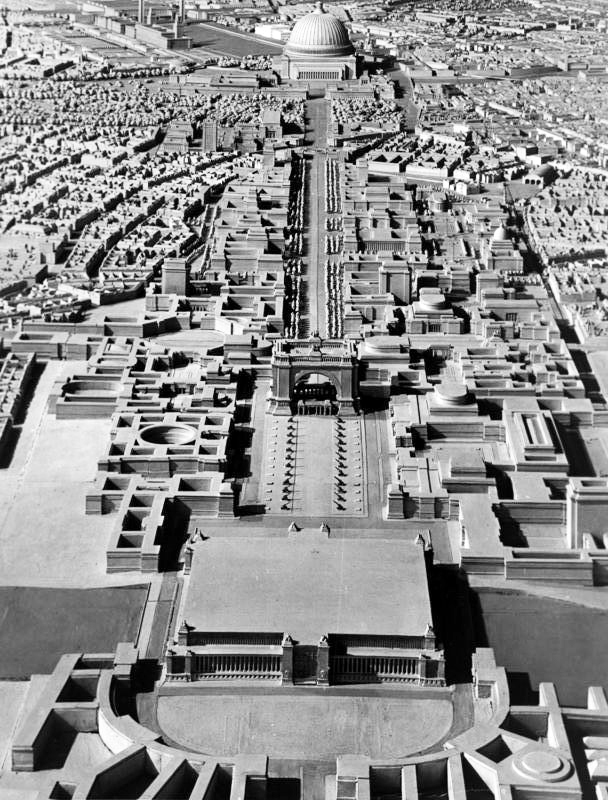
Los planes para Berlín exigían la construcción de la Volkshalle (Salón del Pueblo) y un arco del triunfo en cada extremo de un amplio bulevar.

Hitler se interesó personalmente por la arquitectura y trabajó en estrecha colaboración con los arquitectos estatales Paul Troost y Albert Speer para crear edificios públicos en un estilo neoclásico basados en arquitectura romana. Speer construyó estructuras imponentes, como los terrenos de concentración del partido nazi en Núremberg y un nuevo edificio de la Cancillería del Reich en Berlín. Los planes de Hitler para reconstruir Berlín incluían una cúpula gigantesca basada en el Panteón de Roma y un arco de triunfo de más del doble de la altura del Arco de Triunfo en París. No se construyó ninguna estructura.
La creencia de Hitler de que el arte abstracto, dadaísta, expresionista y moderno eran decadentes se convirtió en la base de la política. Muchos directores de museos de arte perdieron sus puestos en 1933 y fueron reemplazados por miembros del partido. Unas 6500 obras de arte moderno fueron retiradas de los museos y reemplazadas por obras elegidas por un jurado nazi. Las exposiciones de las piezas rechazadas, bajo títulos como "Decadencia en el arte", se lanzaron en dieciséis ciudades diferentes en 1935. La Exposición de Arte Degenerado, organizada por Goebbels, se llevó a cabo en Múnich de julio a noviembre de 1937. La exposición resultó tremendamente popular, atrayendo más de dos millones de visitantes.
El compositor Richard Strauss fue nombrado presidente de la Reichsmusikkammer (Cámara de Música del Reich) en su fundación en noviembre de 1933. Como sucedió con otras formas de arte, los nazis condenaron al ostracismo a los músicos que eran considerados racialmente inaceptables y en su mayor parte desaprobaban la música que era demasiado moderna o atonal. El jazz se consideró especialmente inapropiado y los músicos de jazz extranjeros abandonaron el país o fueron expulsados. Hitler favoreció la música de Richard Wagner, especialmente piezas basadas en mitos germánicos e historias heroicas, y asistió al Festival de Bayreuth cada año desde 1933 hasta 1942.

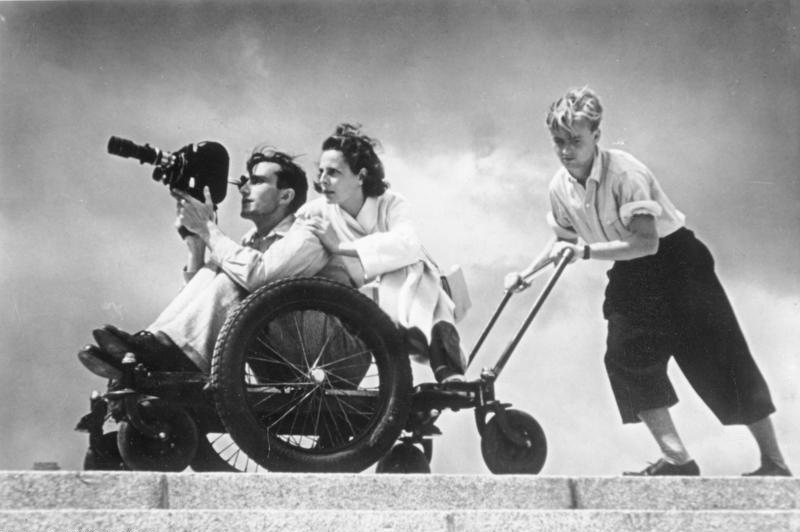
Leni Riefenstahl (detrás del camarógrafo) en los Juegos Olímpicos de Verano de 1936.

### Película
Las películas fueron populares en Alemania en las décadas de 1930 y 1940, con entradas de más de mil millones de personas en 1942, 1943 y 1944. En 1934, las regulaciones alemanas que restringían las exportaciones de divisas hicieron imposible que los cineastas estadounidenses llevaran sus ganancias a Estados Unidos, por lo que los principales estudios cinematográficos cerraron sus sucursales alemanas. Las exportaciones de películas alemanas se desplomaron, ya que su contenido antisemita hizo que fueran imposibles de exhibir en otros países. Las dos compañías cinematográficas más grandes, Universum Film AG y Tobis, fueron compradas por el Ministerio de Propaganda, que en 1939 producía la mayoría de las películas alemanas. Las producciones no siempre fueron abiertamente propagandísticas, pero generalmente tenían un subtexto político y seguían líneas partidistas en cuanto a temas y contenido. Los guiones fueron censurados previamente.
El triunfo de la voluntad (1935), que documenta el Rally de Núremberg de 1934, y Olympia (1938), que cubre los Juegos Olímpicos de verano de 1936, fueron pioneros en las técnicas de movimiento de cámara y edición que influyeron en las películas posteriores. Se emplearon nuevas técnicas como teleobjetivos y cámaras montadas en pistas. Ambas películas siguen siendo controvertidas, ya que su mérito estético es inseparable de su propaganda de los ideales nazis.

## Juicios y memoria histórica

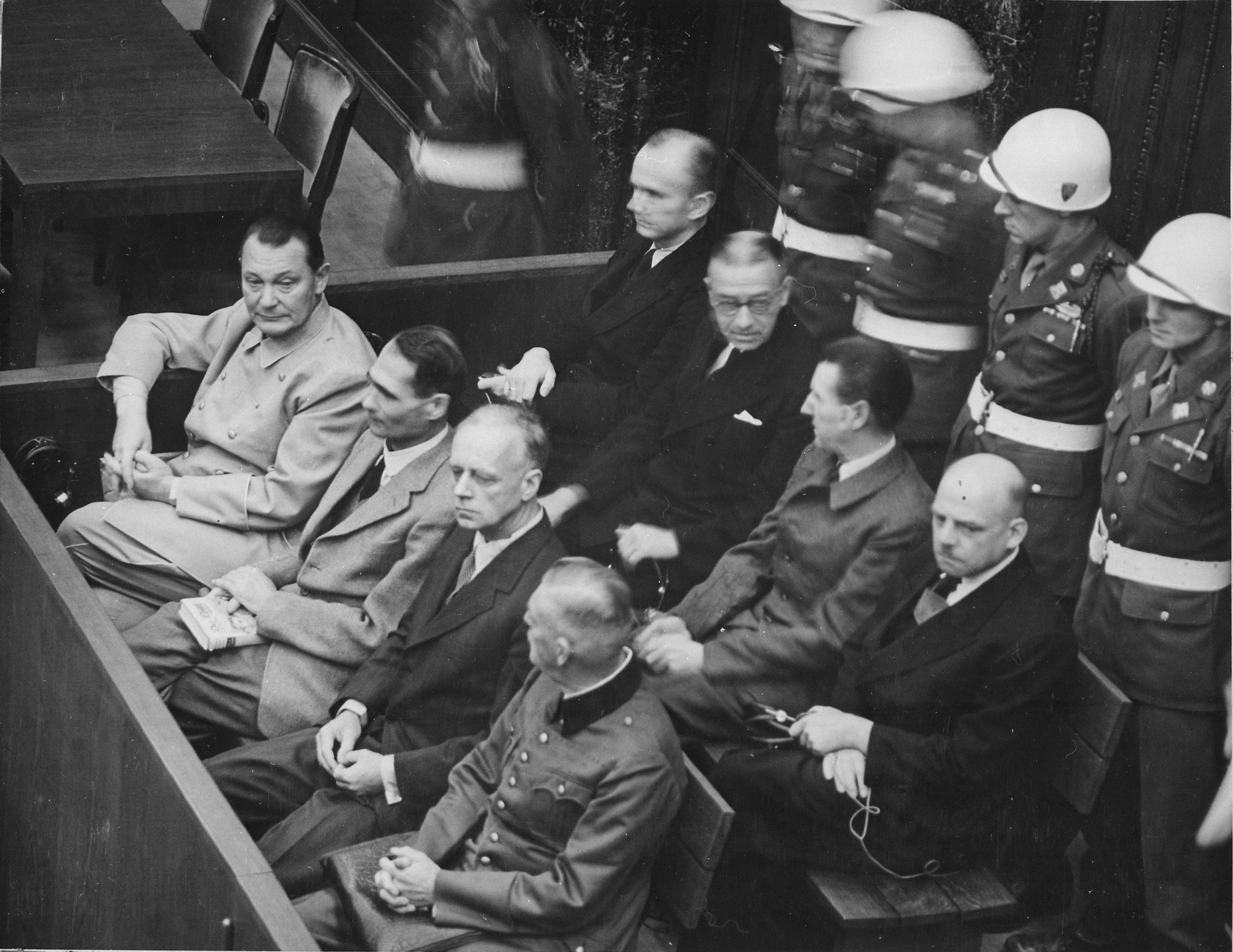
Acusados en el banquillo de los acusados en los juicios de Nuremberg (delante, de arriba a abajo): Hermann Göring, Rudolf Heß, Joachim von Ribbentrop, Wilhelm Keitel. (detrás, de arriba a abajo): Karl Dönitz, Erich Raeder, Baldur von Schirach, Fritz Sauckel.

Las potencias aliadas organizaron juicios por crímenes de guerra, comenzando con los juicios de Núremberg, celebrados desde noviembre de 1945 hasta octubre de 1946, de 23 altos funcionarios nazis. Fueron acusados de cuatro cargos: conspiración para cometer crímenes, crímenes contra la paz, crímenes de guerra y crímenes contra la humanidad, en violación de las leyes internacionales que rigen la guerra. Todos menos tres de los acusados fueron declarados culpables y doce fueron condenados a muerte. Entre 1946 y 1949 se celebraron doce juicios posteriores en Núremberg de 184 acusados. Entre 1946 y 1949, los Aliados investigaron 3887 casos, de los cuales 489 fueron llevados a juicio. El resultado fue la condena de 1426 personas; 297 de ellos fueron condenados a muerte y 279 a cadena perpetua, y el resto recibió sentencias menores. Aproximadamente el 65 por ciento de las condenas a muerte se ejecutaron. Polonia fue más activa que otras naciones en la investigación de crímenes de guerra, por ejemplo procesando a 673 del total de 789 empleados de Auschwitz llevados a juicio.
El programa político adoptado por Hitler y los nazis provocó una guerra mundial, dejando atrás una Europa devastada y empobrecida. La propia Alemania sufrió una destrucción total, nombrada como Stunde Null (Hora cero). El número de civiles muertos durante la Segunda Guerra Mundial no tuvo precedentes en la historia de la guerra. Como resultado, la ideología nazi y las acciones tomadas por el régimen son consideradas casi universalmente como gravemente inmorales. Historiadores, filósofos y políticos a menudo usan la palabra «maldad» para describir a Hitler y al régimen nazi. El interés por la Alemania nazi continúa en los medios de comunicación y el mundo académico. Mientras Evans señala que la era "ejerce un atractivo casi universal porque su racismo asesino se erige como una advertencia para toda la humanidad", los jóvenes neonazis disfrutan del valor de choque que proporcionan los símbolos o eslóganes nazis. La exhibición o el uso del simbolismo nazi, como banderas, esvásticas o saludos, es ilegal en Alemania (Strafgesetzbuch, sección 86a) y en Austria.
La Alemania nazi fue sucedida por tres epos: Alemania Occidental (República Federal de Alemania o "RFA"), Alemania Oriental (República Democrática Alemana o RDA) y Austria. El proceso de desnazificación, que fue iniciado por los Aliados como una forma de perseguir a los miembros del Partido Nazi, tuvo un éxito parcial, ya que la necesidad de expertos en campos como la medicina y la ingeniería era demasiado grande. Sin embargo, la expresión de los puntos de vista nazis estaba mal vista y los que expresaban esos puntos de vista eran frecuentemente despedidos de sus trabajos. Desde el período inmediato de la posguerra hasta la década de 1950, la gente evitó hablar del régimen nazi o de sus propias experiencias durante la guerra. Si bien prácticamente todas las familias sufrieron pérdidas durante la guerra y tienen una historia que contar, los alemanes guardaron silencio sobre sus experiencias y sintieron un sentimiento de culpa comunitaria, incluso si no estuvieron directamente involucrados en crímenes de guerra.
El juicio de Adolf Eichmann (1961), los juicios de Auschwitz (1963-1968) y la transmisión de la miniserie de televisión Holocaust (1979) llevaron el proceso de Vergangenheitsbewältigung (afrontar el pasado) al frente para muchos alemanes. Una vez que el estudio de la Alemania nazi se introdujo en el plan de estudios escolar a partir de la década de 1970, la gente comenzó a investigar las experiencias de los miembros de su familia. El estudio de la época y la voluntad de examinar críticamente sus errores ha llevado al desarrollo de una democracia fuerte en Alemania, pero con persistentes corrientes subterráneas de antisemitismo y pensamiento neonazi.
En 2017, una encuesta de la Fundación Körber encontró que el 40 por ciento de los jóvenes de 14 años en Alemania no sabía qué era Auschwitz. El periodista Alan Posener atribuyó la "creciente amnesia histórica" del país en parte al fracaso de la industria cinematográfica y televisiva alemana en reflejar con precisión la historia del país.